# Pictura bisericească a lui Nicolae Grigorescu
 Acest articol dezvoltă secțiunea Pictura bisericească a lui Nicolae Grigorescu a articolului principal Nicolae Grigorescu .
Începând de la vârsta de cincisprezece ani, Nicolae Grigorescu a fost cunoscut sub apelativul de Nicu Zugravul datorită unei importante preocupări pe care a avut-o în realizarea de icoane și prăznicare la biserica din Băicoi și Mănăstirea Căldărușani, precum și în zugrăvirea bisericilor de la  Mănăstirea Zamfira, Mănăstirea Agapia și biserica din Puchenii Mari. De la vârsta de zece ani, el a fost ucenicul pictorului Anton Chladek pentru o perioadă de doi ani, și după unele surse, a învățat pictura bisericească și cu alți meșteri autohtoni, cum au fost Niță Pârâiescu la Băicoi sau Evghenie Lazăr la Căldărușani. Până la zece ani, Nicolae a mai fost ucenic și pe la alți meșteri zugravi bucureșteni: la Gheorghe Puiu din Olari, mai apoi la fratele acestuia Dragomir și după aceea la Nae Pantelimonescu care era un zugrav renumit în acele timpuri. Istoricii de artă care i-au analizat parcursul artistic, au considerat că Nicolae Grigorescu care era posesorul unui talent nativ deosebit, a fost influențat în mod hotărâtor de Anton Chladek mai ales prin activitatea lui de miniaturist, mai presus de cea de zugrav sau realizator de icoane.
O lungă perioadă, Grigorescu a fost preocupat de problemele tehnice necesare desfășurării meșteșugului zugrăvelii. El a căutat să găsească o formulă adecvată de aplicare a clasicismului în iconografia tradițională, urmând, desigur, drumul înaintașilor săi în această direcție. A încercat și soluții proprii conforme spiritului său de artist, dar fără a se îndepărta de gustul publicului care era cantonat în percepțiile de natură istorică asupra unor astfel de tematici. Rezultatul nu a zăbovit să apară, și din melanjul uneori contradictoriu a acestor tendințe pe care le-a abordat, reiese că din anul 1853, el a reușit să depășească tot ce au știut să facă toți zugravii de dinainte-a sa. Practic, el i-a depășit pe Aton Chladek, Gheorghe Tattarescu sau Constantin Lecca, cei care au fost promotorii înnoirii clasiciste din primele decenii ale secolului al XIX-lea în România.
Cele mai importante realizări în pictura bisericească, care-i marchează de altfel și evoluția artistică sunt icoanele și prăznicarele de la biserica din Băicoi, icoanele de la Mănăstirea Căldărușani, icoana Sfântului Spiridon de la biserica Alexa din București, Epitaful, praporul și icoanele împărătești de la Mănăstirea Zamfira și monumentalele picturi de la Mănăstirea Agapia. Picturile murale de la Zamfira și mai apoi picturile de la Agapia au fost cele mai remarcabile realizări din viața artistului de până la douăzeci de ani, ele fiind considerate de către critica de artă o culme în pictura religioasă a secolului al XIX-lea din România. Trecând totul prin propriul său filtru și dându-le o interpretare personală în majoritatea cazurilor, el a mers, totuși, pe drumul înaintașilor săi, chiar dacă a acceptat și indicații asupra manierei de realizare sau a modului de organizare a scenelor religioase, astfel încât rezultatul să corespundă canoanelor bisericii ortodoxe române. Picturile de la Mănăstirea Agapia au la bază compoziții ale pictorilor Titian, Rafael, Leonardo da Vinci, Bartolomé Esteban Murillo, Rembrandt, Auguste Chauvin și mulți alții care nu au fost încă identificați de către critica de artă.
În momentul în care Nicolae Grigorescu a început să execute gravuri după operele marilor maeștrii apuseni pentru realizarea compozițiilor sale de natură religioasă, el a înțeles că se impunea cu necesitate să urmeze studii de pictură serioase, așa cum predecesorii săi Barbu Iscovescu, Constantin Rosenthal sau Ion Negulici le-au făcut prin atelierele din străinătate. Nicolae Grigorescu a făcut două petiții adresate domnitorului Barbu Dimitrie Știrbei (1856) și caimacanului Alexandru D. Ghica (1857) prin care le-a cerut acestora acordarea unei burse de studii în Vestul Europei. Amândouă cererile au rămas fără rezultat din motive birocratice. Ca urmare a celei de a doua petiții, s-a organizat un concurs la care a participat și pictorul Constantin I. Stăncescu, protejatul lui Gheorghe Tattarescu, care a câștigat competiția prin favoruri clientelare. Grigorescu a beneficiat, în schimb, de atenția pe care i-a acordat-o Mihail Kogălniceanu, care a văzut picturile pe care le realiza el la Agapia. Ca urmare, Kogălniceanu a dat dispoziție să i se acorde o bursă de studii la Paris începând din luna septembrie a anului 1861.

## Ucenicia

### Ucenicul lui Anton Chladek
În anul 1848, la vârsta de doar zece ani, Nicolae Grigorescu a intrat ca ucenic de iconar în atelierul lui Anton Chladek. După cum se știe, anul 1848 a fost anul Revoluției Române din Muntenia, la care s-au angrenat pictorii revoluționari Barbu Iscovescu, Ion Negulici și Constantin Daniel Rosenthal. Anton Chladek a rămas în afara frământărilor politice din acea perioadă, el fiind preocupat în principal de activitatea sa de pictor și de iconar. Acesta avea în acel an 54 de ani, era de origine cehă, cetățean austriac și a studiat la Milano, Pesta și Viena. În Țara Românească a sosit în anul 1835 cu intenția de a picta portrete ale bogaților epocii în vederea obținerii unor câștiguri financiare. Datorită unor condiții neștiute până astăzi, Chladek a rămas la București să picteze și a ajuns a se considera un bun român.
Artistul ceh locuia în apropierea bisericii Boteanu, denumită în acea vreme biserica Bradului, nu pe strada Clemenței, dar în imediata sa apropiere. Era o casă mare, frumoasă, ea fiind casa de zestre a celei de a treia soții și era destul de veche, așa cum erau o mulțime de clădiri de pe străzile mărginașe ale Bucureștiului, chiar la începutul secolului al XX-lea. Casa era prevăzută cu foișor amplasat peste gârliciul pivniței și avea un singur cat săltat deasupra pământului.

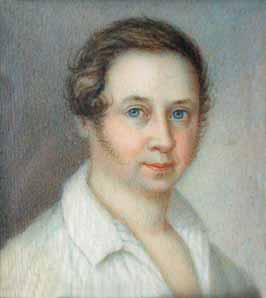
Anton Chladek - autoportret, miniatură pe fildeș

Anton Chladek era un foarte bun portretist, un bun miniaturist, vorbea mai multe limbi și și-a făcut o clientelă importantă printre familiile boierești, intelectuali sau printre negustorii importanți ai vremii. La vârsta a treia, vederea i-a slăbit și din această cauză a abandonat miniatura și s-a consacrat portretelor de mari dimensiuni, așa cum sunt cele care se regăsesc astăzi în Galeria Muzeului Național de Artă din București. În anul 1856 a executat picturile murale de la biserica din Baloteasca și în anul următor pe cele de la biserica din Budești. La Baloteasca a pictat împreună cu Gheorghe Grigorescu, fratele lui Nicolae. Aceasta era ctitoria lui Grigore Pleșoianu, dar din păcate nu se mai poate identifica ceva din pictura pe care Chladek a realizat-o. Biserica din Budești a fost ctitorită de marele vornic Iancu Manu, din pictura murală nu a mai rămas la timpul când a fost analizată de specialiști, decât portretele ctitorilor, restul fiind acoperit de picturi recente, așa cum se poate constata la mai toate monumentele religioase vechi din România.
Pe lângă preocupările descrise mai sus, în timpul liber sau datorită unor comenzi, Chladek lucra adesea icoane portative de factură clasicistă. Dacă miniaturile și portretele îi asigurau accesul la o clientelă avută, icoanele l-au făcut foarte căutat pentru populația de rând a Bucureștiului. Familia Grigorescu, locuind în mahalaua Cărămidarilor, era în proximitatea grădinii cu duzi a lui Chladek. Renumele iconarului a fost un motiv suficient pentru a se explica atracția pe care Gheorghe și mai apoi Nicolae Grigorescu au avut-o pentru profesia de zugrav.
În atelierul lui Chladek, Nicolae a văzut opere atârnate de pereți, în atelier și în casă. Acestea erau lucrări originale sau copii după mari maeștri pe care maestrul ceh le-a realizat când a fost la studii la Pesta sau Viena. Unele din aceste tablouri mai există și astăzi la descendenții acestuia. Nicolae s-a insiprat din miniaturile executate de către maestrul său. El a păstrat maniera plină de farmec, ușoară și delicată, cu acel colorit proaspăt și suav care poate fi regăsită  în icoanele sale din primii ani, ca și în cele realizate imediat după terminarea uceniciei de atelier. Aceeași manieră poate fi văzută și în lucrările de factură târzie în care Nicolae a ajuns la perfecțiuni ale genului, exemplu stând icoanele împărătești de la Mănăstirea Agapia.
Din biografiile scrise despre Nicolae Grigorescu de către cei care i-au studiat viața și opera, ca și din cele declarate de urmașii lui Anton Chladek, a rezultat un portret aproape realist privind relațiile dintre ucenic și meșter. Relațiile ce transpar din aceste memorii sunt despre îndatoririle tradiționale, nu numai profesionale ci și domestice, impuse de către meșterul Chladek. Cele domestice priveau inclusiv activitatea de a păzi caii când meșterul pornea la drum, activitatea de curățenie a casei sau legănatul copiilor. Conform surselor, Anton Chladek era un om sucit, repezit la vorbă, dar nu era rău. Așa cum era obiceiul meșterilor zugravi din acele vremuri, meșterilor le era frică de ucenicii talentați care furau meșteșugul mult prea repede. Ca urmare, meșterii îi fugăreau pe ucenici pentru ca aceștia să nu vadă chiar toate tainele meseriei dintr-o dată. Existau și excepții, Alexandru Vlahuță a publicat memoriile lui  Nicolae în care acesta spunea: „... câteodată, când îi frecam culorile, se mai îmbuna și mă lăsa pe lângă el -- atunci eram în culmea fericirii; îmi vorbea blând, îmi arăta cum se fac sfinții, îi sorbeam vorbele...”. Grigorescu își amintea și de momentele în care meșterul lăuda ucenicii care lucraseră bine, Nicolae fiind dat întotdeauna de exemplu privitor la felul cum realiza pământurile - așa cum li se spuneau pe atunci peisajelor.

### Meșterul Pantelimonescu

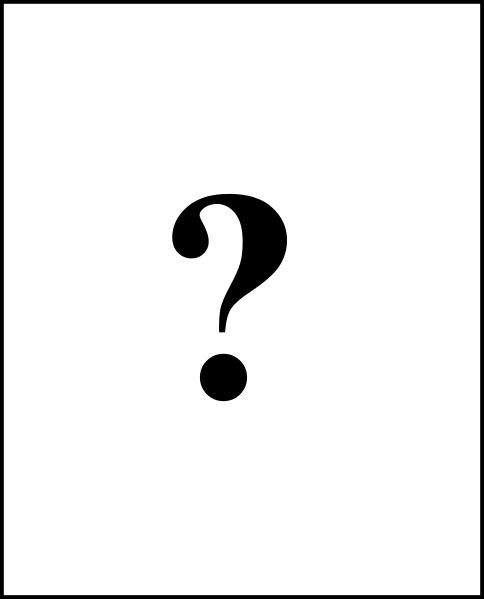
Icoana Soborul sfinților Petru și Pavel de Nae Pantelimonescu - la Muzeul Mănăstirii Căldărușani - (ajutați Wikipedia și găsiți imaginea)

Biograful Virgil Cioflec[A] a menționat faptul că Nicolae Grigorescu ar fi colaborat sau ar fi frecventat atelierul meșterului Pantelimonescu în perioada sa de ucenicie. Se știe de existența unei icoane de mari proporții executată de acest meșter zugrav, ea este intitulată Soborul sfinților Petru și Pavel și se afla în anul 1961 în biserica Sfântul Alexe din București.[B] Ea este datată și se afla așezată în dreapta intrării în biserică. La o mică distanță de acesta se află una din cele mai bune lucrări realizată de către Nicolae Grigorescu în acea perioadă care-l înfățișează pe Sfântul Spiridon. Din analiza critică comparativă pe care George Oprescu a făcut-o, a rezultat faptul existenței unei incompatibilități evidente dintre cei doi zugravi. Dintr-o simplă privire asupra celor două lucrări reiese cu pregnanță superioritatea categorică a lui Grigorescu. Prin modul de execuție, prin desenul sigur care-l înfățișează pe Spiridon, din scenele laterale care-l înconjoară și-i descriu minunile, transpare un simț absolut surprinzător al lumii reale și prin problemele de natură plastică pe care Girgorescu le-a rezolvat într-o manieră de adevărat maestru, lucrarea Sfântului Spiridon surclasează pe cea a lui Pantelimonescu. Aceasta din urmă, prezintă o îngrămădire a personajelor în jurul lui Petru și Pavel și afișează efigii schematice și convenționale lipsite de orice căldură umană și mai ales este lipsită de orice elemente de natură decorativă. Cromatica este banală, întunecat-murdară, fapt ce o îndepărtează și mai mult de calitatea și strălucirea celei realizate de Grigorescu. Din analiza celor două lucrări, George Oprescu a enunțat faptul, evident prin studiul comparativ, că Nicolae nu avea ce anume învăța de la meșterul Pantelimonescu.

### Meșterul Anton Serafim
Meșterul Serafim a fost amintit tot de Virgil Cioflec, acesta fiind prieten și tovarăș de atelier cu Nicolae la atelierul lui Pantelimonescu. Lucrările pe care Serafim le-a realizat sunt mult mai bine cunoscute de istoricii de artă decât cele ale lui Pantelimonescu. Toate lucrările lui Anton Serafim sunt semnate și datate și multe din ele înfățișează aceleași subiecte ca și cele ale lui Grigorescu, cum sunt Încoronarea Fecioarei[C] și Sfântul Dumitru de la Mănăstirea Căldărușani. Pictura lui Serafim este clorotică și lipsită de substanță, ea dând impresia unor suprafețe acoperite special cu tonuri discordante și pusă într-adins supusă unui procedeu de decolorare. Prin modul de execuție, același George Oprescu a considerat că: „... se fixează într-un mod exemplar treapta cea mai de jos de decădere la care a ajuns pictura noastră bisericească în secolul trecut”.

### Pictorul Gheorghe Tattarescu

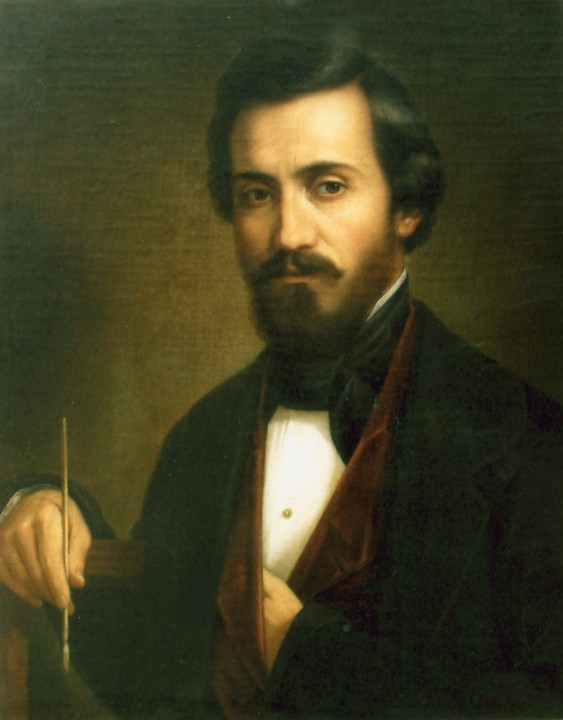
Gheorghe Tattarescu

O dată cu revenirea pictorului Gheorghe Tattarescu din străinătate, acesta i-a oferit adesea sprijinul lui Nicolae Grigorescu pentru îmbogățirea repertoriului iconografic. După opinia lui George Oprescu, Tattarescu l-ar fi dirijat în aprofundarea doctrinei neoclasice în pictura religioasă. Prestigiul pe care Tattarescu l-a dobândit era ca urmare a unei îndelungate practici, a deținerii unei formule, chiar și a unui stil. Grigorescu a preluat elementele neoclasice de la Tattarescu, așa cum în pictura cu tematică istorică și-a îndreptat privirea spre opera lui Constantin Lecca. Cu certitudine însă se poate constata că pictura sa religioasă este plină de prospețime și strălucește datorită unui accent de natură personală, calități care nu pot fi identificate în opera lui Tattarescu. Amândoi pictorii au fost adepții stilului neoclasic, unul prin perceptele preluate de la Anton Chladek și celălalt prin prisma studiilor pe care le-a urmat la Roma.
Copleșit de mulțimea de comenzi de care a avut parte și mai puțin talentat, Tattarescu și-a creat aproape de fiecare dată câte o scenă religioasă pe care o repeta de câte ori avea nevoie cu mici deosebiri. Analizând opera lui de natură religioasă se poate emite ipoteza că o mare parte din scenele sale religioase, cu excepția fețelor personajelor, ar fi fost executate cu șablonul.
Privind opera lui Nicolae Grigorescu, care este superioară prin calitatea execuției încă de la începutul carierei, se constată orientarea realistă pe care o dă fiecărui personaj și fiecărei scene, astfel încât prin integrarea lor în viziunea sa rezultă o unitate plastică și compozițională care nu poate fi confundată cu a niciunui alt pictor.

## Nicu zugravul - Perioada de început
După doi ani de ucenicie, Nicolae Grigorescu a părăsit atelierul lui Anton Chladek și a început să confecționeze acasă iconițe pe care mai apoi le vindea pe la târguri. După doi ani petrecuți cu meșterul iconar, Nicolae era pregătit pentru a-și susține traiul său și al familiei sale. Cum, competiția pe piața vânzărilor de icoane era destul de importantă, începând din anul 1850, Nicolae Grigorescu a avut de luptat cu zugravi în vârstă și cu o lungă experiență, meșteșug și abilități comerciale. Așa se poate explica că la o vârstă destul de fragedă, Nicolae a cunoscut și a și legat asociații în vederea realizării de icoane sau chiar de picturi murale. Edificatoare în acest sens este activitatea pe care a întreprins-o la biserica din Băicoi, Grigorescu semnând în anul 1853 înaintea ajutorului său Niță Pârâiescu. Astfel, Icoanele de la biserica din Băicoi care sunt datate ca fiind cele mai vechi lucrări ale lui Nicolae Grigorescu, sunt exemple de opere ce denotă o experiență apreciabilă, chiar uimitoare pentru o asemenea vârstă fragedă a autorului lor. Mai târziu, la Mănăstirea Zamfira și mai apoi la Mănăstirea Agapia, numele colaboratorilor cu care a lucrat nici măcar nu apar în contractele întocmite în vederea executării picturilor murale.

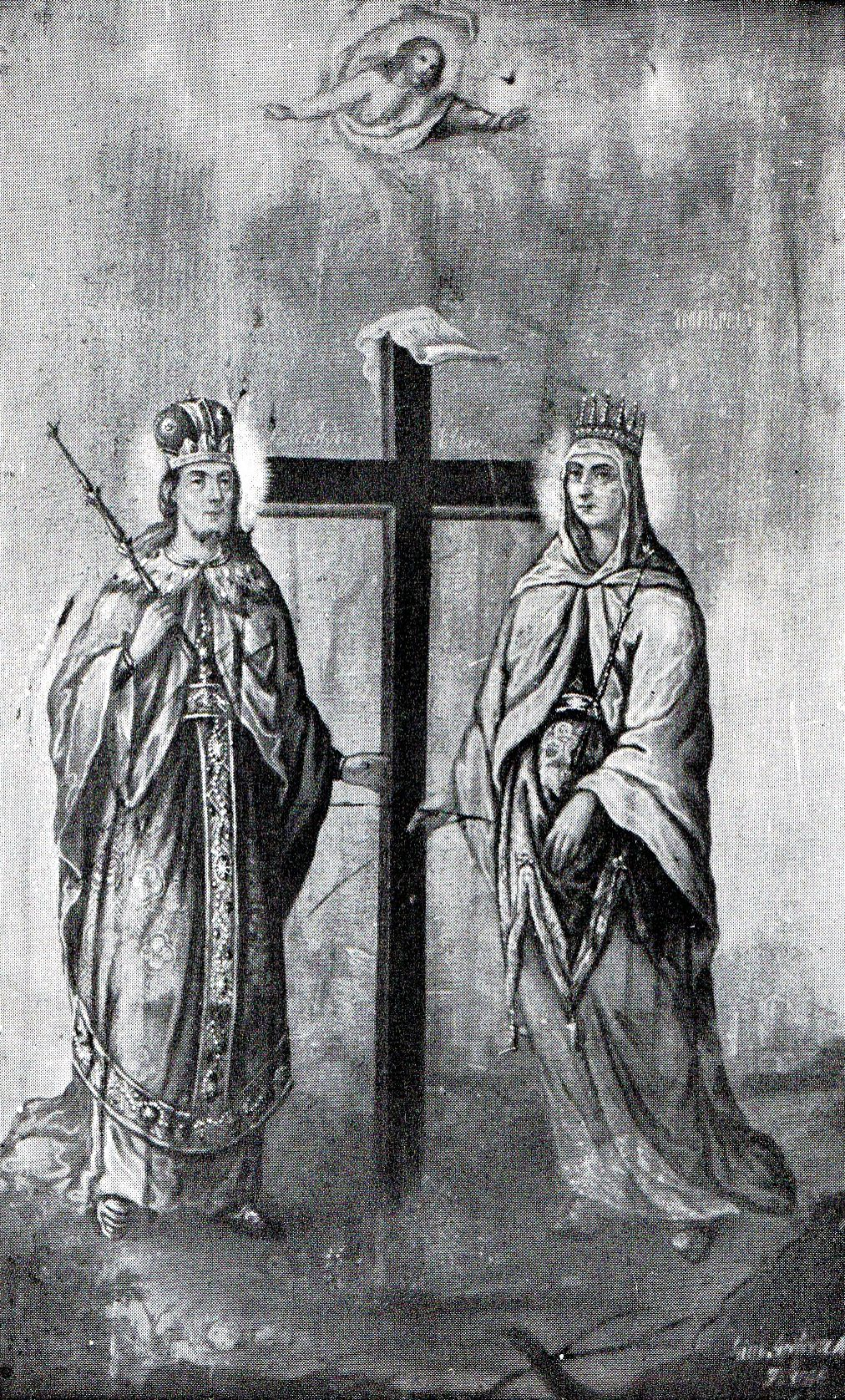
Icoana Sfinții Constantin și Elena de la Băicoi - de Nicolae Grigorescu (1853)

Unii biografi ai lui Grigorescu în analizele pe care le-au făcut asupra vieții acestuia, au aflat despre alți zugravi care l-au ajutat pe artist. Ținând cont de diferența mare de vârstă dintre aceștia și Nicolae, biografii au tras concluzia că acești meșteri i-au fost lui Nicolae nu numai șefi de echipă, ci chiar profesori în meșteșugul zugrăvitului religios. Istoricul George Oprescu a considerat acele analize ca fiind neconforme cu argumentația pe care acesta a adus-o: ei nu „...s-au întrebat în afară de orice considerație ce ar mai fi putut învăța tânărul artist de la meșteri hotărât inferiori lui Chladek”?  Din analiza lui Oprescu asupra puținelor icoane, din cele mai vechi care au rămas de la Chladek și anume Christos împărat și Fecioară cu pruncul, rezultă că stilul de execuție a urmat metodologia miniaturilor pe care acesta le-a realizat. Modul de a înfățișa îndeosebi în stil catolic, icoanele diferă flagrant de icoanele care au rămas din perioada de început a lui Grigorescu. Astfel, concluzia lui Oprescu a fost că Chladek miniaturistul și nu zugravul de icoane a avut o influență binefăcătoare asupra lui Nicolae Grigorescu.
O lungă perioadă, Grigorescu a fost preocupat de problemele tehnice necesare desfășurării meșteșugului zugrăvelii. El a căutat să găsească o formulă adecvată de aplicare a clasicismului în iconografia tradițională, urmând, desigur, drumul înaintașilor săi în această direcție. A încercat și soluții proprii conforme spiritului său de artist, dar fără a se îndepărta de gustul publicului care era cantonat în percepțiile de natură istorică asupra unor astfel de tematici. Rezultatul nu a zăbovit să apară, și din melanjul uneori contradictoriu a acestor tendințe pe care le-a abordat, reiese că din anul 1853, el a reușit să depășească tot ce au știut să facă toți zugravii de dinainte-a sa. Practic, el a depășit pe Aton Chladek, Gheorghe Tattarescu sau Constantin Lecca, cei care au fost promotorii înnoirii clasiciste din primele decenii ale secolului al XIX-lea în România.
Se poate constata într-un mod de o evidență definitorie că operele de natură religioasă executate în perioada de început a celui care a fost supranumit în acea epocă ca fiind „Nicu zugravul”, nu pot fi alăturate  lucrărilor realizate în producția iconarilor de rând, contemporanii lui mai tineri sau mai vârstnici.  Niță Pârâiescu de la Băicoi, de exemplu, nu mai este cunoscut cu nicio lucrare pe care ar fi realizat-o. Colaborator la Băicoi fiind cu Nicolae, nu se poate deduce care ar fi contribuția lui în realizarea icoanei Sfântului Gheorghe, la care prima semnătură aparține lui Grigorescu. Însă, la alți zugravi cu care a colaborat se pot face comparații edificatoare.

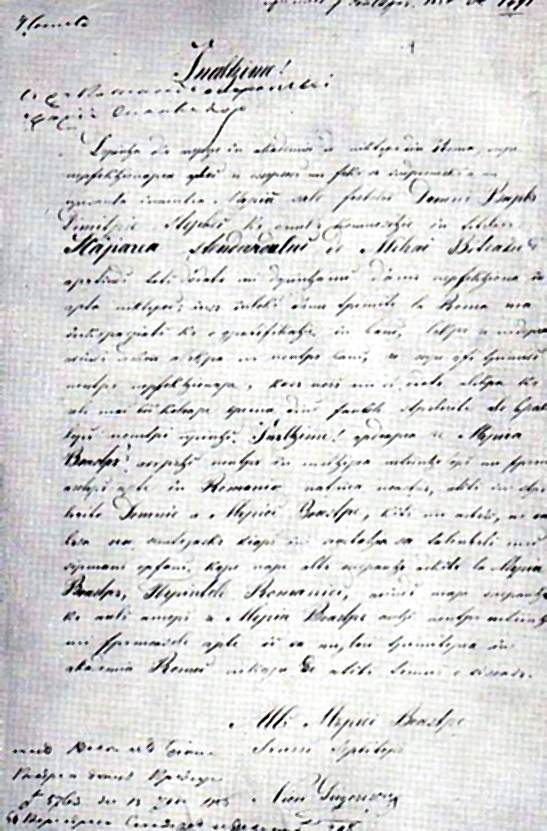
Jalba lui Nicolae Grigorescu către caimacanul Alexandru Dimitrie Ghica

În momentul în care Nicolae Grigorescu a început să execute gravuri după operele marilor maeștrii din Apusul Europei pentru realizarea compozițiilor sale de natură religioasă, el a înțeles că se impunea cu necesitate să urmeze studii de pictură serioase, așa cum predecesorii săi Iscovescu, Rosenthal sau Negulici le-au făcut prin atelierele din străinătate. Nu începuse încă să picteze la Mănăstirea Zamfira, dar făcuse deja icoanele de la biserica din Băicoi sau de la Mănăstirea Căldărușani și a terminat prima lui icoană remarcabilă comandată de corporația băcăuanilor în data de 25 februarie 1856, Sfântul Spiridon. În ziua de 5 ianuarie 1856, Grigorescu s-a adresat domnitorului Barbu Dimitrie Știrbei cu rugămintea de a primi un sprijin pentru a face studii în străinătate. Petiția sa, așa numita jalbă, a fost însoțită de o pictură, intitulată Mihai scăpând stindardul, cu tematică istorică inspirată din cunoscuta baladă a lui Dimitrie Bolintineanu. Este de amintit că versurile poetului Bolintineanu au fost o sursă de inspirație în acea epocă pentru mai multe compoziții pe care artiștii români le-au realizat în acele vremuri. Tabloul trimis de Grigorescu domnitorului este astăzi dispărut și critica de artă a considerat că el nu era cu mult mai diferit în concepție și stil decât operele similare ale altor artiști contemporani lui, cum ar fi de exemplu Constantin Lecca.[H]
Din petiția pe care a semnat-o nu se înțelege foarte clar ce anume dorea acesta de la domnitor. Acesta din urmă a plecat în decizia pe care a luat-o de la afirmația lui Grigorescu că nu a urmat o școală secundară în domeniu. Domnitorul a trimis tabloul la Eforia Școalelor și a precizat că petentul trebuie ajutat să învețe o limbă străină și să-și completeze „învățăturile regulate ale picturii” și de abia după aceea să fie trimis la cursuri în străinătate. Eforia a trimis în data de 24 ianuarie 1856 o adresă la Colegiul Sfântul Sava, profesorilor Antonin Roques, Constantin Lecca și Limburg prin care cerea acestora să se conformeze dispozițiilor domnitorului și să-l primească pe Nicolae Grigorescu la cursuri: ... având în vighere îngrijitoare asupră-i spre a face progresul cel mai posibil, atât pentru învățătura limbei franceze și germane, cât și în studiul de arta picturii, pentru care se zice a avea predilecție”. Se pare că artistul ar fi primit pentru tablou suma de 100 de galbeni de la prințul Știrbei.
Fiind ocupat cu lucrările de la Căldărușani și mai apoi cu cele de la Zamfira, se pare că Grigorescu nu ar fi beneficiat de cursurile de la Sfântul Sava. În data de 7 septembrie 1856 a înmânat caimacanului Alexandru Dimitrie Ghica, aflat în trecere prin Ploiești, aproape de Zamfira unde artistul zugrăvea biserica mănăstirii, o nouă petiție mult mai clară:
„Dorința d-a merge în Academia de pictură din Roma spre perfecțiunea artei ce eserses mă făcu să îndrăznesc a mă prezenta înaintea măriei sale fostului domn Barbu Dimitrie Știrbei, cu o mică compoziție intitulată Scăparea stindardului de Mihai Viteazul, arătând totodată și dorința-mi d-a mă perfecționa în arta picturii: însă în loc d-a mă trimite la Roma, m-a încurajat cu o gratificație în bani, lucru ce nu doream, având de scop a lucra nu pentru bani, ci spre a fi trimes pentru perfecționare, ca să poci și eu o dată a lucra cu cele mai vii coloare vreuna din faptile strălucite ale bravilor noștri prinți”.

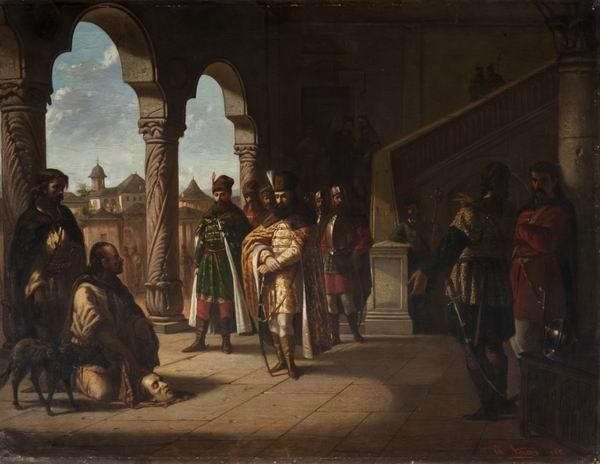
Ultima noapte a lui Mihai Viteazul - de Theodor Aman (1852)

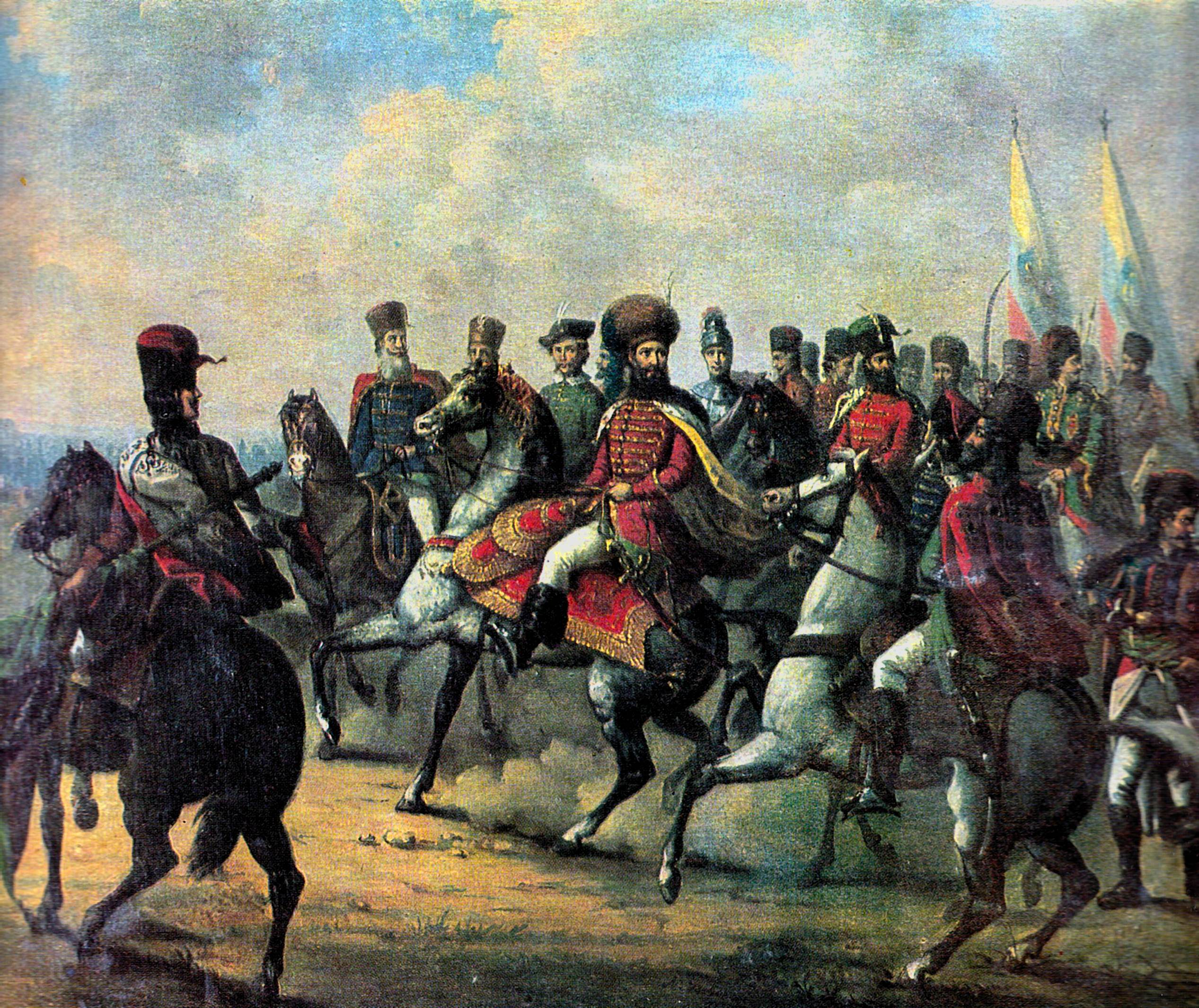
Mihai Viteazul la Călugăreni - de Nicolae Grigorescu ~ 1857

În continuare, Nicolae Grigorescu și-a exprimat speranța că poate acum, autoritățile îi vor ... „mijloci trimiterea în Academia Romei pe care de atât timp o visează”. Rezultatul a fost același, o apostilă adresată Eforiei Școalelor. Astfel, Grigorescu a continuat să picteze la Zamfira, de unde primea 500 de galbeni, cam dublu față de bursa anuală a unui bursier. În iulie 1857, pe la sfârșitul lucrărilor de la Zamfira, Eforia Școalelor a organizat un concurs pentru alegerea unui bursier care să urmeze un stagiu de pregătire de trei ani în Italia, la o secție de grafică. Acesta, la terminarea studiilor urma să revină la București pentru a deveni profesor de desen la gimnaziul capitalei. Concursul a devenit public în ziua de 7 septembrie 1857 și urma să se desfășoare în perioada 25 - 30 septembrie. Nicolae Grigorescu s-a înscris și a participat la concurs contra lui Constantin I. Stăncescu, care era absolvent al cursurilor secundare și era elevul particular al lui Gheorghe Tattarescu. Așa cum erau uzanțele vremii, postul fusese creat special pentru Stăncescu care ceruse încă din 15 ianuarie 1857 să i se atribuie bursa rămasă liberă la revenirea lui Petre Alexandrescu în țară.
Condițiile concursului erau special create pentru ca Stăncescu să câștige concursul. Astfel, se cereau certificate la studiile pe care fiecare candidat le făcuse până în acel moment, precum și o scrisoare de recomandare de la profesorul cu care candidații au studiat pictura. Cum, una din condiții era ca persoanele candidate să prezinte copii realizate de ei după alți autori, Stăncescu a prezentat în acest sens copii după Constantin Rosenthal[J] și Tattarescu. Despre Grigorescu nu se știe cu ce anume s-a prezentat, poate cu Mihai Viteazul după bătălia de la Călugăreni prin simplul fapt că acestă lucrare era de factură patriotică ca și Mihai scăpând stindardul care fusese expusă în aceeași galerie cu opere similare create de Theodor Aman (Ultima noapte a lui Mihai Viteazul) și de Carol Wallenstein de Vella (Bătălia de la Călugăreni) sau marele portret ecvestru al lui Mihai Viteazul creat de Lapary. Constantin I. Stăncescu a câștigat bursa pentru Italia și din cauza faptului că Grigorescu nu era încă pictor de șevalet, tocmai acest lucru cerându-i-se viitorului bursier. Ca urmare protectorii lui Stăncescu, nu numai că i-au acordat bursa, dar au schimbat și destinația. Au schimbat Florența - Italia, cu Paris - Franța.
Nicolae Grigorescu și-a dat seama cu ocazia concursului de moravurile acelor vremuri și a înțeles că nu va ajunge niciodată la studii în străinătate ca bursier al statului. Întâmplarea a fost să-l întâlnească pe călugărul Isaia Piersiceanu și stăreția Mănăstirii Agapia i-a făcut propunerea de a zugrăvi biserica. Pe când Nicolae Grigorescu picta la Agapia, unul din vizitatorii mănăstirii a fost Mihail Kogălniceanu, ministrul lui Alexandru Ioan Cuza în acea vreme. Văzând calitatea picturilor care se realizau sub ochii săi, Kogălniceanu a hotărât ca Grigorescu să primească o bursă pentru studii în străinătate, fără să se mai organizeze vreun concurs sau să pretindă vreo diplomă de studii secundare. Ca urmare a referatului întocmit de specialistul delegat să examineze realizările de la Agapia din anul 1860, semnat de G. Schiller, prin care se menționa că „... D. Grigorescu a lucrat pentru înalte arte, lăsând în Moldova un monument unic în arta picturii”, pictorul  a primit o adresă publicată în Monitorul Oficial, prin care i se aduceau elogii pentru opera de la Agapia precum și felicitări pentru școala de pictură destinată călugărițelor mănăstirii pe care a înființat-o acolo.
Începând din data de 20 septembrie 1861, Nicolae Grigorescu putea cere o subvenție anuală pentru a urma cursuri de pictură la Paris. La intervenția lui Mihail Kogălniceanu, cuantumul bursei era de 260 de galbeni și era prevăzut în bugetul Moldovei pentru anul 1862.

## Opera religioasă
Începând de la vârsta de paisprezece ani, în perioada 1852 - 1861, Nicolae Grigorescu a pictat o mulțime de icoane, icoane mari și prăznicare, așa cum sunt cele care au rezistat timpului la biserica din Băicoi. A pictat icoane în cadrul atelierului Școlii de pictură de la Mănăstirea Căldărușani după care a executat zugrăvirea în întregime a bisericii Mănăstirii Zamfira în tehnica frescei și a uleiului. Tot la Zamfira a pictat toate scenele iconostasului, cele opt icoane mari împărătești, cele opt scene biblice de sub acestea, Epitaful și praporul mănăstirii, ultimele două aflându-se astăzi la Galeria Muzeului Național de Artă al României. Începând din anul 1858 a pictat în întregime biserica Mănăstirii Agapia, biserica din Puchenii Mari și altele. El a folosit în toate acestea stilul retoric și primitiv al primilor pictori de șevalet, încadrându-se în acest fel în stilul picturii neoclasice care era promovat de noile școli de pictură bisericească care apăruseră în Țara Românească. Tot în această perioadă, a realizat și câteva portrete și câteva compoziții cu tematică istorică, așa cum au fost Mihai scăpând stindardul și Mihai Viteazul la Călugăreni.

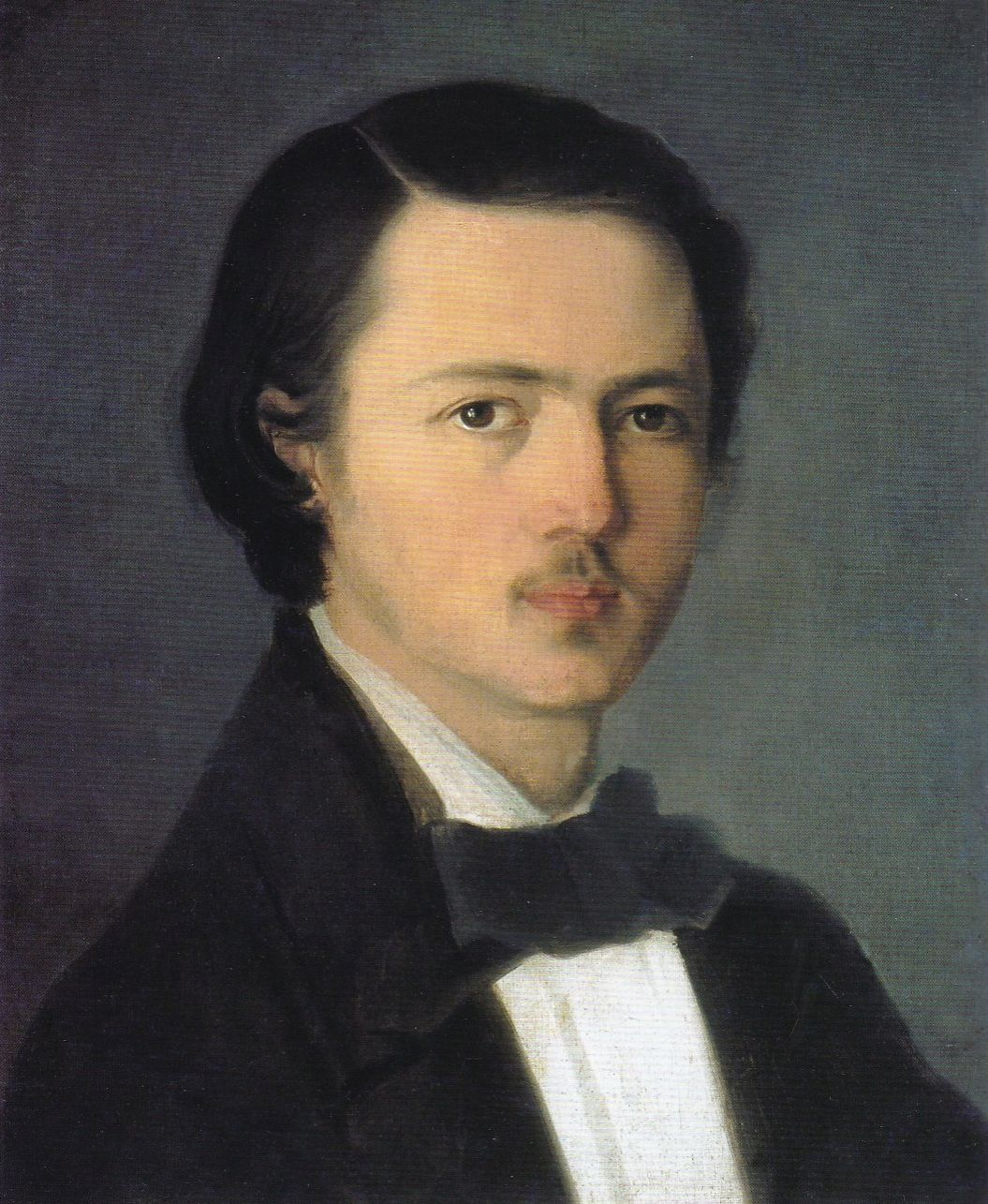
Autoportret ~ 1857

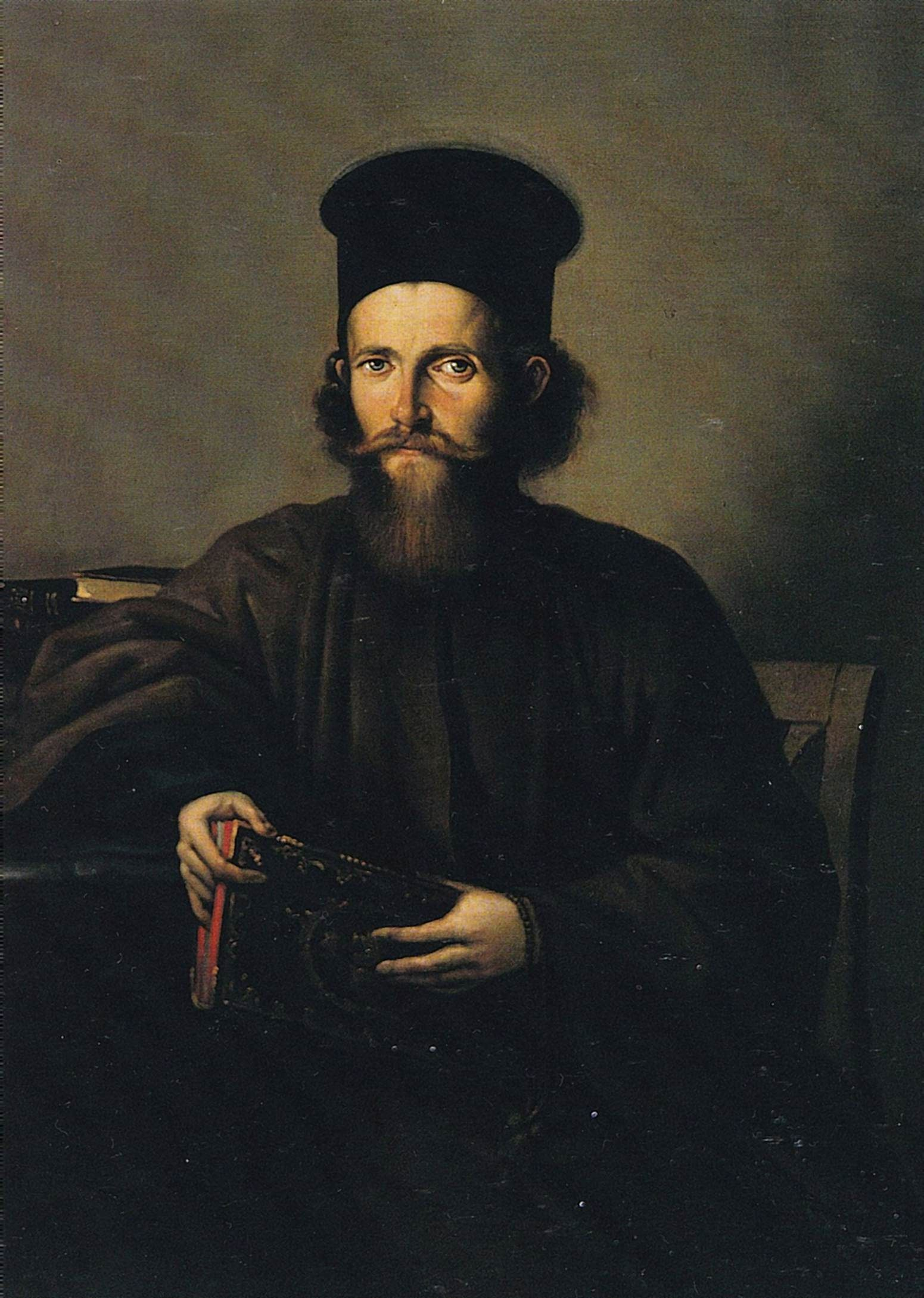
Portretul lui Isaiia Piersiceanu ~ 1857

Picturile murale de la Zamfira și mai apoi picturile de la Agapia au fost cele mai importante realizări din viața artistului de până la douăzeci de ani, ele fiind considerate de către critica de artă o culme în pictura religioasă a secolului al XIX-lea din România. Trecând totul prin propriul său filtru și dându-le o interpretare personală în majoritatea cazurilor, el a mers, totuși, pe drumul înaintașilor săi, chiar dacă a acceptat și indicații asupra manierei de realizare sau a modului de organizare a scenelor religioase, astfel încât rezultatul să corespundă canoanelor bisericii ortodoxe române.
Picturile murale și iconostasul de la Zamfira reliefează temperamentul artistului care a ocolit tiparele vechilor iconari, reușind să obțină o pictură expresivă și umană, nemaiîntâlnită până atunci în pictura bisericească românească. Lucrările de la Zamfira sunt surprinzătoare pentru un artist de numai cincisprezece ani, opozante acestora stând celebrul Epitaf de la Zamfira care denotă influența marilor maeștri apuseni. Probabil, Nicolae Grigorescu s-a inspirat din gravurile de epocă care pătrunseseră deja în spațiul artistic românesc. Se poate constata în aceste lucrări și preocuparea pictorului pentru realizarea compoziției, urmarea stilului și pentru armonia cromaticii, acestea fiind elemente pe care critica de artă le-a considerat a fi prevestitoarele talentului excepțional pe care Grigorescu avea să-l etaleze în perioada de maturitate artistică.
În picturile pe care Grigorescu le-a realizat la Zamfira și la Agapia s-a inspirat din maeștrii vechii arte europene, introducând în același timp și elemente realiste la care a adăugat chiar chipuri văzute în realitate, în pofida canoanelor ortodoxe. Pictura pe care a făcut-o în această perioadă este pătrunsă de un caracter uman, laic, fapt care o detașează de tot ce realizaseră iconarii până atunci. Reușitele sale slujesc scopurilor religioase și prin cromatica pe care a cultivat-o cu mare ușurință a ajuns să realizeze opera sa cea mai importantă - picturile de la Mănăstirea Agapia.
Realizarea celor două mari proiecte religioase, Zamfira și Agapia, arată posterității un artist pe deplin stăpân pe mijloacele de expresie.  Desenul, studiul fizionomiilor, tușa, distribuția luminii, coloritul armonios, problemele ale căror rezolvare le-a găsit singur, arată un artist cu adevărat autodidact. Ca urmare a tuturor celor expuse până acum, Nicolae Grigorescu a fost remarcat de către Mihail Kogălniceanu pe vremea când zugrăvea mănăstirea Agapia. Kogălniceanu l-a încurajat și i-a acordat o bursă de studii la Paris.
În perioada sa de început, pictorul și-a făcut primul său autoportret și portretul călugărului Isaia Piersiceanu. Autoportretul a fost realizat prin anul 1857, el urmând stilul tradiției clasiciste, remarcându-se în el și naivitățile și incertitudinile inerente începutului. Autoportretul i-a plăcut deosebit de mult lui Grigorescu, fapt care l-a determinat să-l păstreze în atelierul său din Câmpina, până la moarte.

### Biserica din Băicoi
Primul proiect de mare anvergură executat de Nicolae Grigorescu după terminarea uceniciei de la atelierul pictorului Anton Chladek, a fost realizarea icoanelor de la biserica din Băicoi. Aceasta era ctitoria principesei Cleopatra Trubețkoi, soția prințului Serghei Petrovici Trubețkoi, care a fost nepotul țarului Nicolae I al Rusiei. Ea a fost nepoata domnitorului Alexandru Dimitrie Ghica și fiica lui Dumitrache Ghica. Execuția lucrărilor la biserica din Băicoi este datată în anul 1853. În ziua de astăzi, mai există șase icoane de mari dimensiuni așezate după unele transformări ale edificiului, în pronaos, în dreptul stâlpilor care desparte naosul de pronaos. De asemenea mai sunt unsprezece prăznicare (icoane pe care le sărută credincioșii când merg la altar și când ies din biserică, înaintea miruitului) pictate pe ambele fețe, adică un total de douăzeci și două de compoziții care înfățișează marile sărbători ortodoxe precum și chipuri de sfinți. Semnătura lui Nicolae Grigorescu, succedată de cea a ajutorului său, Niță Pârâiescu, și data execuției, anul 1853, se pot citi pe icoana care-l înfățișează pe Sfântul Gheorghe. Icoana este poziționată în stânga intrării în biserică, pe peretele de lângă ultimul stâlp.

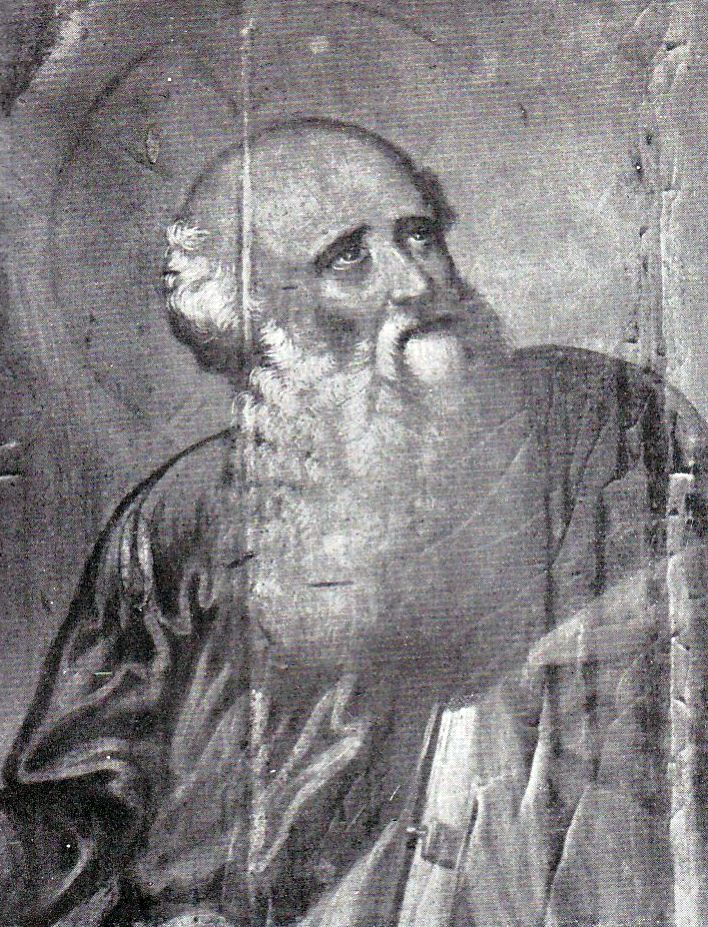
Icoana Evanghelistului Matei de la biserica din Băicoi - 1853

Există o ipoteza emisă de către istoricul George Oprescu, care a precizat că dacă data terminării picturilor a fost anul 1853, an în care Nicolae Grigorescu împlinea vârsta de cincisprezece ani, înseamnă că proiectul a fost început cu un an înainte, adică în anul 1852. Ca atare, se consideră că această stare de fapt, ca un copil la vârsta de paisprezece ani să primească și să realizeze un asemenea proiect de o așa mare anvergură, denotă o precocitate ieșită din comun atât în România cât și în întreaga istorie a picturii. Există o ipoteză pentru care s-a produs un asemenea eveniment artistic fără de precedent și anume că principesa Cleopatra Trubețkoi să fi văzut o icoană făcută de Nicolae care i-a plăcut. Oprescu a menționat fără să aducă vreo sursă credibilă de informare,[I] că ar putea fi chiar icoana Maicii Domnului ferecată în argint care există și astăzi în biserica din Băicoi.
Cele șase icoane de mari dimensiuni de la Băicoi înfățișează sfinți reprezentați în picioare ca în catapeteasma de mai târziu de la Agapia. Astfel, sunt pictați Sfântul Gheorghe tânăr soldat, Maica Domnului, Evanghelistul Matei, Sfinții Constantin și Elena, Isus ca împărat în mijlocul heruvimilor și Ioan Botezătorul cu aripi. Singura icoană, cea a Maicii Domnului, nu poate fi privită în întregime, ci doar fața, din cauza ferecăturii de argint. Chiar dacă reprezentarea sfinților în picioare nu este o practică uzuală în iconografia ortodoxă, trupurile sfinților sunt înfățișate fie în cadrul unor peisaje foarte sumar tratate în chip aluziv prin tușe îndrăznețe: o ruină, câte un pom, ierburi, fie într-un spațiu nedeterminat. Din toate aceste icoane transpare înclinarea artistului de a da curs stilului neoclasic și preocuparea lui de a caligrafia la perfecțiune formele. Neoclasicismul putea fi un progres important pentru zugravii care urmau calea tradițională a picturii religioase ortodoxe, așa cum era ea la sfârșitul secolului al XVIII-lea, dar pentru Nicolae Grigorescu care se formase sub îndrumarea unui artist școlit în Apus nu era o abordare demnă de a-i da curs. El a aspirat la mai mult și viziunea lui era una mai apropiată de realitate și mai conformă cu stilul său spontan și direct.
În icoanele cele mari de la Băicoi, desenul învinge toate dificultățile cu mare eleganță, Sfântul Gheorghe este realizat cu mare pricepere, costumul îi îmbracă strâns formele, mușchii și inserția picioarelor, anatomia generală, au fost realizate cu mare exactitate. Detaliile ca draperia ce cade în cute, gesturile armonioase, grația juvenilă, cromatica aleasă, luminozitatea și veselia compoziției, capacitează privitorul la o cădere în contemplație. Icoanele de la Băicoi ca Sfinții Constantin și Elena, Evanghelistul Matei și Isus împărat au anunțat, de fapt, coloristul de mai târziu.

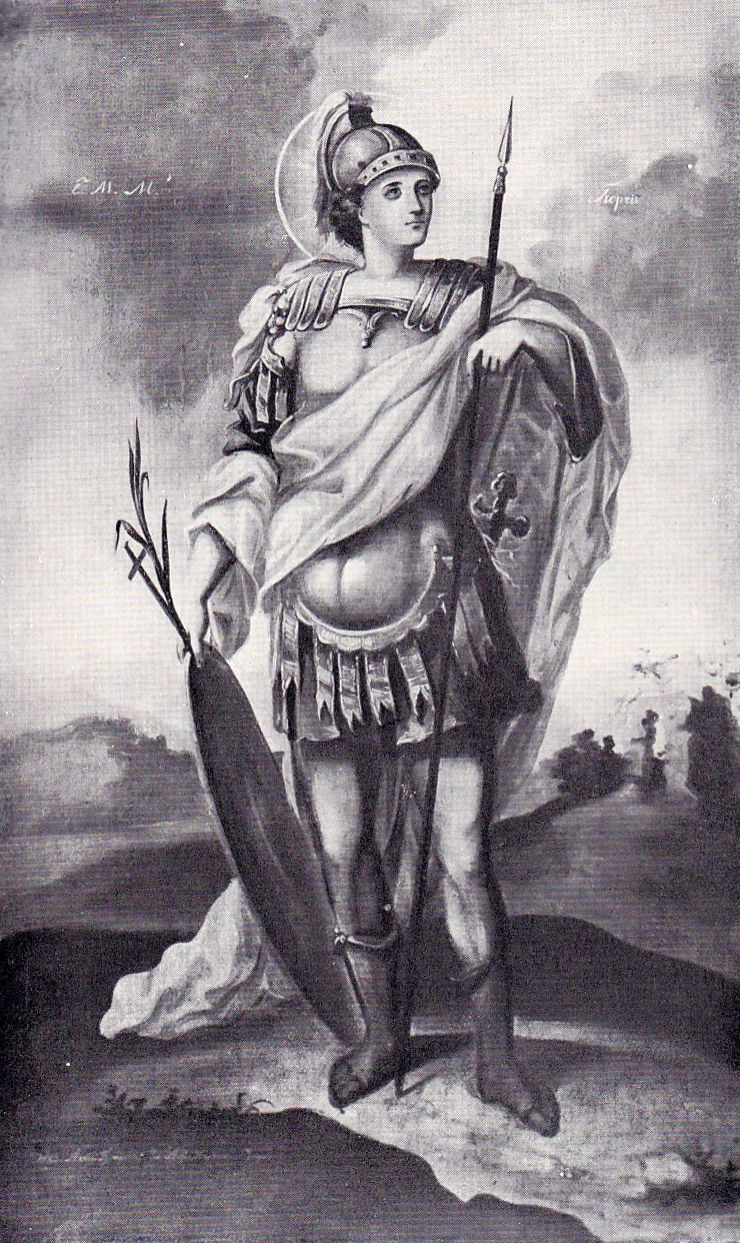
Icoana Sfântului Gheorghe de la biserica din Băicoi - 1853

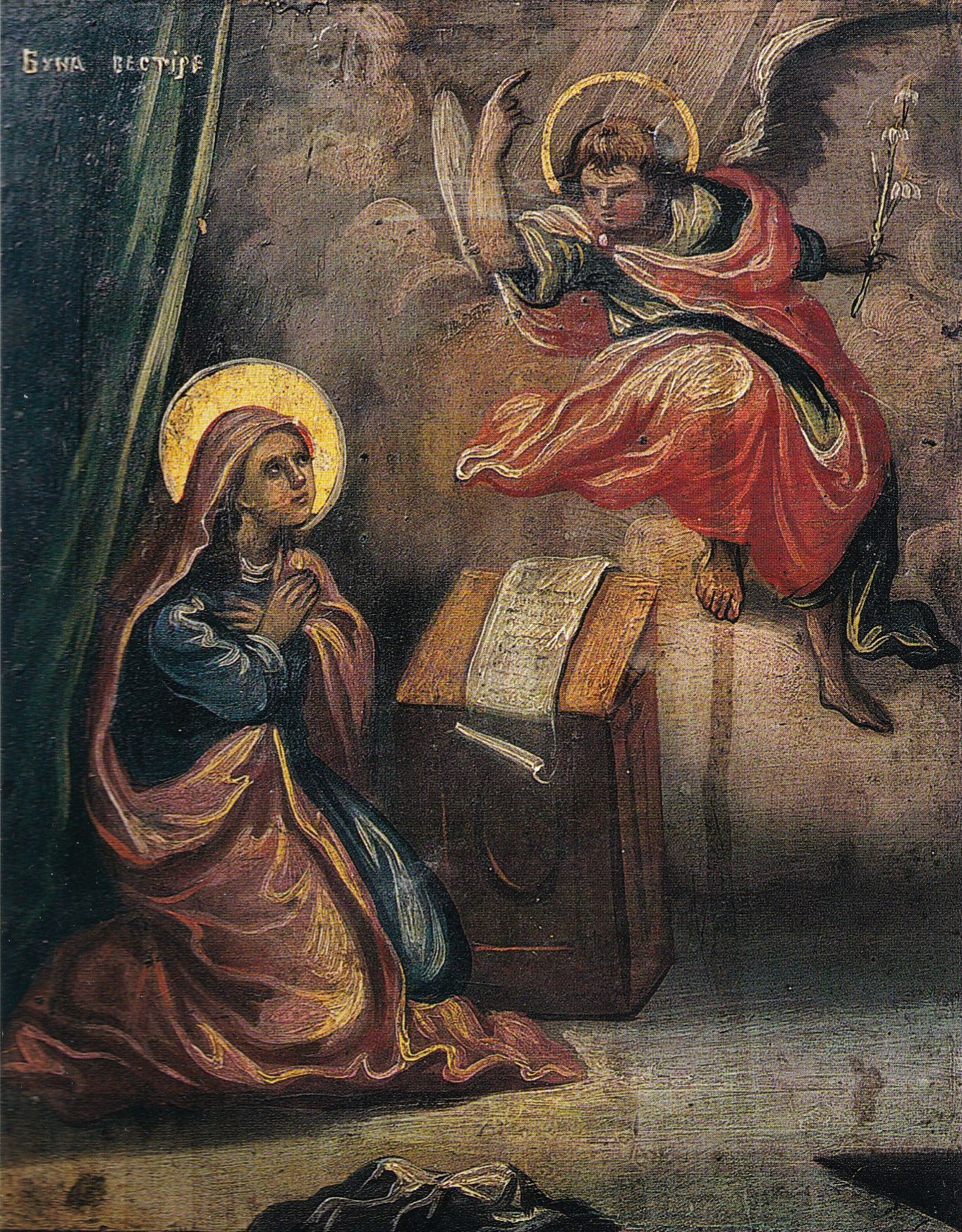
Icoana Bunavestire de la biserica din Băicoi - 1853

Dacă icoanele mari au impus reguli care să răspundă unor exigențe pentru lucrări de asemenea proporții și convenționalismul tipic neoclasicismului l-au stingherit pe Grigorescu, altfel s-au întâmplat lucrurile la prăznicare. Prăznicarele i-au redat libertatea, i-au descătușat temperamentul său comunicativ și năvalnic. George Oprescu a fost de părere că pentru temele mai complicate pe care le-a pictat în prăznicare, Grigorescu s-ar fi inspirat din unele cărți cu imagini. Acest lucru se vede în scenele pe care le-a realizat în Nașterea Fecioarei, Bunavestire, Botezul, Învierea și Prezentarea la templu. În toate prăznicarele se poate vedea o stăpânire surprinzătoare a penelului într-o pastă onctuoasă și o dâră de culoare ce pare să circule singură, rotindu-se în jurul formelor rotunde și întorcându-se la loc într-un mod de necrezut pentru un tânăr de paisprezece ani. Acest procedeu se va regăsi de-a lungul întregii perioade în care Grigorescu a desfășurat activitatea de pictor religios. Capetele sfinților tineri, ca Pantelimon și Varvara, păstrează caracteristici preluate din tehnica de minaturist a lui Anton Chladek. Astfel, se poate vedea pielea catifelată și fața plină cu priviri inocente. Cele mai bune calități, vizibile dintr-o privire, se pot regăsi în icoana Bunavestire, unde se remarcă arhanghelul ce coboară în zbor într-un racursiu îndrăzneț. Înfășurat în draperii elegante, el plutește în aer și vine în fața Fecioarei Maria care pare speriată de apariția sa neașteptată.
Din spusele istoricului George Oprescu, icoanele de Băicoi au fost rodul unor descoperiri relativ recente, adică în ultimele decenii ale jumătății secolului al XX-lea, și ele au reprezentat elemente esențiale în judecarea critică a evoluției artistice a lui Grigorescu ca pictor religios. Prin ele s-a înțeles modul cum s-a dezvoltat talentul și mai ales cum s-a definit. Cum nu se cunosc lucrări realizate mai devreme de anul 1853, aceste icoane de la Băicoi s-au constituit în opinia lui Oprescu într-un moment crucial al carierei pictorului. Studiul fizionomiilor, draparea figurilor, desenul, modul de a distribui lumina, tușele care sunt puse într-un anumit mod pe mâini și fețe și cu totul altfel în peisaje și draperii, cromatica care dă viață întregului, toate dau o imagine completă asupra problemelor cu care s-a confruntat artistul-copil și mai ales cum a decis el să le rezolve. Cert este că în tot ce a realizat Grigorescu pe tărâmul picturii religioase, analiștii nu au găsit trăsături personale de credință mistică.
Cum toate icoanele și prăznicarele de la Băicoi au fost executate în tehnica uleiului, ele au fost esențiale în analiza lucrărilor de mai târziu. Zugrăvirea Mănăstirii Zamfira prin simplul fapt că Grigorescu a recurs la pictura murală, nu a fost considerată a fi de mare importanță în evoluția artistului. Din cauza dificultăților enorme pe care pictura murală de la Zamfira i le-a pus, deoarece a pictat atunci pentru prima oară frescă, el s-a arătat mai puțin ingenios și inferior provocării demersului pe care trebuia să-l urmeze.

### Mănăstirea Căldărușani

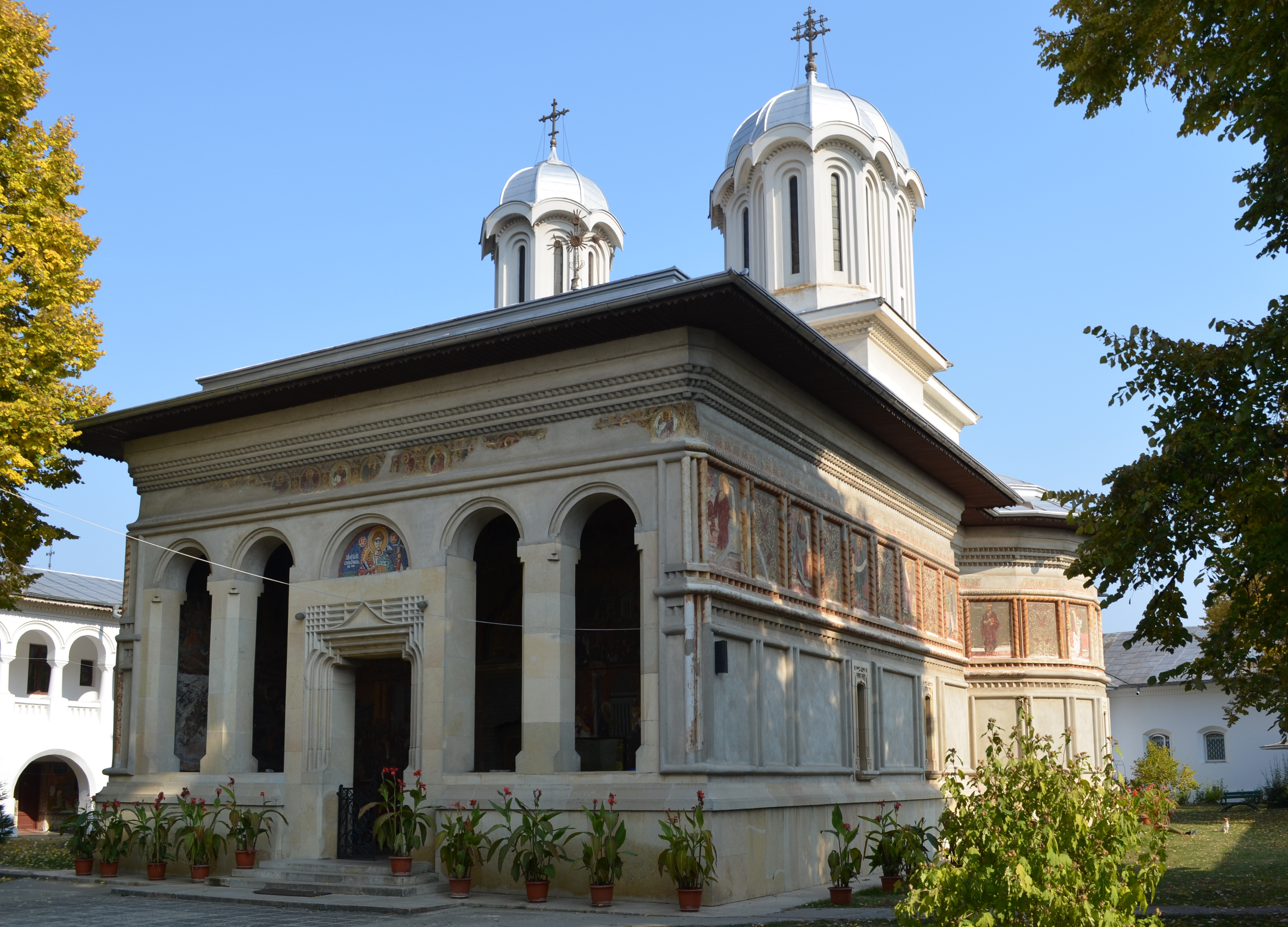
Mănăstirea Căldărușani

În perioada 1854-1855 Nicolae Grigorescu și-a desfășurat activitatea în pictura religioasă în două rânduri la Mănăstirea Căldărușani. Artistul a locuit aici și a fost ucenicul[P] meșterului zugrav Evghenie Lazăr. După unele informații care au fost aduse în câteva biografii, Grigorescu este autorul unor icoane ale catapetesmei precum și a unei compoziții destinate aghiasmatarului din curtea mănăstirii, care înfățișează scena Izvorului Tămăduirii.[D] Cu trecerea vremii, mănăstirea a trecut prin două mari accidente: un incendiu și cutremurul din anul 1940 care a ruinat-o în mod semnificativ. S-au păstrat timpului  doar câteva icoane din catapeteasma bisericii și compoziția de mari dimensiuni pictată pe lemn Izvorul Tămăduirii, care a părăsit aghiasmatarul mănăstirii și a fost dusă la Muzeul Kalinderu și mai apoi la Muzeul Național de Artă al României.
În anul 1961 mănăstirea mai avea doar zece icoane realizate de Nicolae Grigorescu. Ele erau păstrate în muzeul mănăstirii, care are la bază colecția de artă a Mitropolitului Ghenadie Petrescu. Două din ele erau semnate și datate: Încoronarea Fecioarei (1855) și Sfinții Gheorghe și Dimitrie (1854). Celelalte icoane, din cele zece, șapte au fost identificate de istoricul George Oprescu în urma unei analize comparative amănunțite: Sfinții Gheorghe și Dimitrie (1854); Sfânta Treime și Încoronarea Fecioarei (1855); Iisus Hristos, Dreptul Judecător; Sfinții Împărați Constantin și Elena; Izvorul Tămăduirii; Iisus și Femeia samarineancă; Sfinții Stelian, Ștefan și Pantelimon.

Icoanele pictate de Nicolae Grigorescu la Mănăstirea Căldărușani
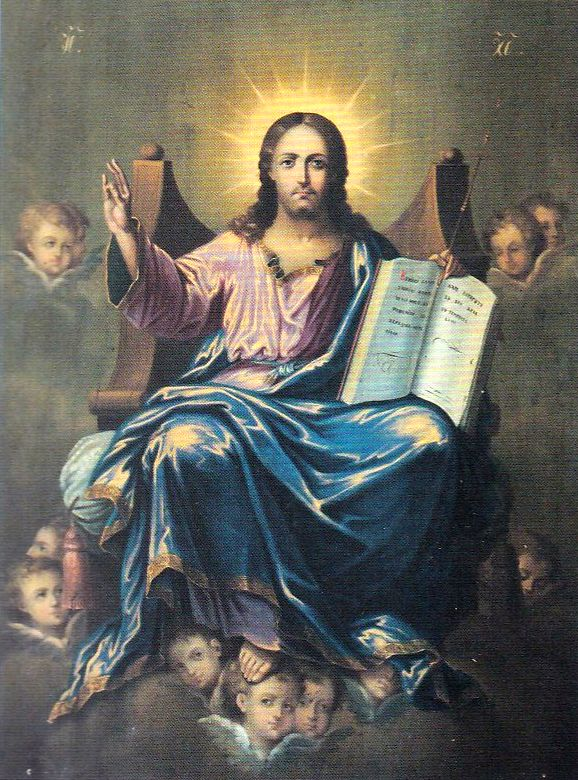
Isus învățător
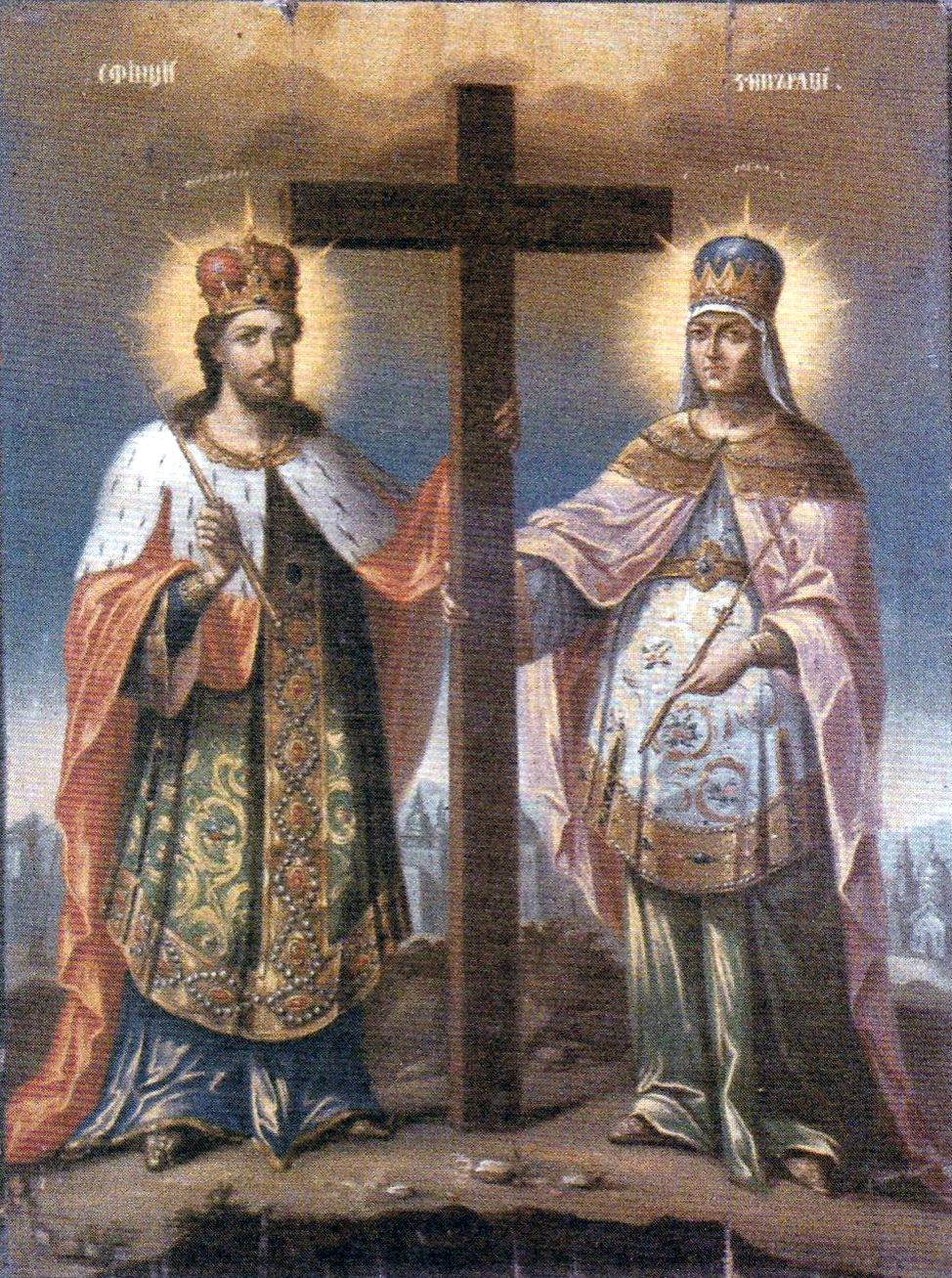
Sfinții Constantin și Elena
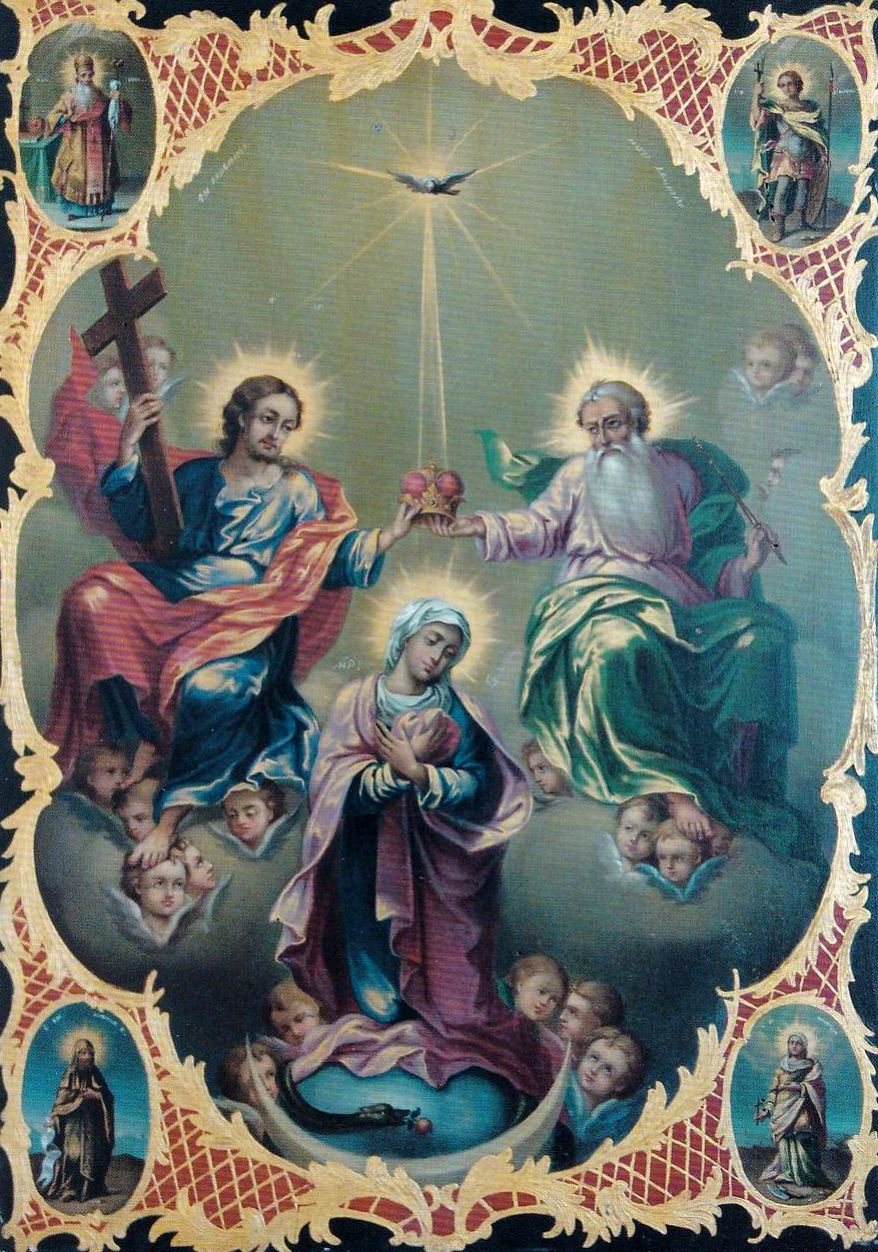
Încoronarea Fecioarei Maria
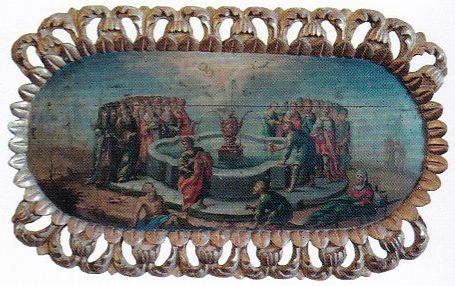
Izvorul Tămăduirii
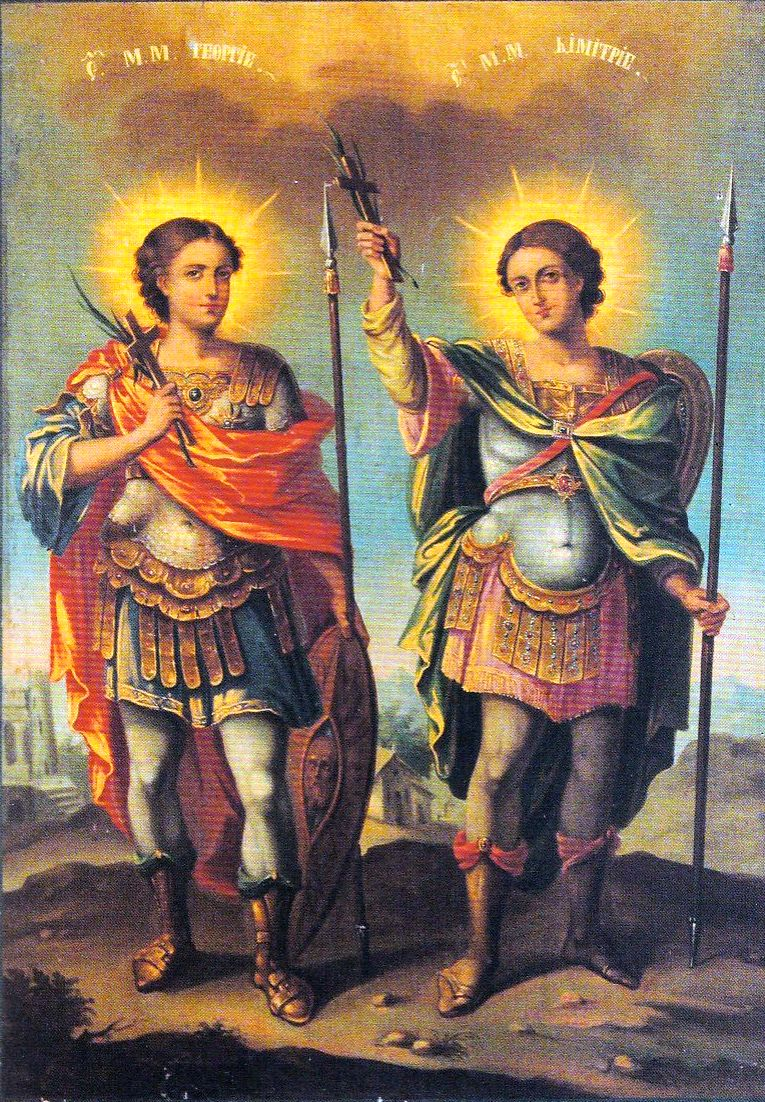
Sfinții Gheorghe și Dimitrie
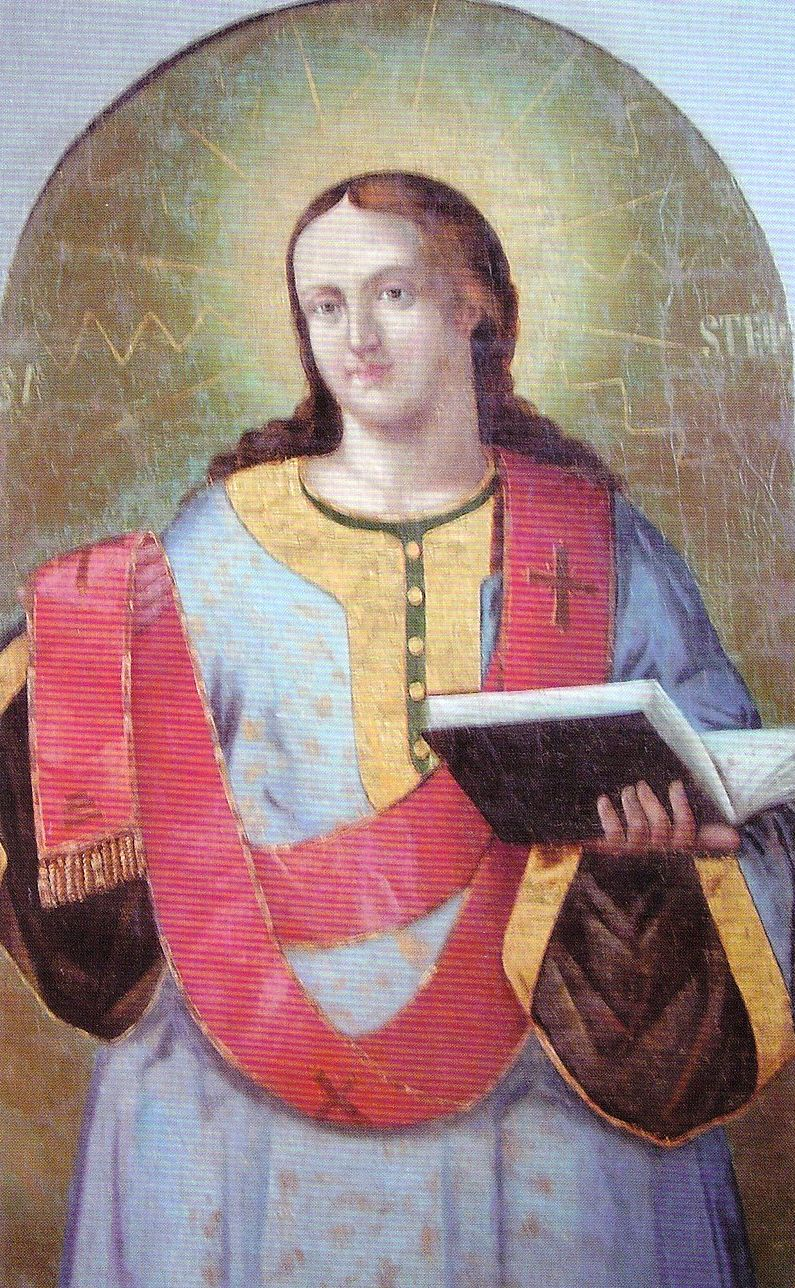
Sfântul Ștefan
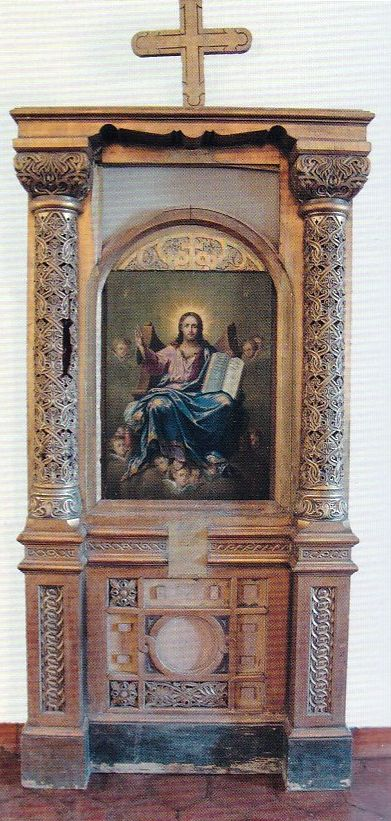
Isus învățător

Icoanele aflate în muzeul mănăstirii în martie 2017 sunt:
- Sfânta Treime și Încoronarea Sfintei Fecioare (0,60 x 0,42 m) a fost pictată în tonuri pastelate și calde, icoana datează din 1855.[42] În muzeu, lucrarea este așezată în apropierea alteia mai mari, cu aceeași temă, care se crede că s-ar datora talentului lui Evghenie Lazăr, maestrul lui Nicolae Grigorescu în timpul uceniciei de la Căldărușani. Prin comparație, se observă că ucenicul și-a întrecut maestrul.[42]
- Duminica Tuturor Sfinților are semnătura Nicu Grigorescu și a fost datată în anul 1856, februarie 25.[43] a fost primită de Mănăstirea Căldărușani în anul 1995 de la Biserica Bradu-Staicu.[44]
- Iisus Hristos Învățător (0,80 x 0,60 m) poartă semnătura Nicu Grigorescu și este realizată în Mănăstirea Căldărușani în 1854-1855. Mântuitorul este înfățișat cu chipul blând și ochii luminoși, stând pe tron, cu Evanghelia deschisă în mâna stângă, iar cu dreapta binecuvântând.[42]

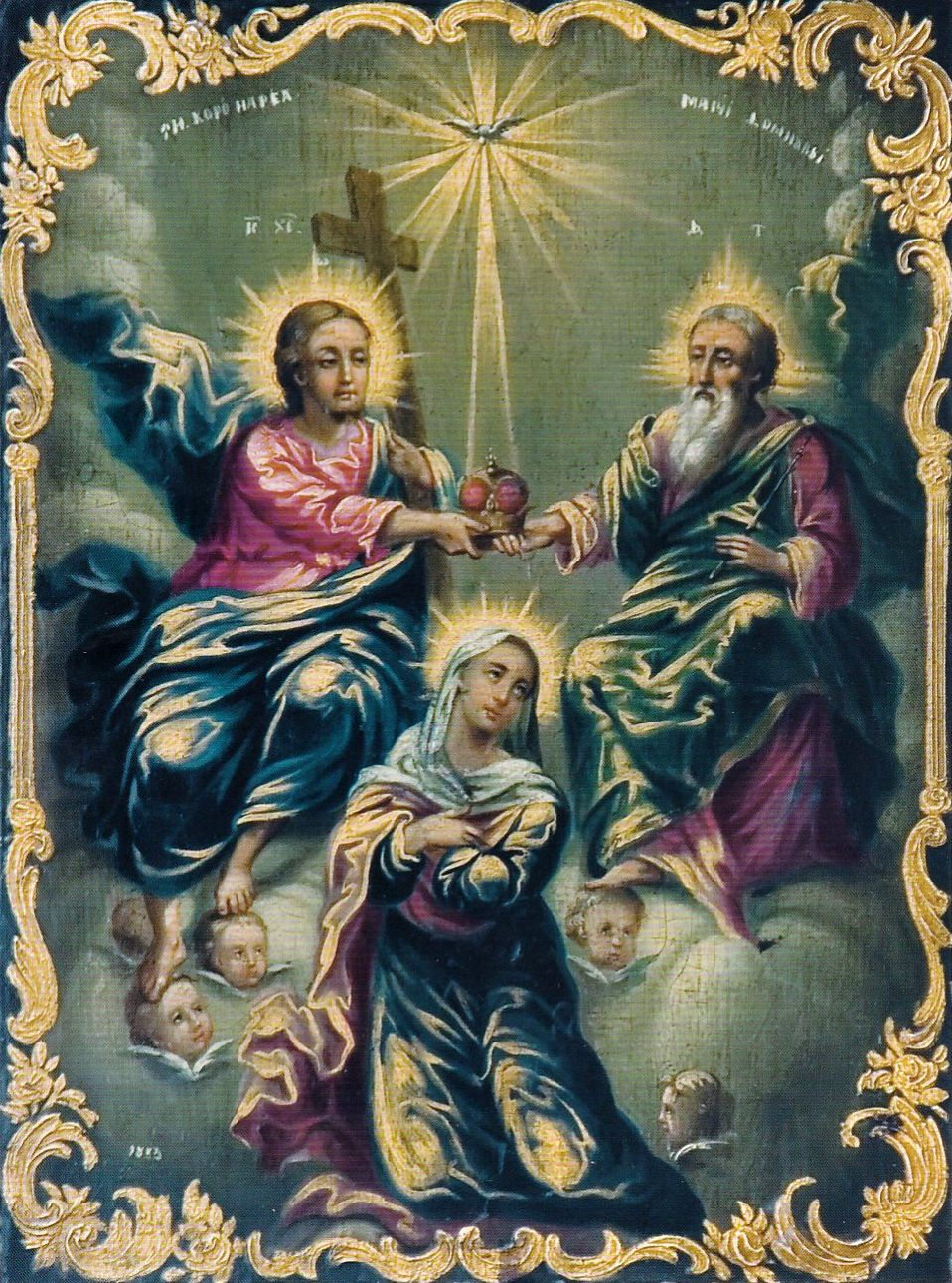
Încoronarea Maicii Domnului (1883) - de Evghenie Lazăr

- Sfântul Cuvios Eftimie, Sfântul Arhidiacon Ștefan și Sfântul Mucenic Pantelimon este o icoană de mari proporții, pictată cu sensibilitate și vervă de Grigorescu în perioada 1854-1855 în Mănăstirea Căldărușani.[42]
- Sfinții Constantin și Elena (0,850 x 0,61 m) a fost zugrăvită pe lemn.[42]
- Sfinții Mucenici Gheorghe și Dumitrie (0,85 x 0,62 m) a fost pictată în anul 1854. Cei doi sfinți sunt înfățișați stând în picioare, în costume de lăncieri, drapați cu stofe scumpe, elegante. Figurile sunt fine, iar nimburi luminoase le încadrează chipurile.[42]
- Iisus și femeia samarineancă (0,65 x 0,36 m). După opinia lui G. Oprescu, lucrarea a fost realizată cu scopul de a fi așezată la tâmplă, sub icoana Mântuitorului, fiind inspirată de o compoziție a pictorului Annibale Carracci aflată la muzeul din Viena.[46] George Oprescu afirma că „... cele două personaje poartă pecetea personalității lui Grigorescu, a coloritului și a felului său particular de a purta pensula”.[42]
- Izvorul Tămăduirii (0,65 x 0,30 m). După opinia lui G. Oprescu, această lucrare iese în evidență în seria de lucrări realizate la Căldărușani, prin ceva arbitrar în concepția și în felul de tratare în colorit chiar.[42] Ea înfățișează un izvor ce tâșnește și se revarsă într-un bazin închis, în jurul lui fiind mai multe chipuri și siluete.[42] George Oprescu a fost de părere că artistul nu a avut un model anume, compoziția fiind imaginată întru-totul de către acesta și din acest motiv lucrarea nu este una dintre cele mai reușite.[42]
- Îngerul păzitor sufletului a fost realizată în afara mănăstirii în anul 1856 și a fost adusă în muzeu mai târziu.[45]
- O altă lucrare semnată Nicu Grigorescu zugrav, datată 1854.[45]
- O serie de nouă icoane de mici dimensiuni pe care muzeul i le atribuie lui Nicolae Grigorescu.[45]
- Soborul sfinților Petru și Pavel - de Nae Pantelimonescu,[39] icoană care, conform spuselor lui George Oprescu din anul 1961, se afla la biserica Sfântul Alexa din București.[39] Muzeul mănăstirii a identificat pe zugravul Pârvulescu ca fiind autorul icoanei.[45]
- O colecție semnificativă de icoane care au fost realizate de către monahul Evghenie Lazăr pentru catapeteasma bisericii, din care se remarcă două icoane intitulate Încoronarea Maicii Domnului, una de mari dimensiuni și una cu dimensiuni asemănătoare cu cea cu același nume a lui Grigorescu.[45]
- O colecție impresionantă de icoane realizate de zugravi care au făcut parte din Școala de pictură de la Căldărușani înființată în anul 1778.[47]
- O colecție importantă de icoane foarte vechi din secolul al XVII-lea și al XVIII-lea.[45]
- Icoane pictate de Dimitrie Belizarie.[45]
- Tablouri realizate de Sava Henția, dintre care se remarcă portretul mitropolitului Ghenadie Petrescu.[45]

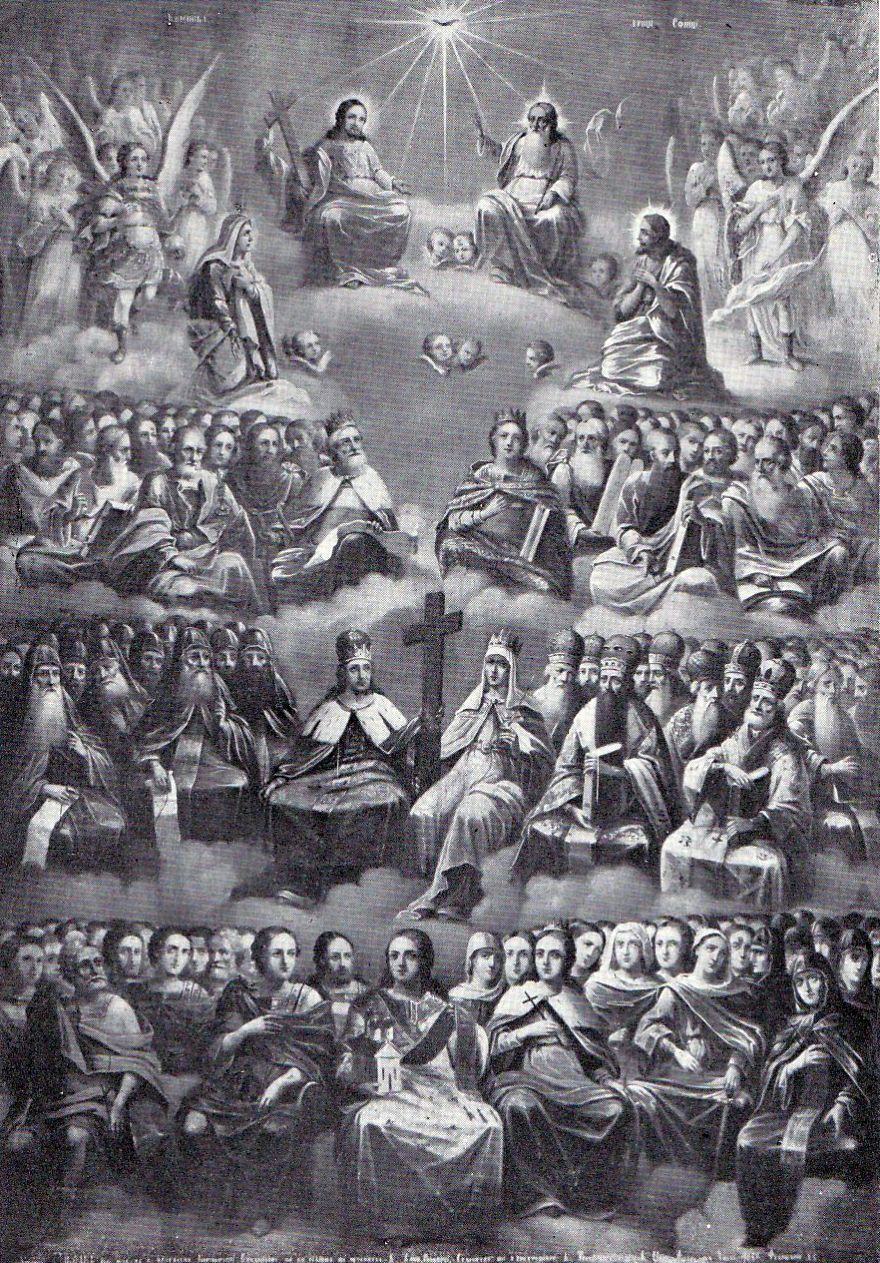
Duminica tuturor sfinților - foto a/n - la muzeul Mănăstirii Căldărușani

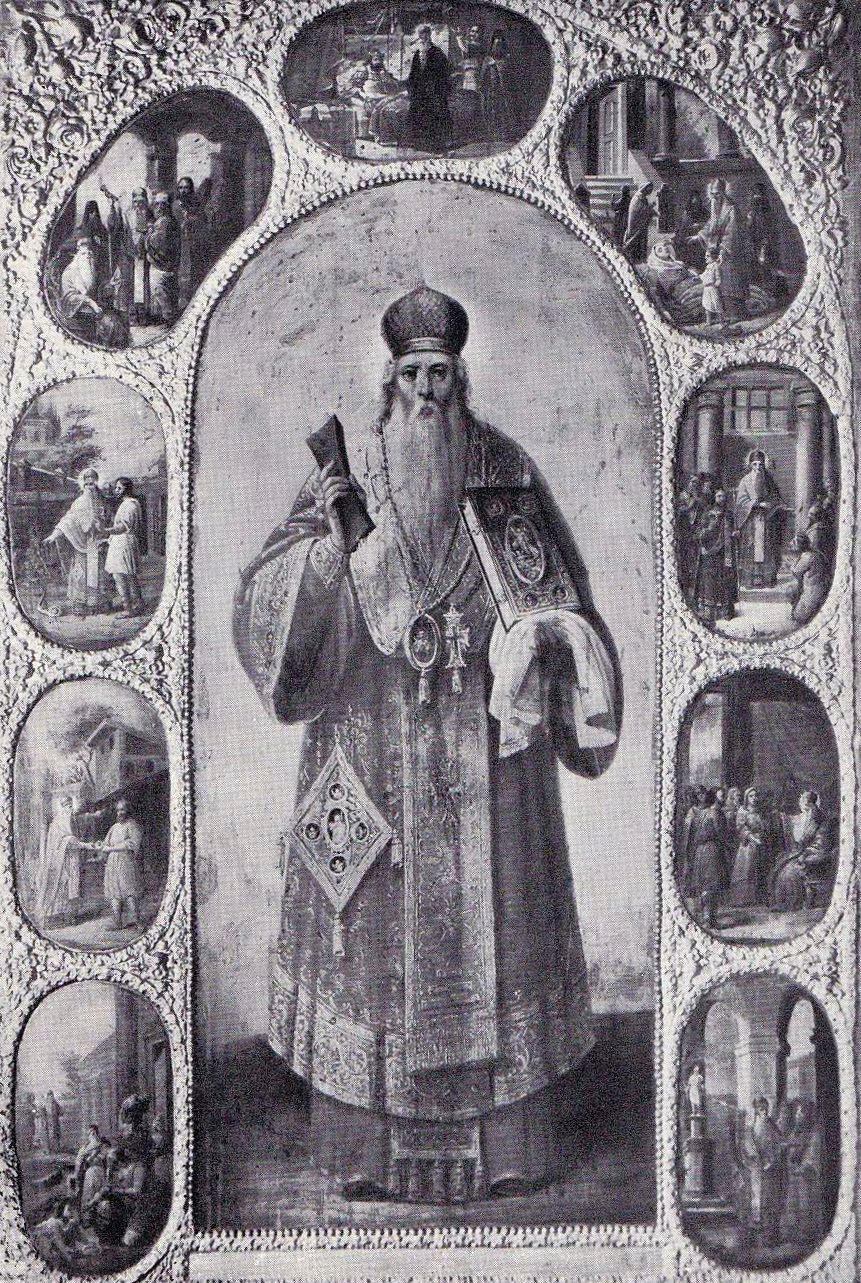
Sfântul Spiridon - foto a/n - la Biserica Alexa din București

În anul 1856, Nicolae Grigorescu a pictat icoana Duminica tuturor sfinților comandată de breasla băcăuanilor bucureșteni „... cu silința și osteneala dumnealui Zane Rolovici, starostea, și a epitropilor dumnealor Teodor Gheorghiu și Petre Fote”.[E] Icoana este semnată și datată în ziua de 25 februarie 1856 și a fost realizată înainte sau în timpul primului an al lucrărilor de la Mănăstirea Zamfira. Ea este o icoană de mari dimensiuni și caracteristica principală a ei derivă din folosirea tehnicii de miniaturist pe care artistul a învățat-o de la Anton Chladek. Cu ajutorul acesteia a înfățișat toate personajele pe care le-a dispus compozițional cu o mare măiestrie.
Duminica tuturor sfinților este una din icoanele care ocupă un rol important în producția religioasă a lui Nicolae Grigorescu și în evoluția sa ca iconar. Ea se remarcă printr-un desen mai precis și mai îngrijit decât cel folosit în lucrările precedente. Cromatica este judicios aleasă, luminoasă și armonizată în chipul cel mai fericit, asemănătoare cu cele mai bune icoane de la Căldărușani. Izbitoare este veridicitatea atitudinilor personajelor și individualizarea trăsăturilor. Oricine analizează în mod aprofundat chipurile zugrăvite, constată grija artistului de a crea pentru fiecare o ființă vie. În această icoană transpare preocuparea pictorului de a se apropia de realitate în efortul său de a crea o artă în sine și de a se desprinde din rândul iconarilor obișnuiți, a căror mentalitate era că icoana reprezintă o stereotipie dominată de unele accente de pietate, așa cum se poate vedea în lucrarea Soborul sfinților Petru și Pavel a lui Nae Pantelimonescu.
Nicolae Grigorescu a pictat în perioada 1856 - 1857, după terminarea lucrărilor de la Mănăstirea Zamfira o icoană care face parte, prin calitățile de exprimare plastică, printre pașii cei mai importanți pe care pictorul i-a făcut spre maturitatea sa artistică. Este vorba despre icoana intitulată Sfântul Spiridon care în anul 1961 se păstra în biserica Sfântul Alexe din București. Ea a fost identificată ca lucrare de patrimoniu de către istoricul de artă George Oprescu. Icoana nu este datată și nici semnată, însă cunoscându-se ansamblurile de la Băicoi și de la Căldărușani, precum și cele de la Mănăstirea Zamfira, se pot constata similitudinile existente în cromatica și dispunerea luminii precum și preferințele pictorului pentru reprezentarea anumitor tipuri de fizionomii.

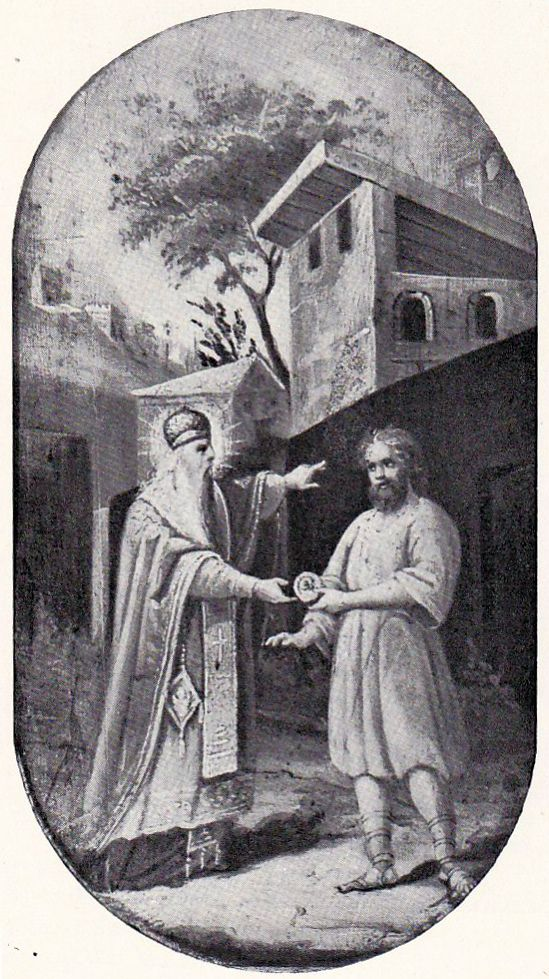
Sfântul Spiridon și țăranul - medalion

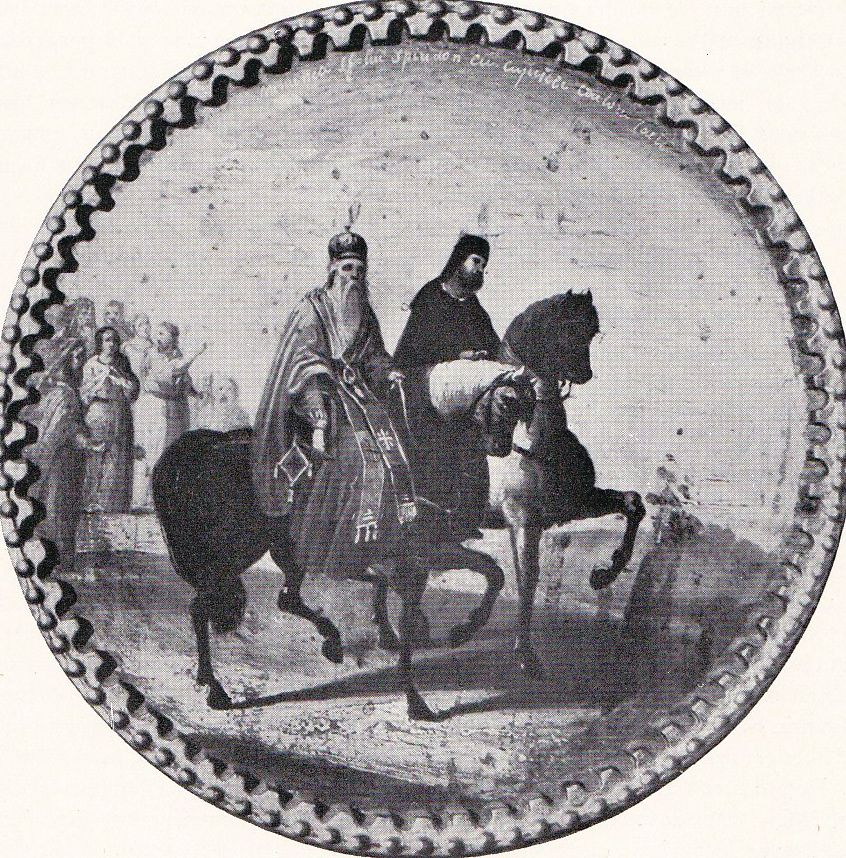
Minunea cu capetele cailor - medalionul de sub icoană (detaliu)

Icoana Soborul sfinților Petru și Pavel datată și semnată de Pantelimonescu în anul 1859 s-a păstrat multă vreme la biserica Sfântul Alexe din București, cel puțin până în anul 1961, ea aflându-se în anul 2017 ca exponat la muzeul mănăstirii. Ea este încă un argument de necontestat, prin comparație cu icoana Sfântului Spiridon, a faptului că tânărul Grigorescu în vârstă de 12 ani nu avea ce învăța ca ucenic, în atelierul meșterului Pantelimonescu. Icoana meșterului suferă de stângăcii, are o cromatică întunecată, de natură opacă prin comparație cu siguranța liniilor, eleganța formelor și mai ales strălucirea și transparența tonurilor grigoresciene. Între cele două lucrări, cu adevărat, nu există nicio legătură.
Icoana lui Grigorescu înfățișează un bătrân în picioare, înveșmântat în arhiereu, cu epitrahil roz, sacos verde, stihar roșu și mitră pe cap, toate brodate cu aur. Sfântul Spiridon ține în mâna dreaptă o cărămidă care se transformă în foc, pământ și apă. În mâna stângă ține o evanghelie. Silueta sfântului se profilează pe un cer de un albastru delicat, având în partea din stânga jos elemente de arhitectură în timp în partea dreaptă se vede un peisaj vast. De jur-împrejurul icoanei sunt pictate zece medalioane fixate într-o ramă pretențioasă, unul din ele fiind așezat dedesuptul lucrării. Toate medalioanele înfățișează câte un moment din viața sfântului sau o minune pe care acesta a făcut-o. Unele dintre medalioane prezintă peisaje, altele scene de interior.
În toată creația cunoscută a lui Grigorescu de până la realizarea icoanei Sfântului Spiridon, nu se regăsesc peisaje cu multe personaje. Aceste zece medalioane reprezintă indiciul că Nicolae Grigorescu începuse să delimiteze în mod savant spațiul compoziției. Așa cum se vede în peisajele din aceste medalioane, artistul a ținut seama de legile perspectivei și a dispunerii luminii și a rezolvat într-un mod fericit dificultățile care decurg din compozițiile cu multe personaje. Ținând cont de proporțiile reduse ale lucrărilor existente în medalioane, pictorul a realizat cu o tehnică caracterizată de o libertate de invidiat, efecte picturale de mare efect și, dacă s-ar excepta existența prolifică a lui Theodor Aman, aceste zece lucrări ar fi unice în arta românească a acelor timpuri.

### Mănăstirea Zamfira
„Eram de cincisprezece ani când meșterul care zugrăvea biserica de la Zamfira m-a luat cu el să-i fac sfinții de la catapeasmă. Acolo am cunoscut o fetică tot așa cam de vârsta mea. Foarte frumoasă. Avea niște ochi mari albastri, și-n toată figura o expresie dulce, de-o cumințenie îngerească. Și, nu știu cum, că ne-am pomenit prieteni. Seara, când isprăveam de lucru, ne-ntâlneam în grădina bisericii. Era vară, liniște, frumos ca în vis. Și ne primblam alături, țiindu-ne de mână, și nu ne spuneam nimic. Da' eram așa de fericiți, cum numai la vârsta aceea poți fi. Când ne despărțeam, ne strângeam de mână, ne șopteam încetișor: "Noapte bună", și ne dam întâlnire pe a doua zi, tot la ceasul și în locul acela... Ea era pentru mine tot ce făcuse Dumnezeu mai frumos pe lume. Și nici nu mai puteam gândi altceva. Odată, plecase zugravul la târg, și se vede că se-ncurcase la vrun chef, c-a lipsit două zile. Ajunsese cu lucrul la turla cea mare din mijlocul bisericii, unde mai rămăsese de făcut un serafim în creștetul bolții. Îmi isprăvesc eu ce-aveam de isprăvit și mă urc pe șchele, mă cocoțez pe un scaun, ca s-ajung, și cât oi fi lucrat eu acolo nu știu, da' când dau să mă depărtez puțin ca să văd ce făcusem, o dată aud, de la spatele meu, glasul jupânului: "Brabo, mă băiete, să trăiești! E cel mai frumos înger pe care l-ai făcut tu. Leită Mariuca popii, da' parcă-i și mai frumoasă aici." Fără să vreau, făcusem chipul de care tot sufletul meu era plin...”—Alexandru Vlahuță: Pictorul Grigorescu, text original la wikisursă Capitolul II VIAȚA PICTORULUI, București, 1910

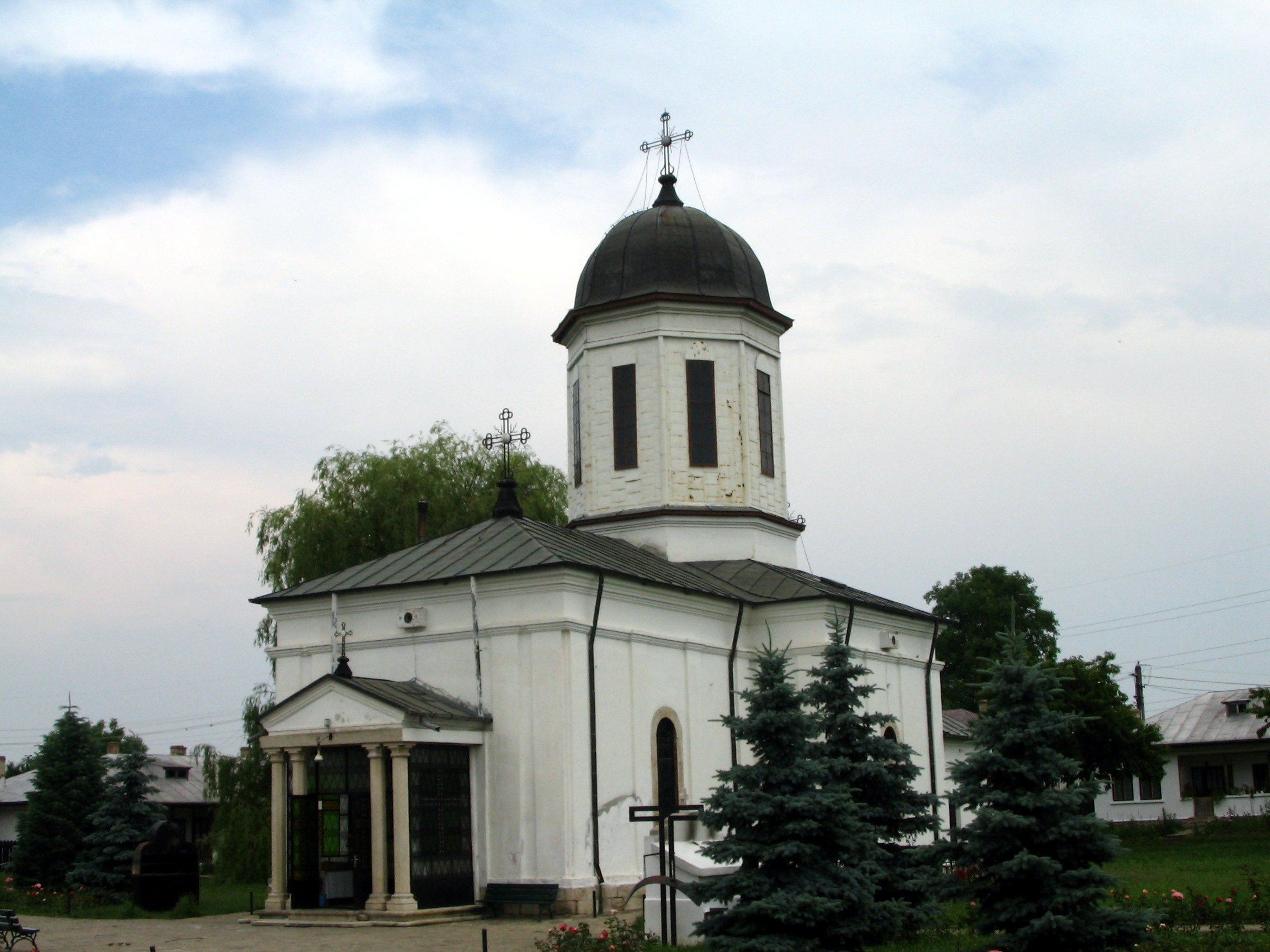
Mănăstirea Zamfira

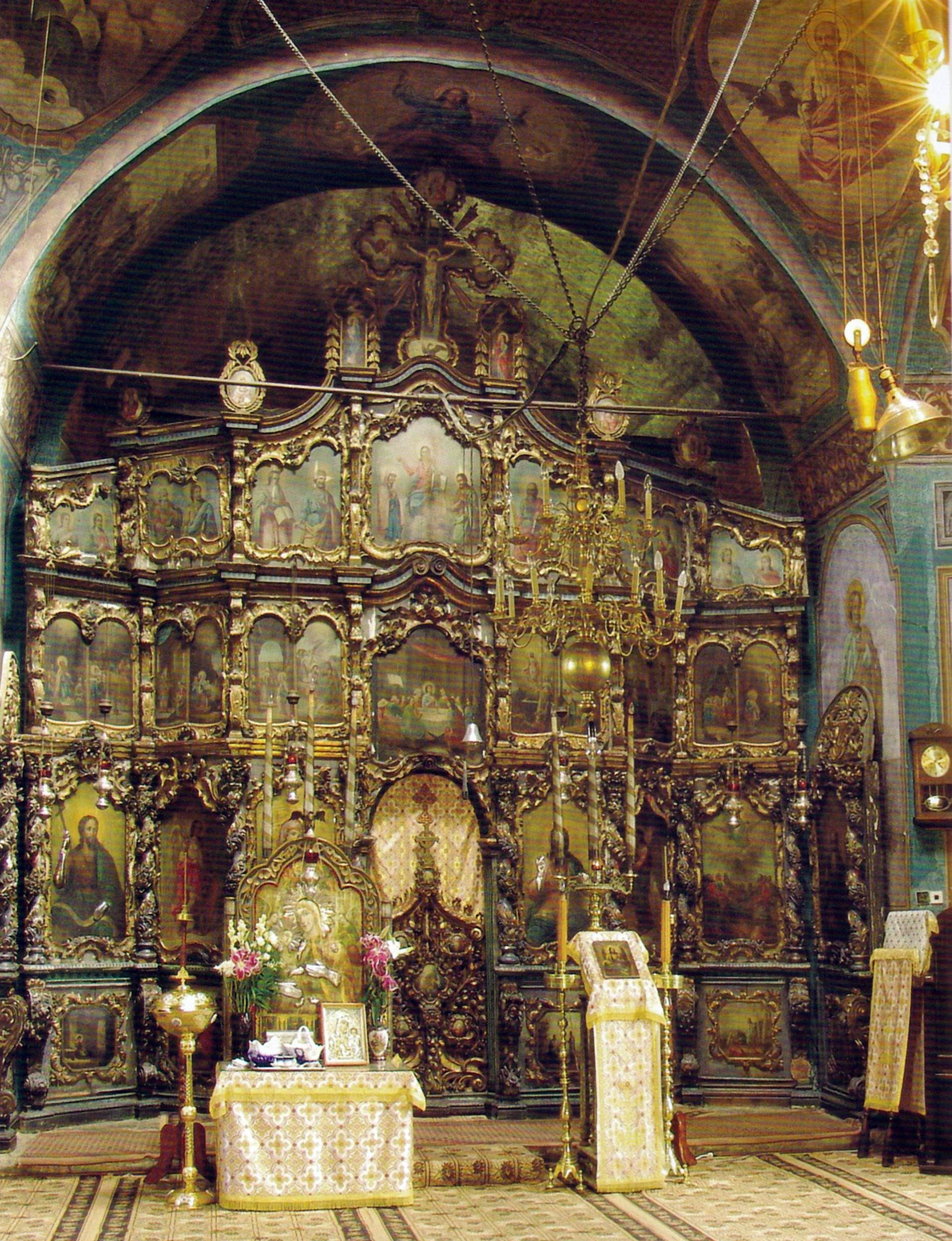
Iconostasul de la Zamfira

În anul 1856, Nicolae Grigorescu a primit comanda pentru executarea picturilor murale de la Mănăstirea Zamfira. Lucrările de execuție au durat până în anul 1857. Nu se cunosc detalii privitoare la posibilele încercări pe care acesta le-ar fi făcut în stilul picturii monumentale. Cu toate că între pictura de icoane și cea murală există diferențe notabile în modul de abordare, analiștii operei sale au considerat că ținând cont de ceea ce a realizat la biserica din Băicoi, Mănăstirea Căldărușani și în alte icoane pe care le-a făcut, el era singurul care putea executa cel mai bine o asemenea comandă, surclasându-i de departe pe Constantin Lecca, Anton Chladek sau Gheorghe Tattarescu.
Contractul pentru pictarea în întregime a bisericii Mănăstirii Zamfira, a fost încheiat între Nicolae Grigorescu pe de o parte și arhimandritul Eftimie, starețul Schitului Ghighiu, de cealaltă parte - a mănăstirii. Contractul a rămas posterității ca document de incontestabilă valoare istorică. El a fost semnat în ziua de 16 iulie 1856, cu câteva luni înainte ca lucrările de construcție ale bisericii să fi fost finalizate. Citirea contractului risipește incertitudinea lansată de Alexandru Vlahuță, cum că Grigorescu ar fi lucrat la Zamfira ca ajutor al unui meșter mai în vârstă. Alții au pretins că artistul ar fi lucrat la Zamfira sub tutela lui Anton Chladek. Vlahuță a susținut această variantă amintind că însuși Grigorescu ar fi spus-o. Contractul a clarificat definitiv și irevocabil disputa.
Tot contractul a clarificat și dispunerea scenelor religioase pe diferitele părți ale bisericii, precum și tehnica pe care Grigorescu trebuia s-o folosească. Contractul pare a fi fost făcut foarte meticulos, deoarece el a stipulat și fiarele de la ferestre, cercevele, stâlpii și ciubucele din zidul din afara bisericii. Există în acest document și clauze contractuale care au lăsat libertatea pictorului pentru a alege el ce scene să picteze, exemplu fiind pictarea spațiilor din absidele laterale, acolo unde astăzi se găsesc lucrările Nașterea lui Isus și Învierea. S-a stipulat și faptul că scenele trebuiau să fie separate prin borduri care urmau să fie zugrăvite cu motive ornamentale. În glafurile ferestrelor și în spațiile libere și mai late, trebuiau pictate ornamente care imitau marmura. Fiecare scenă pe care pictorul o realiza trebuia să aibă o ramă (pictată), astfel ca imaginea să dea sensul de tablou și nu de frescă. Însă, acest artificiu nu făcea decât ca pictura să piardă din aspectul monumental cu care suntem obișnuiți în pictura murală românească.
Ultimele mențiuni contractuale vorbesc despre tehnica pe care pictorul trebuia să o folosească. Astfel, Grigorescu a specificat în scris că toate icoanele tâmplei vor fi executate în ulei și că partea murală: ... Mă îndatorez ca lucrul de mai sus zis a-l lucra a la fresc, silindu-mă din cât voi putea a face un lucru bun. Printr-o astfel de exprimare se poate înțelege că Nicolae nu era în largul său cu tehnica a la fresc. George Oprescu a considerat că utilizarea tehnicii frescei nu a fost ideea artistului ci a arhimandritului, idee pe care Grigorescu a acceptat-o nedându-și seama pe deplin de dificultățile pe care le va întâmpina. Tot Oprescu a pomenit și de rezerva pe care analiștii operei grigoresciene trebuie să o aibă, pentru a putea să judece calitățile și defectele ansamblului de pictură murală de la Zamfira.
Cum tradiția pictării bisericilor ortodoxe considera fresca fiind cea mai nimerită pentru reprezentările religioase, ea având calități indiscutabile în această direcție datorită coloritului suav și luminos, mulți preoți erau de părere că ea este singurul procedeu care trebuie folosit la decorarea bisericilor. Desigur că abordarea unei fresce presupune o experiență îndelungată pentru a asigura produsului final  durabilitate, luminozitate și o intensitate a tonurilor corespunzătoare. Nicolae Grigorescu a obținut, însă, o derogare la execuție, derogare care stipula faptul că putea să realizeze chipurile și mâinile sfințiilor în tehnica uleiului, De aceea contractul specifica posibilitatea ca „... toate chipurile cele mari, care vin în natură, vor fi ulei, asemenea și coroanele...” Ca urmare a acestui melanj  de tehnici fundamental diferite, ulei cu frescă, se constată o degradare a frescei până într-atât încât pe pereți nu a mai rămas decât conturul compoziției primitive. Conturul a fost incizat în zidul proaspăt și a fost acoperit cu o linie de culoare închisă. În schimb, toate capetele și mâinile au rămas proaspete, strălucitoare și luminoase ca în momentul terminării lucrărilor de la Zamfira.
În anul 1906, pictorul Toma Vintilescu a primit comanda pentru restaurarea picturilor de la această biserică, picturi care ajunseseră la un stadiu lamentabil. Acesta nu a înțeles nimic din ce a rămas de la Grigorescu, era lipsit de cunoștințele necesare pentru a face o asemenea restaurare și ca urmare a distrus în chip barbar aproape definitiv vechea pictură murală. Au scăpat dezastrului doar chipurile sfinților și mâinile, cele care au fost făcute de Grigorescu în tehnica uleiului. Nici pictura lui Vintilescu nu a rezistat timpului. Astfel, în anul 1951 a fost delegat un alt pictor pentru restaurarea completă a picturilor murale, acesta având datoria să înlăture stratul superficial al lui Vintilescu și să scoată la lumină ceea ce a mai rămas de la Grigorescu. Pictorul Gheorghe Vânătoru, cu pricepere și pietate față de opera marelui înaintaș s-a achitat cu brio de toate responsabilitățile cu care a fost însărcinat.[G]

Pictura murală de la Mănăstirea Zamfira
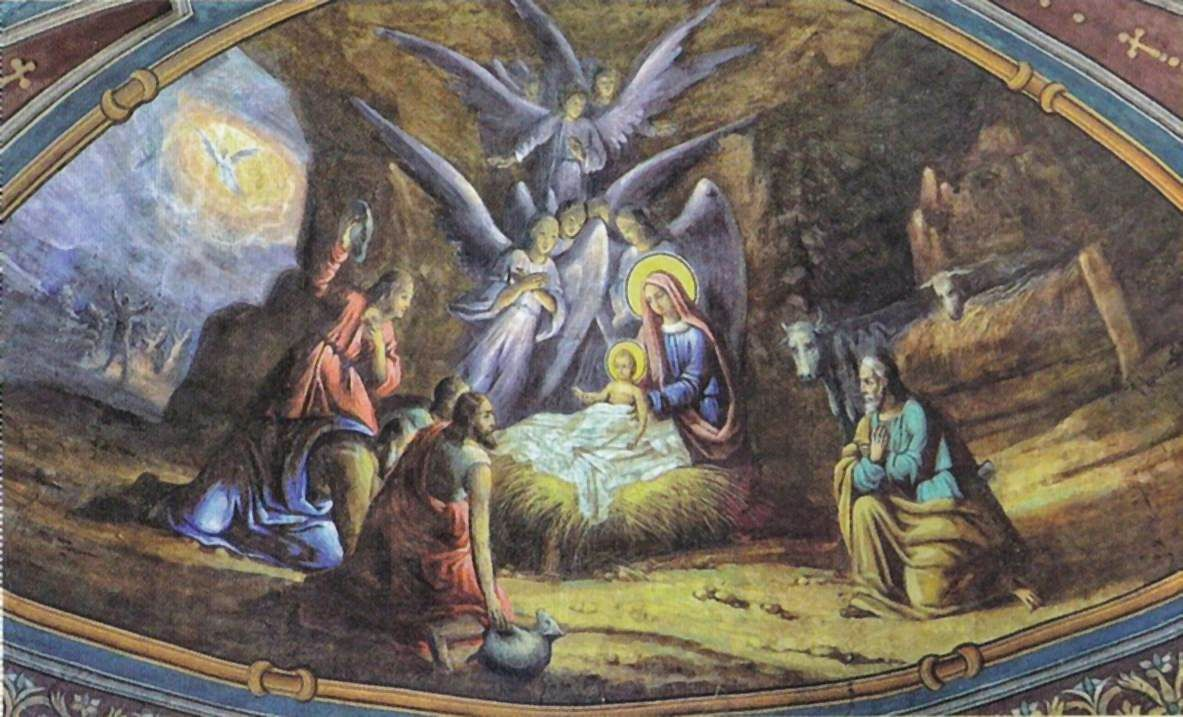
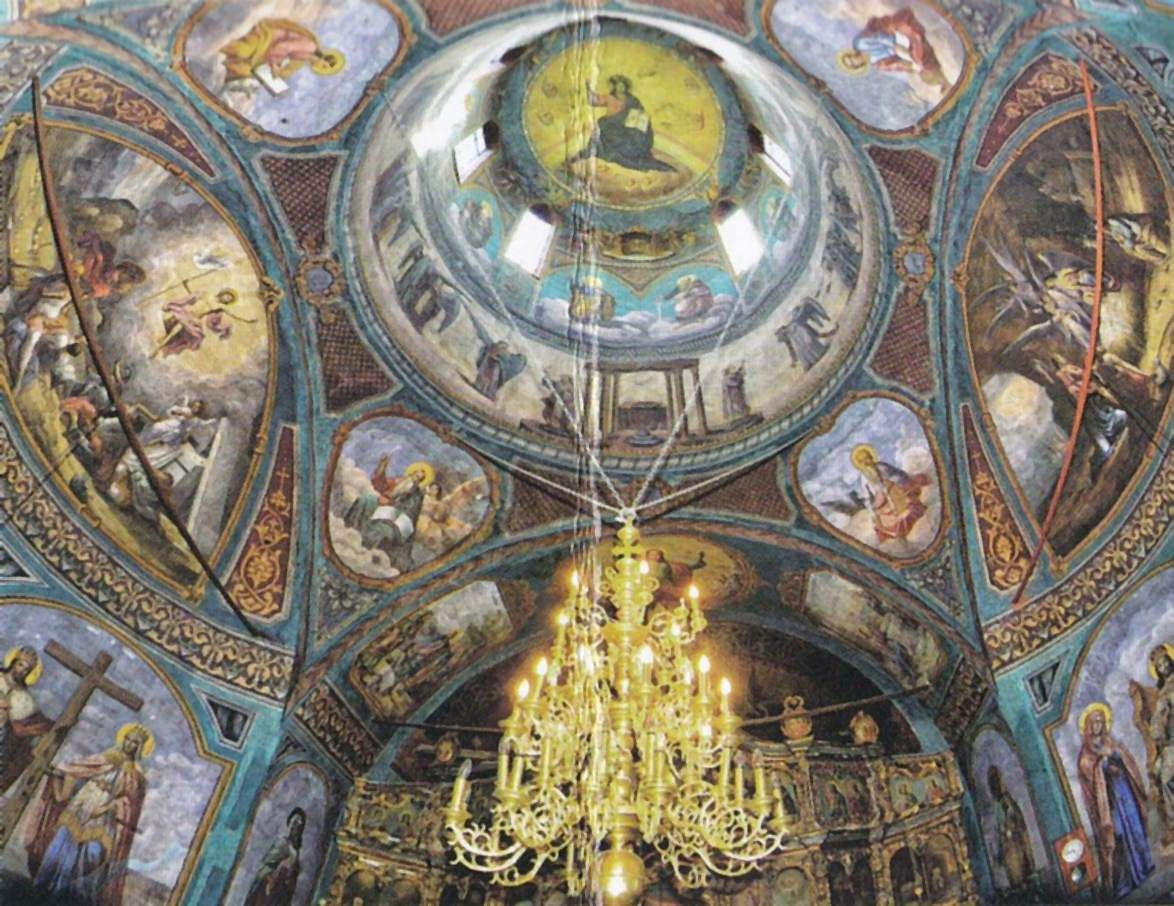
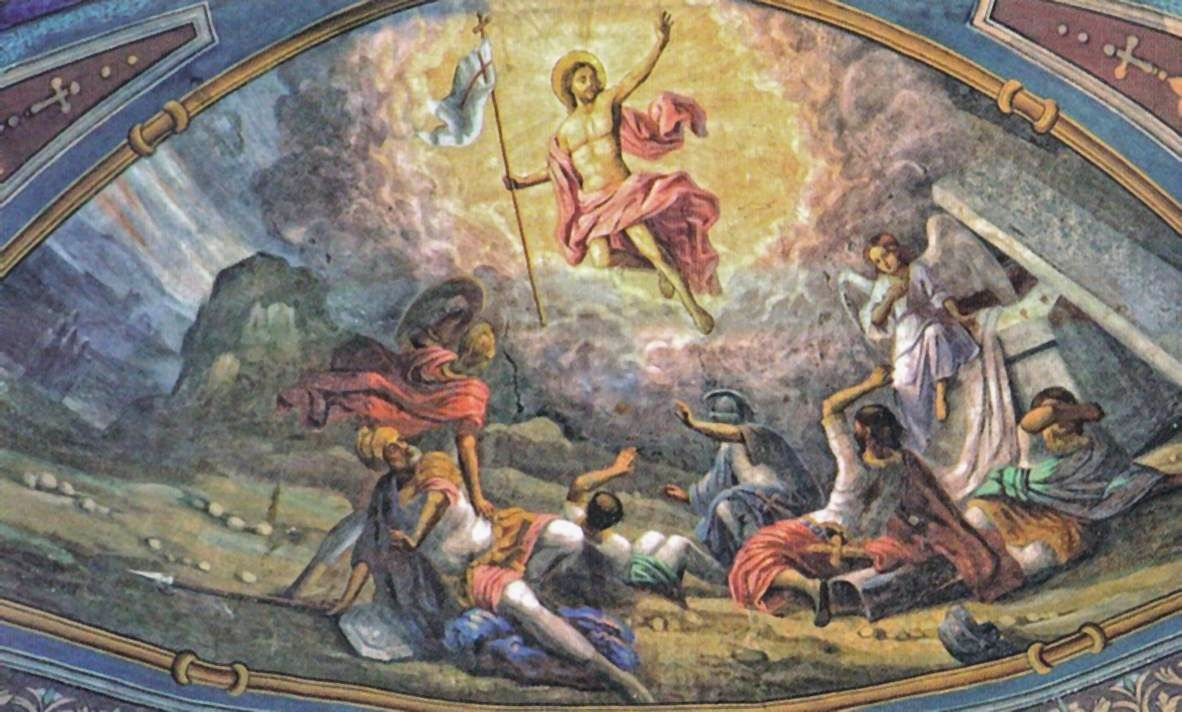
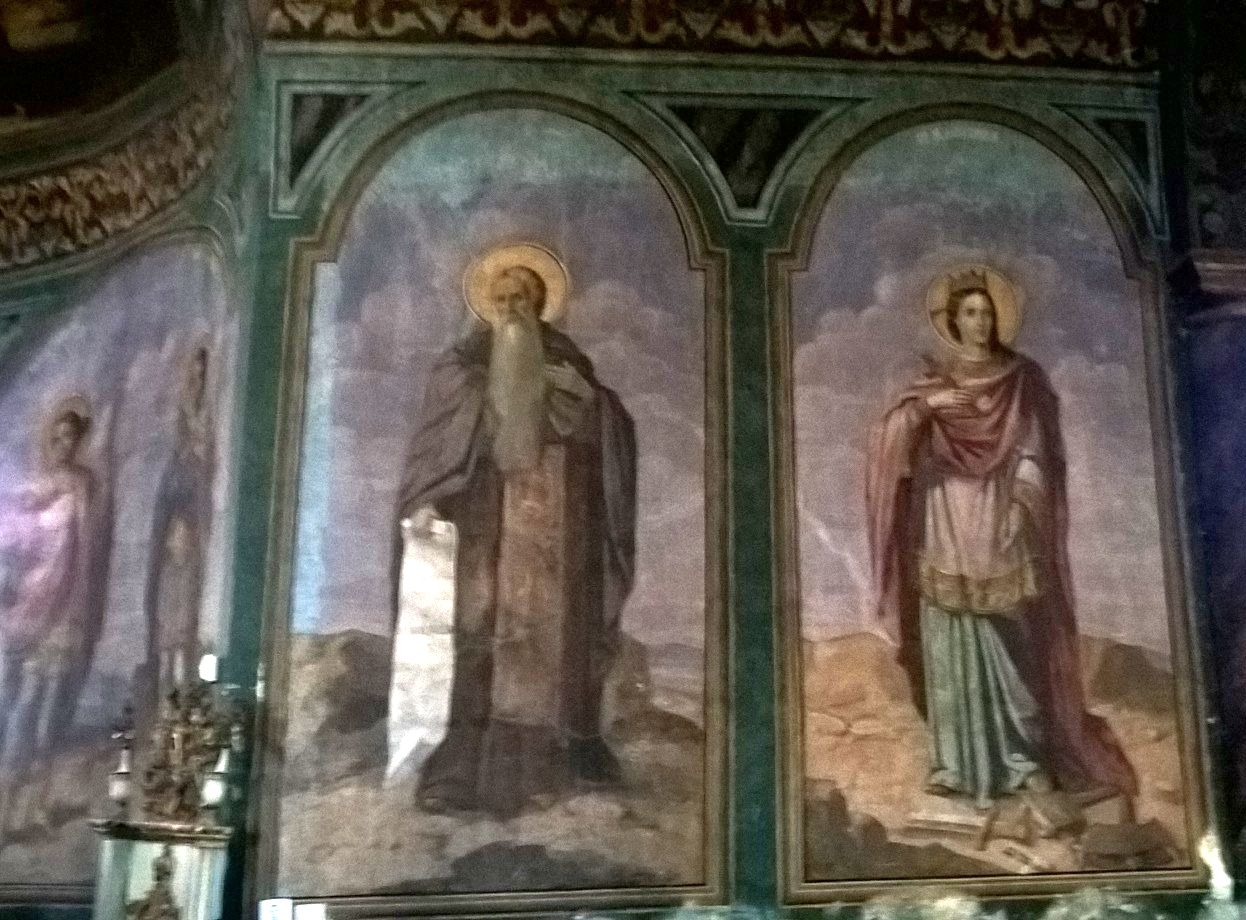
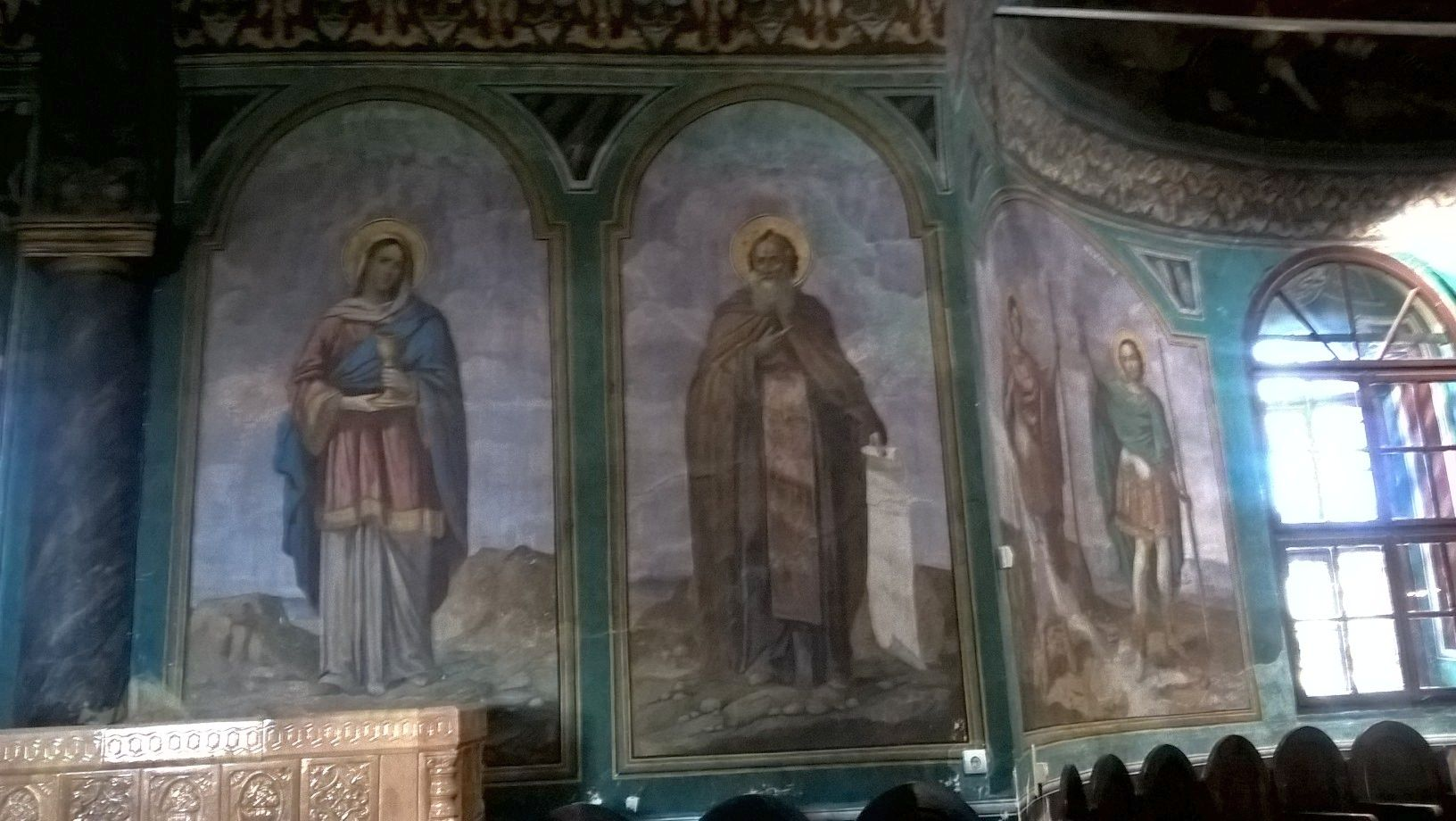
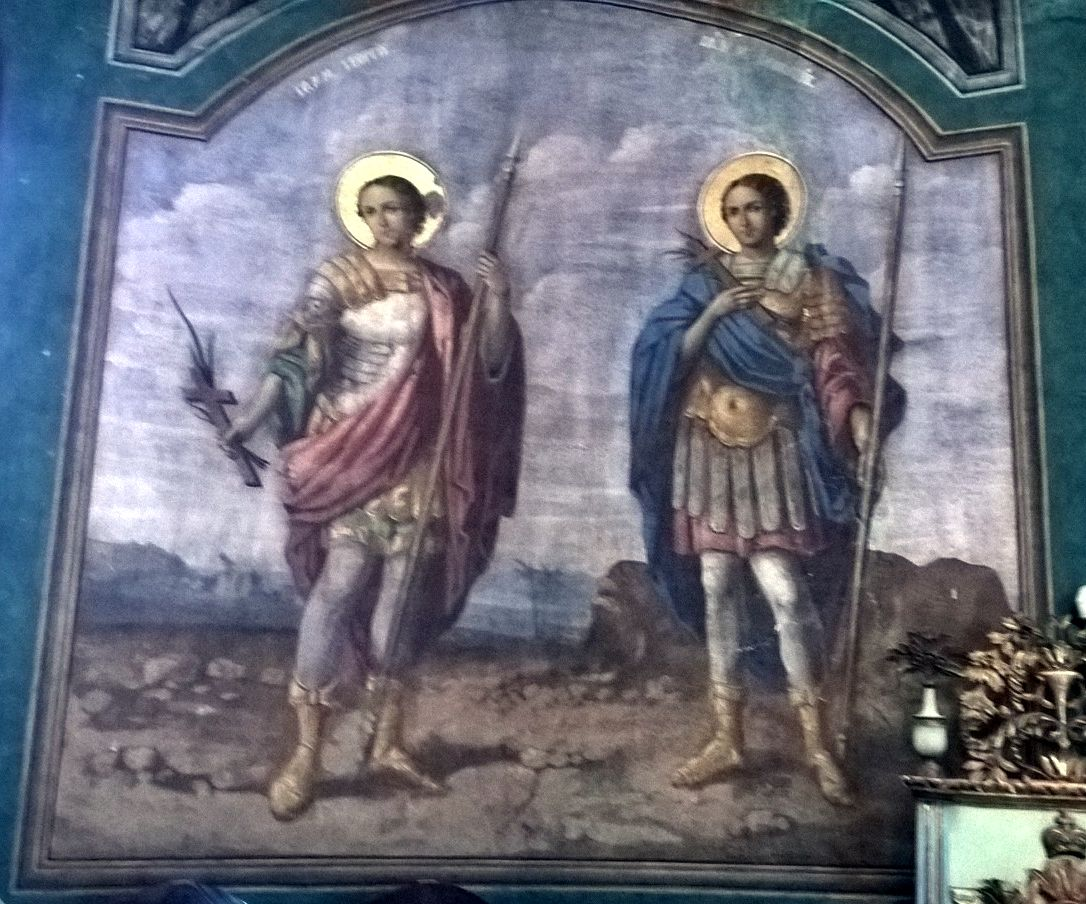
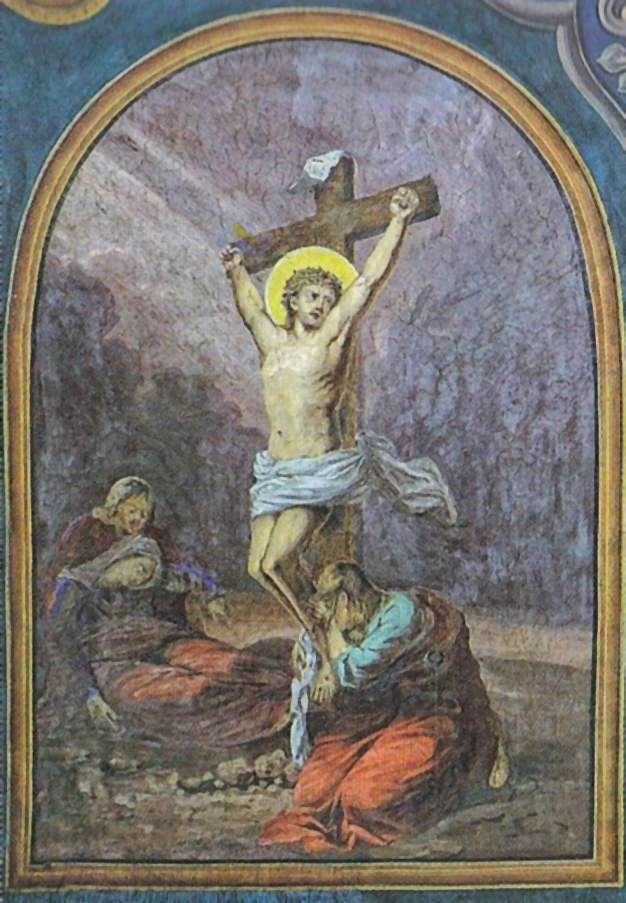
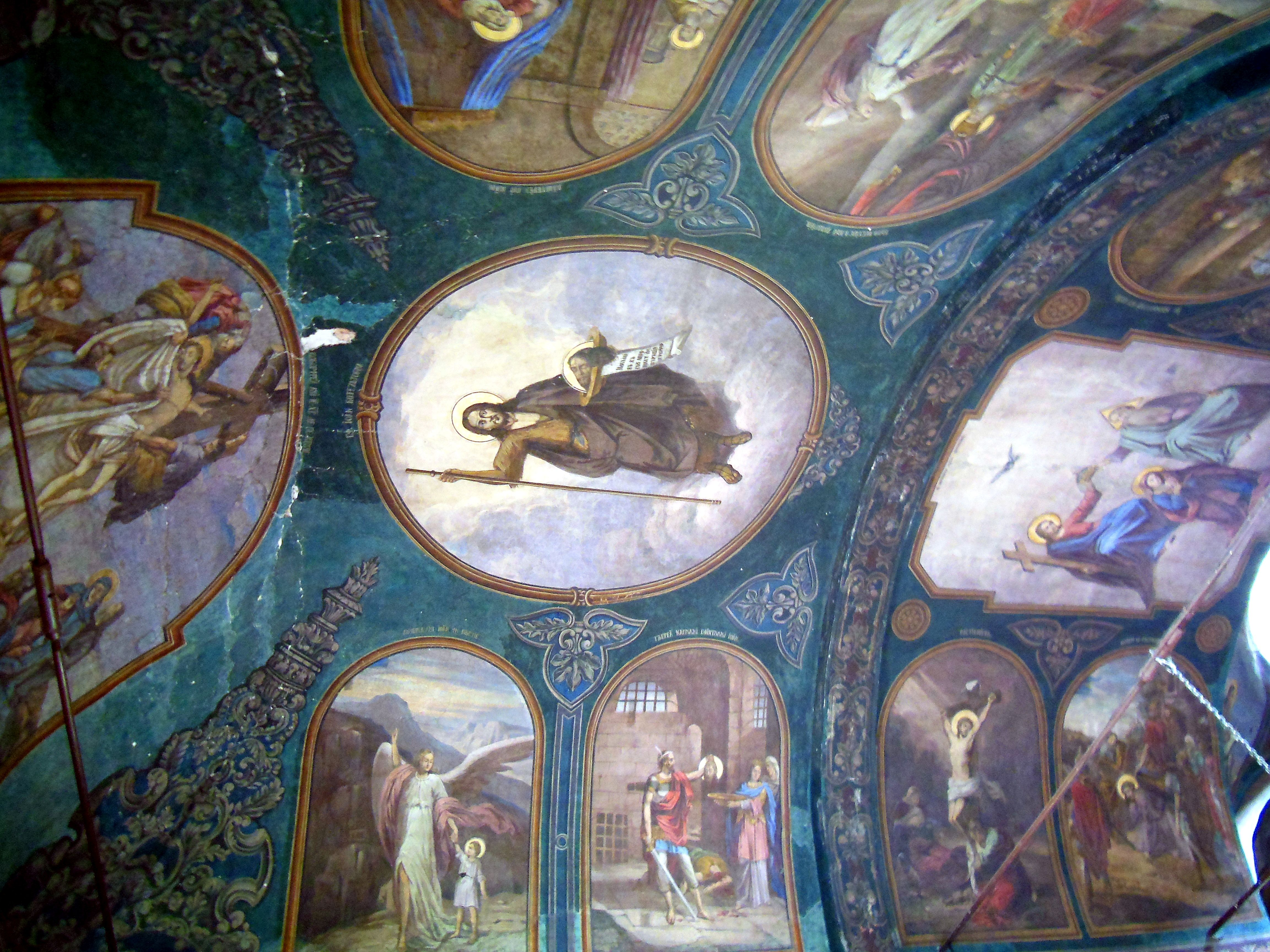
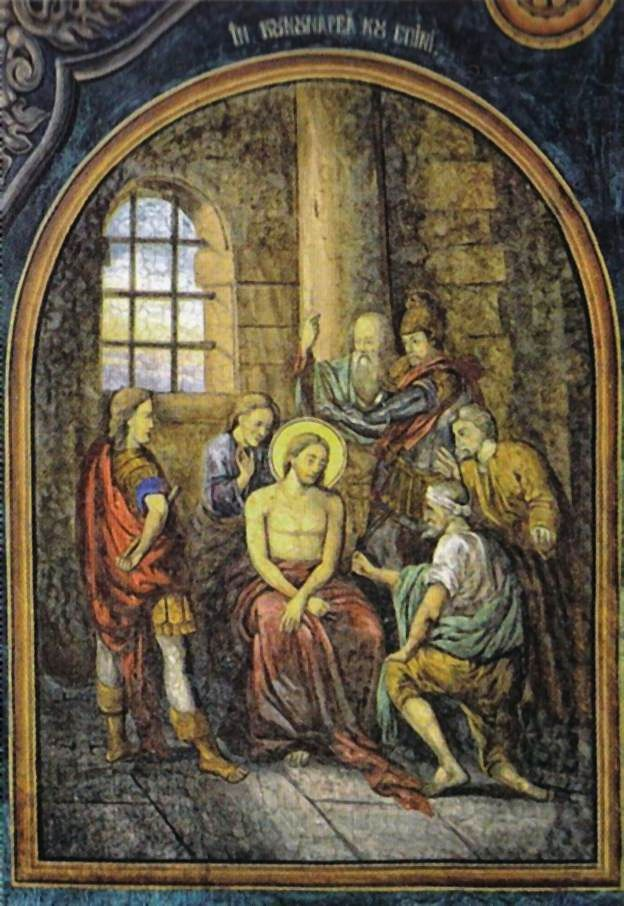
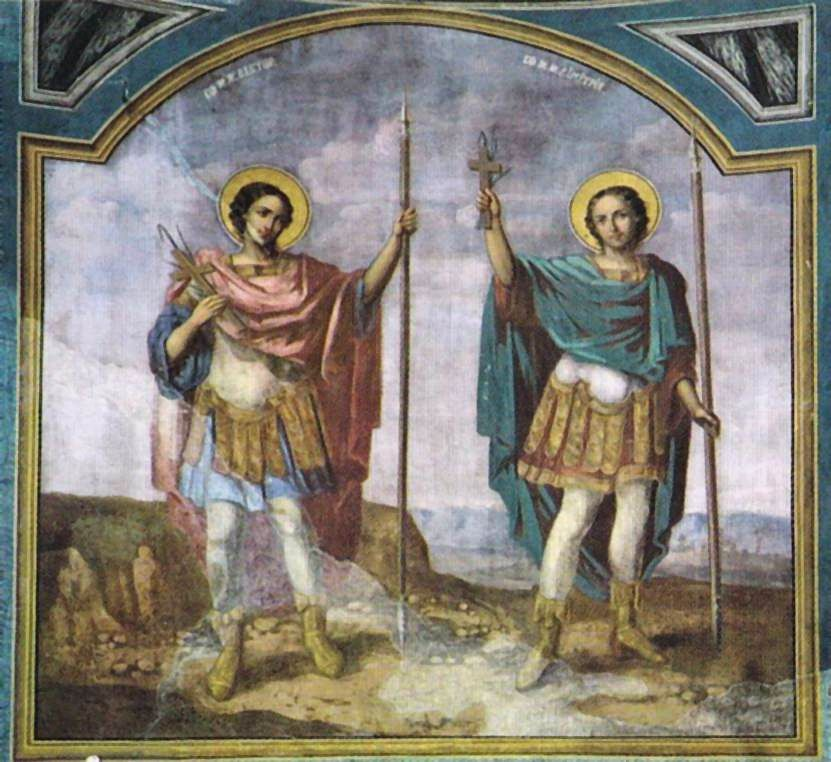

Așa cum arată biserica în ziua de astăzi, amintește de modul cum ea apărea în ziua în care a terminat Nicolae Grigorescu zugrăveala. Diligențele contractuale s-au desfășurat pe o perioadă mai lungă de timp. În 17 octombrie 1857 a încasat a patra tranșă din cei 500 de galbeni care reprezentau valoarea totală a executării proiectului de la Zamfira[K] și Gheorghe, fratele artistului, a încasat ultima tranșă de bani de abia în luna aprilie 1858. În mod evident, chiar și în urma restaurării profesioniste făcute de Vânătoru, pictura nu mai poate fi considerată ca aparținând întru-totul lui Grigorescu. Privind în urmă retrospectiv și știind marile calități pe care Grigorescu le-a etalat în întreaga sa carieră, nu se poate ca oricine analizează lucrările de la Zamfira să nu aibă o oarecare decepție. Se simte că artistul a luptat cu dificultățile cauzate nu numai de tehnica frecei, ci și din cauza trecerii de la pictura de icoane la cea monumentală. Astăzi se văd ici și colo câte o figură , câte un fragment care amintește de Grigorescu într-un gest elegant, într-o noblețe a unei fețe, mai ales la figurile sfinților tineri care la Zamfira par o predilecție tematică a marelui pictor. Privind picturile murale de aici, impresia generală este mai degrabă defavorabilă decât laudativă. În general, compoziția este mică față de marile spații aflate la dispoziție, până și coloritul pare șters față de cromatica vie și strălucitoare cu care a făcut artistul epocă. De multe ori, el este banal și fumuriu, iar veșmintele zugrăvite fără o savoare coloristică, fiind lipsite de lumină, sunt alăturate de chipuri care strălucesc în chip indiscret care distrug astfel unitatea compozițională. În loc ca privitorul să vadă o plăcere de a picta a autorului, el este contrariat de o imagine a efortului creativ care luptă cu niște greutăți care par greu de învins.

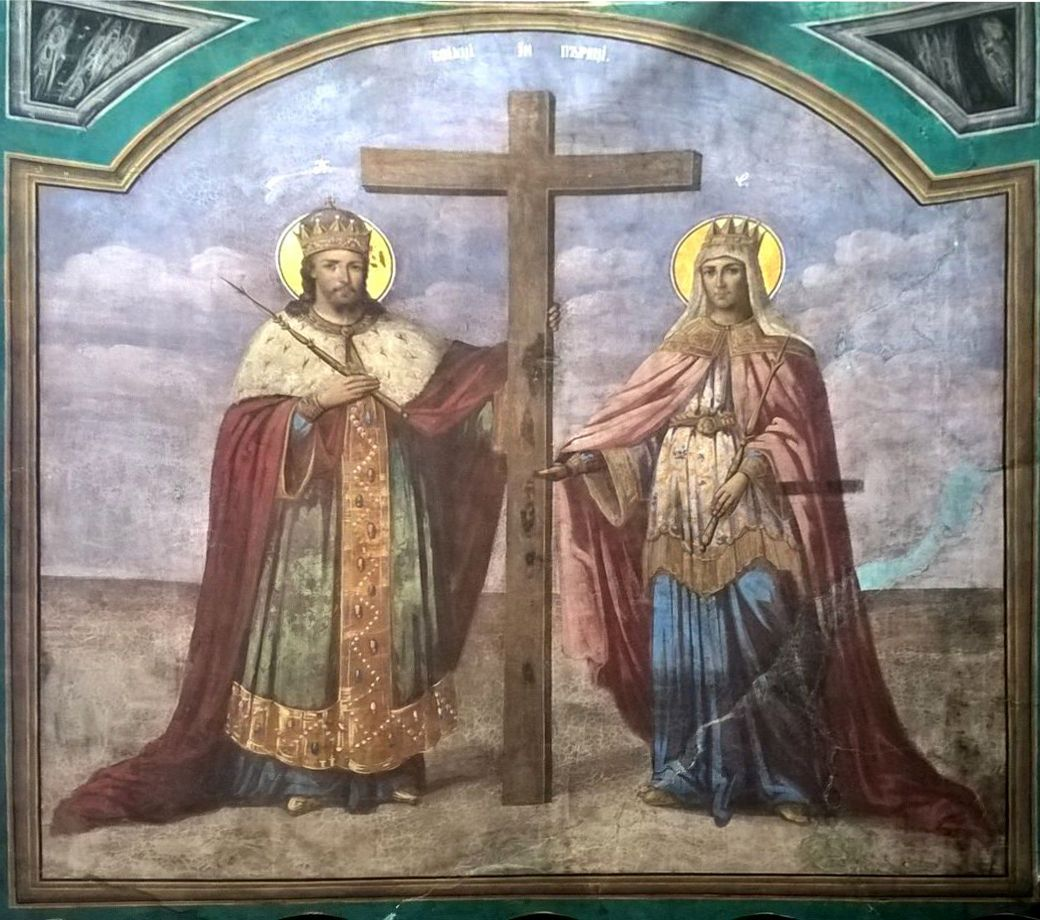
Sfinții Constantin și Elena

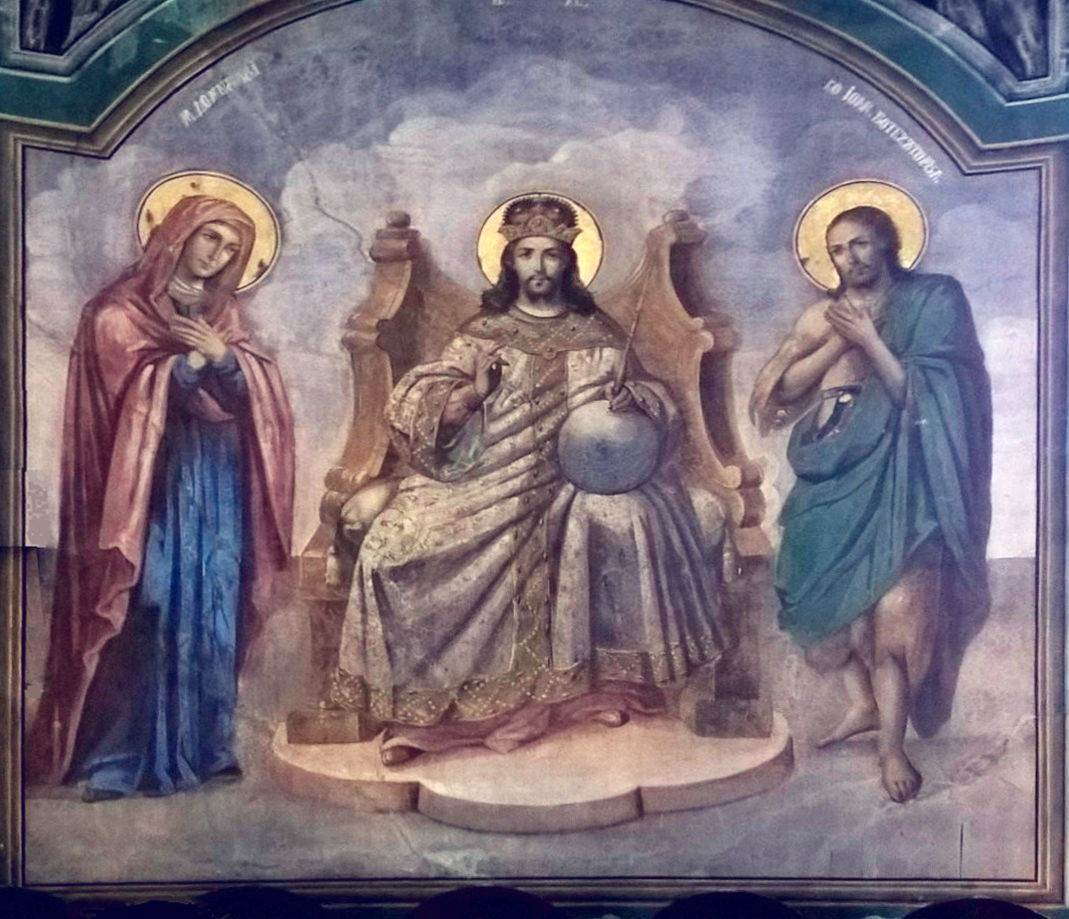
Deisis

Picturile de la Mănăstirea Zamfira au fost primele și ultimele pe care Grigorescu le-a realizat în tehnica frescei, tehnică care poate i-a displăcut prin regulile ei prea rigide pentru un temperament atât de tumultuos ca al lui. Desigur că picturile murale de aici nu se ridică la nivelul icoanelor pe care le-a realizat el până atunci, dar se pot identifica și câteva realizări care merită cu prisosință atenția. Acestea sunt o icoană Deisis[F] de pe zidurile laterale din dreapta altarului, Constantin și Elena de pe peretele celeilalte abside din stânga altarului, Sfântul Ioachim care înfățișează un foarte bun cap de bătrân și Ioan Botezătorul aflat pe bolta pronaosului. În opoziție față de acestea sunt evangheliștii de pe cele patru pandative din naos. Aceștia sunt departe de a avea însușirile recognoscibile ale talentului lui Grigorescu, fără a vorbi de monumentalitatea cu care vechea artă românească a știut să-i reprezinte.
Din ansamblul catapetesmei, pictat probabil în întregime de Nicolae Grigorescu, a mai rămas timpului doar icoanele împărătești și cele care sunt așezate sub acestea. Celelalte sunt picturi fără valoare realizate de către cei care i-au urmat artistului: Toma Vintilescu și foarte probabil ale altora. Făcând o comparație a icoanelor împărătești cu cele pe care Nicolae le-a făcut la biserica din Băicoi, se poate constata un progres tehnic evident. Ele înfățișează, de la stânga la dreapta, pe Sfântul Nicolae, Ioan Botezătorul, Arhanghelul Mihail (prima ușă), Fecioara cu Isus în brațe (semnată Nicu Grigorescu - 1857), Isus ca împărat, Arhanghelul Gavril (a doua ușă), Înălțarea și Sfântul Nifon. În toate aceste picturi se poate vedea evoluția artistului în măestria execuției și stăpânirea desăvârșită a penelului. Impresionant nu este cromatica mai puțin comunicativă sau desenul fără cusur, ci calmul afișat aproape impersonal, calm care este neobișnuit pentru Grigorescu. La fel au fost pictate și poalele icoanelor, cele mai multe dintre ele având două personaje reprezentate într-un peisaj sau într-un interior mult prea extins pentru scena pe care a evocat-o. Exemplificatoare este icoana Sfântului Nifon. El apare într-o curte împrejmuită cu ziduri masive, deasupra cărora sunt figurate turle ortodoxe și construcții laice. Radu cel Mare se înclină în fața sfântului ținând o carte în mână și-l invită în capitală. Icoana este de fapt una cu tematică istoric-religioasă și de aceea artistul a schimbat vestimentația personajelor și decorurile. Alături de ea se află alte două icoane cu episoade din viața lui Mihai Viteazul. Din spusele lui George Oprescu, aceste icoane, Grigorescu le-ar fi pictat în vederea concursului pe care dorea să-l câștige pentru o bursă de studii în străinătate.

Icoanele împărătești de la Mănăstirea Zamfira
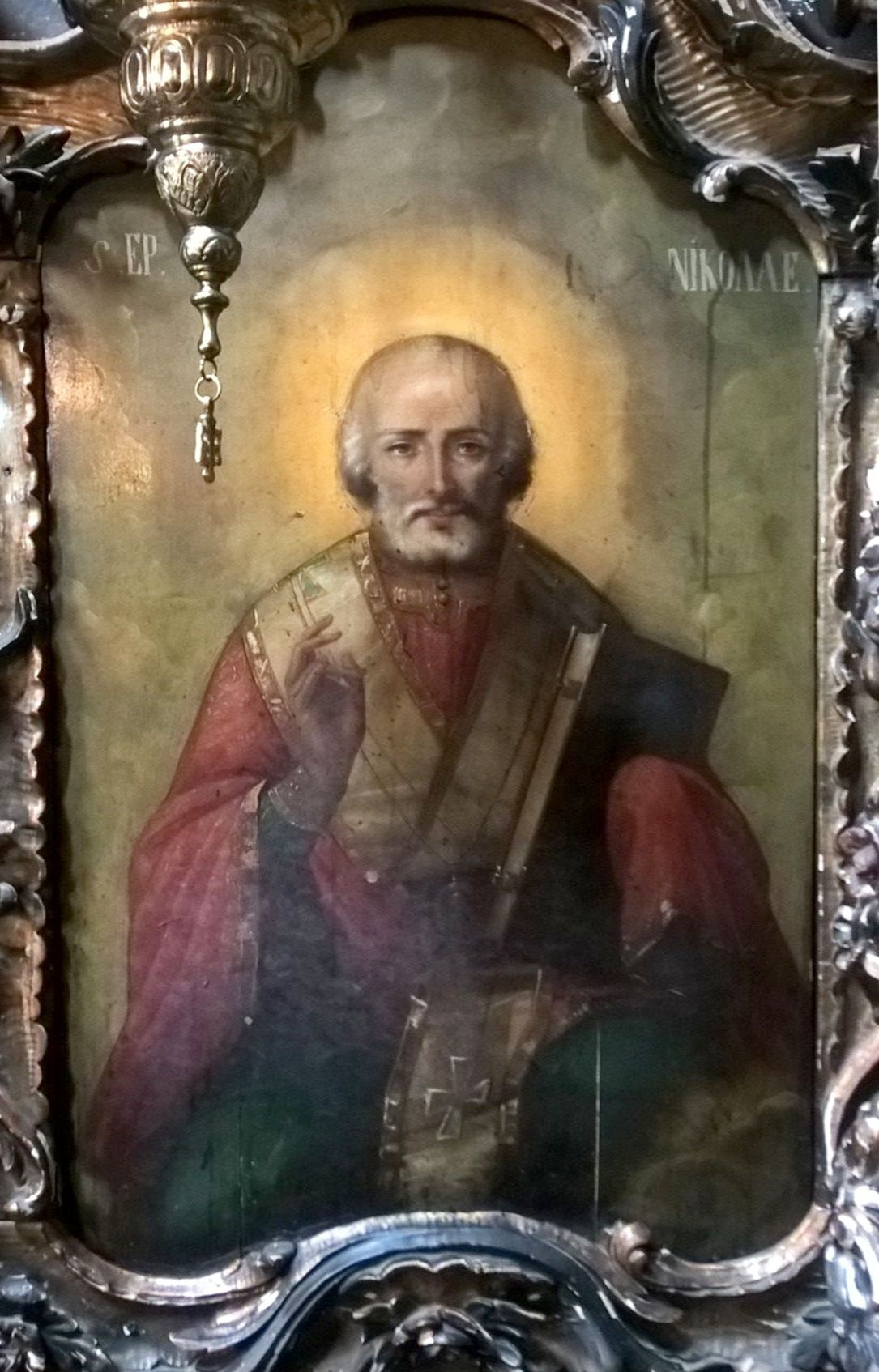
Sfântul Nicolae
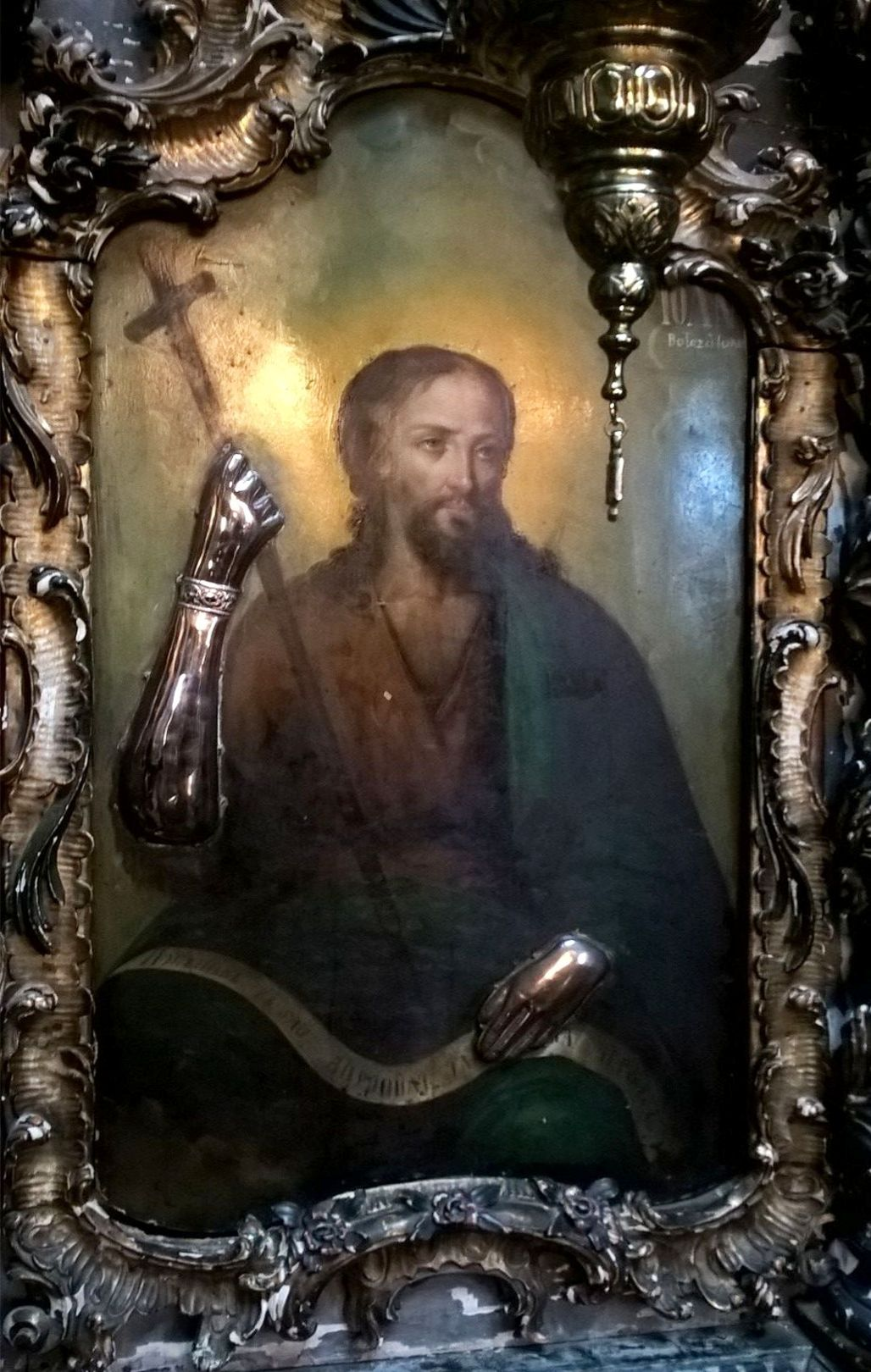
Ioan Botezătorul
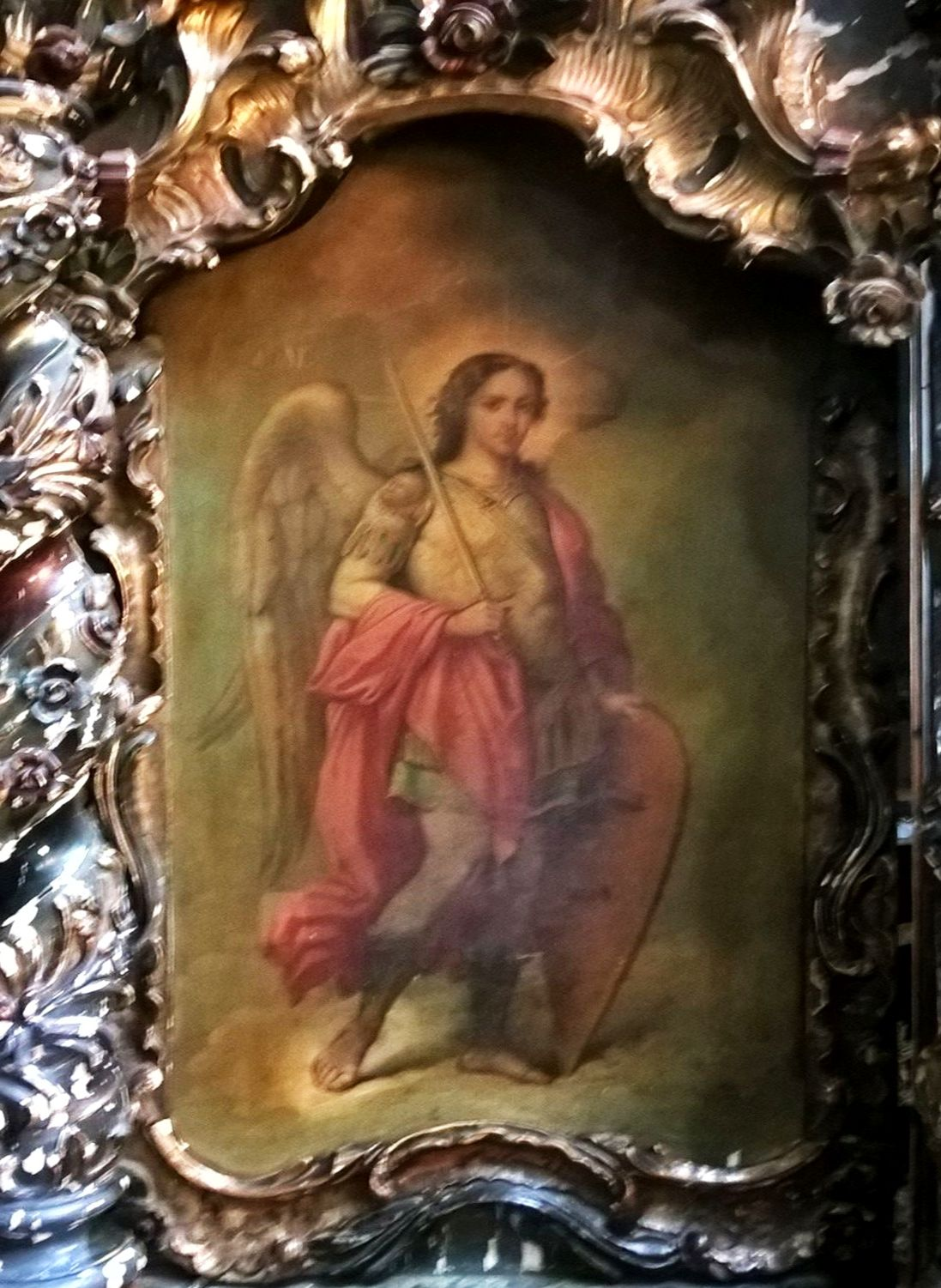
Arhanghelul Mihail
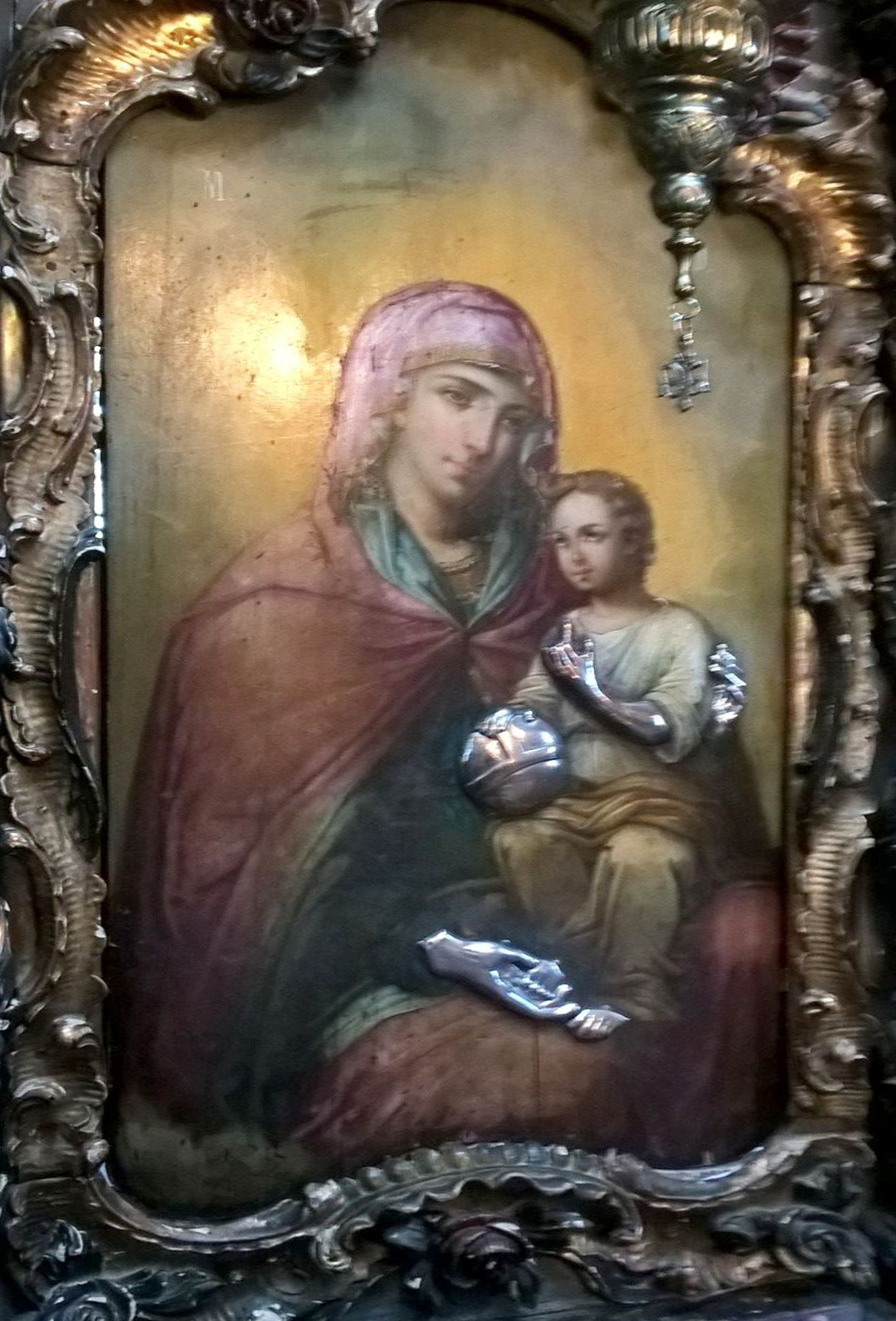
Fecioara cu Isus în brațe
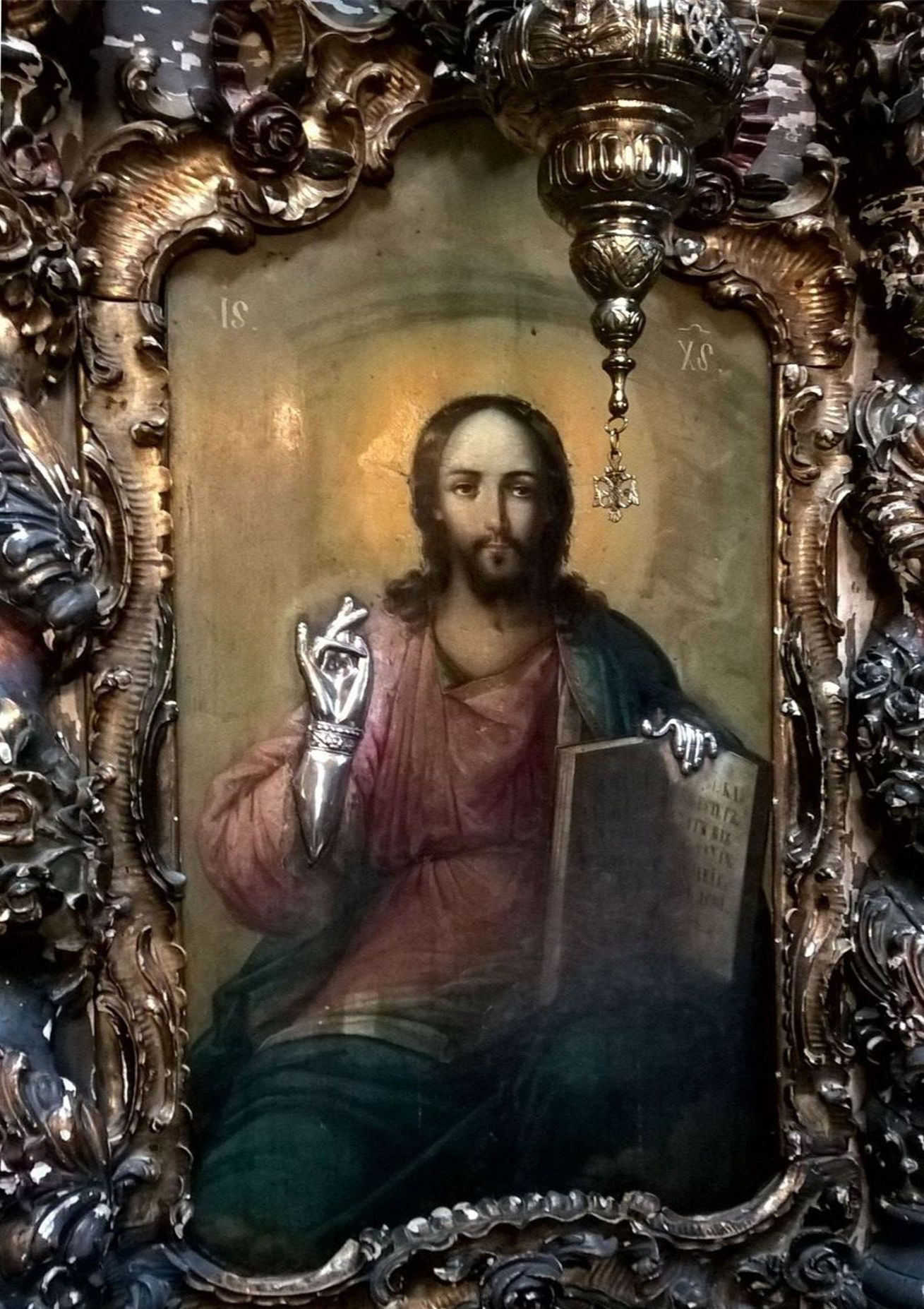
Isus ca împărat
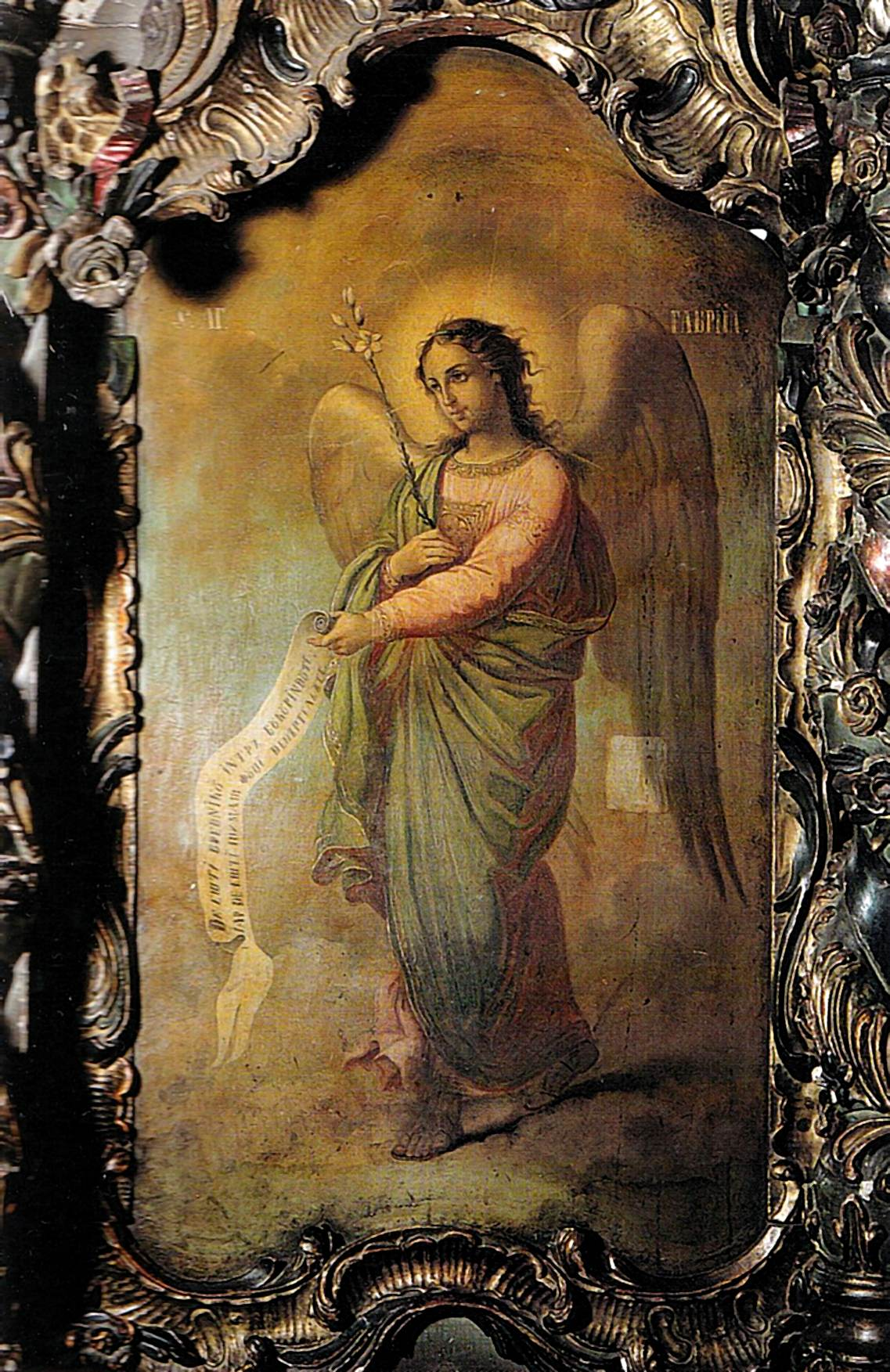
Arhanghelul Gavril
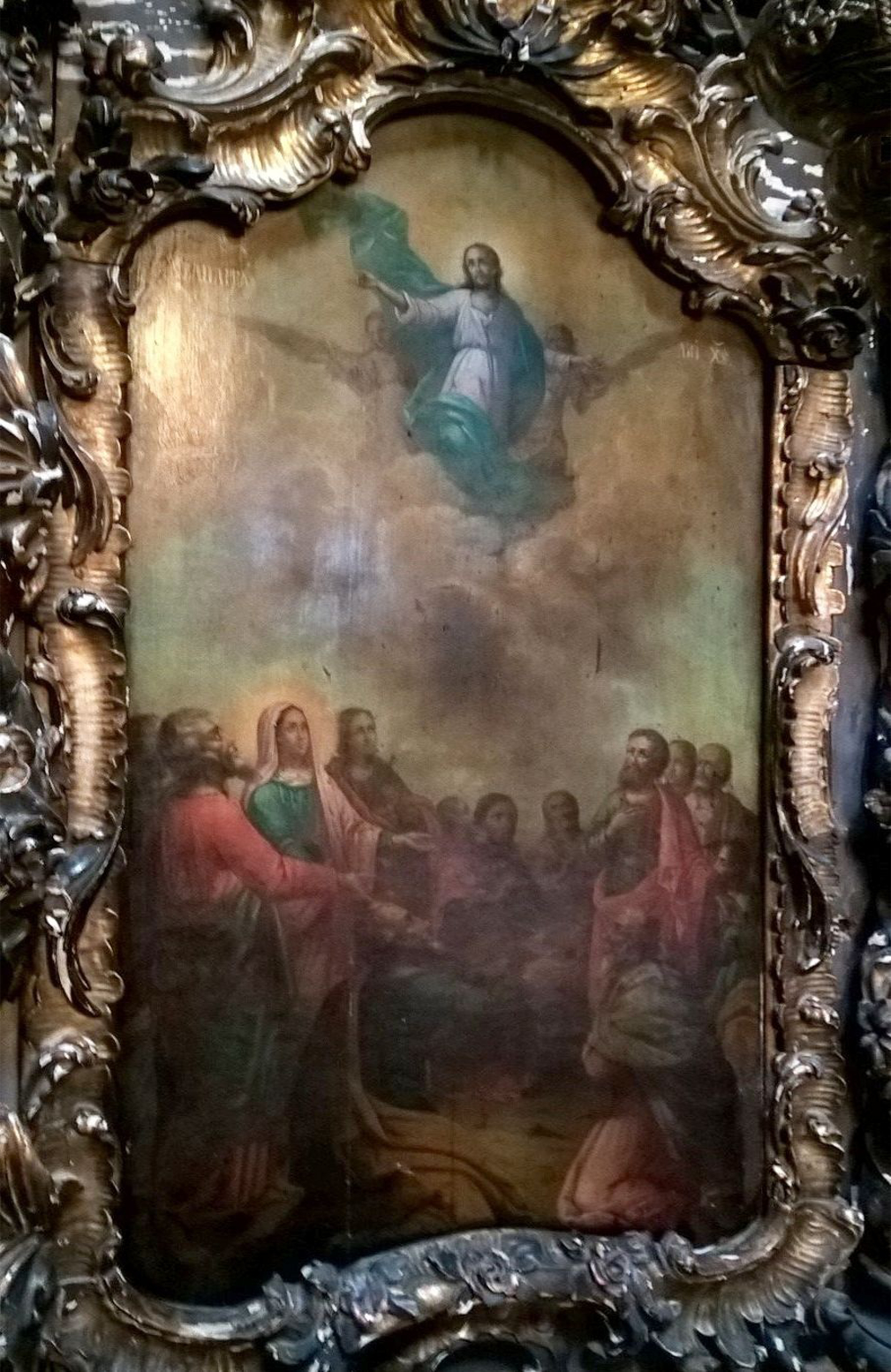
Înălțarea
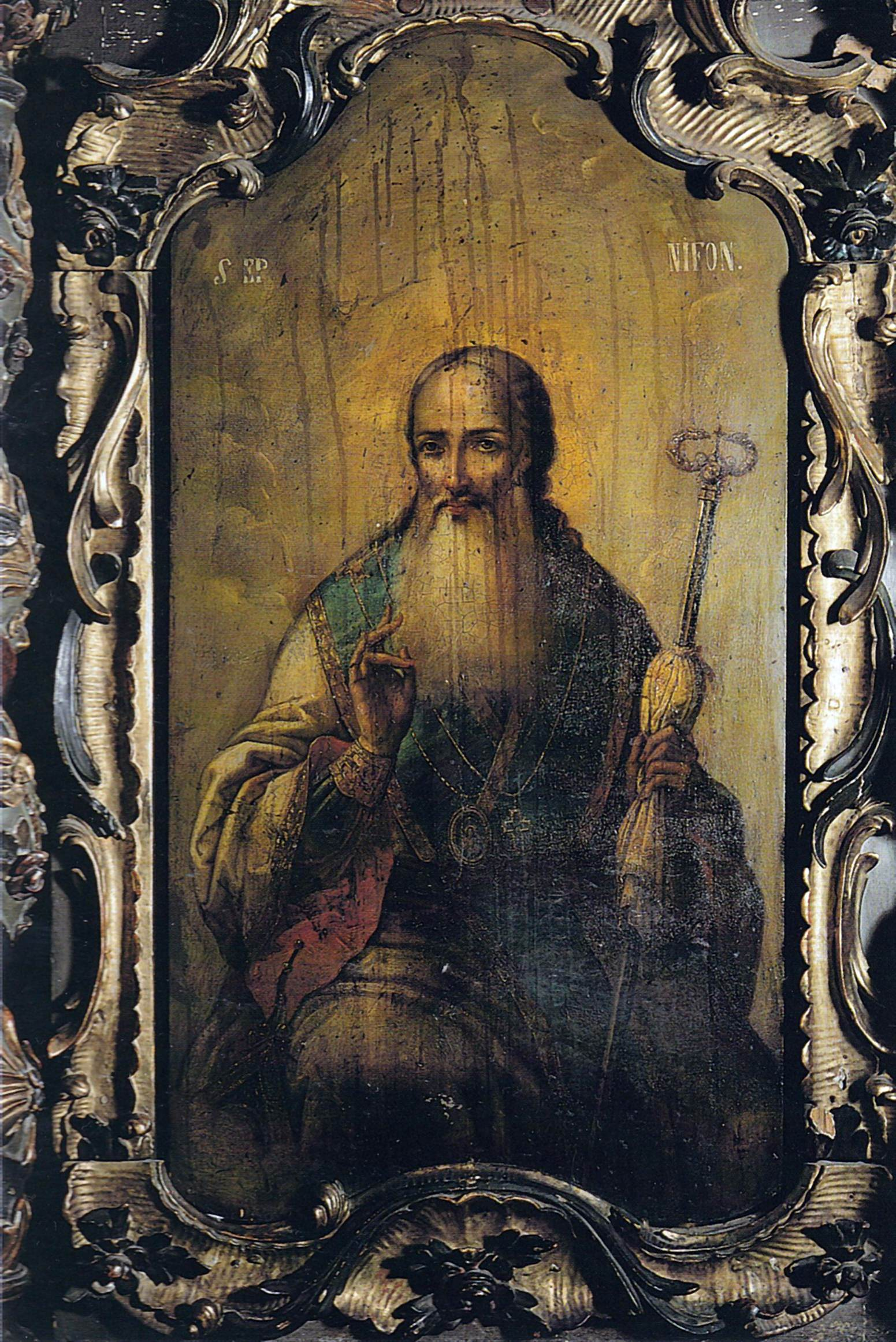
Sfântul Nifon

Icoanele aflate sub icoanele împărătești de la Mănăstirea Zamfira
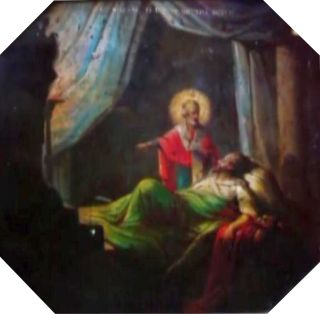
Ajutați wikipedia și găsiți numele picturilor - (?)
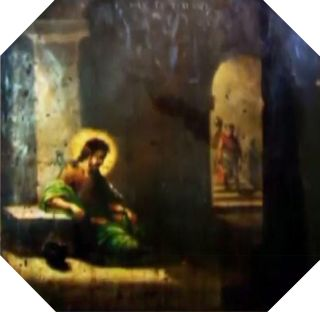
... (?)
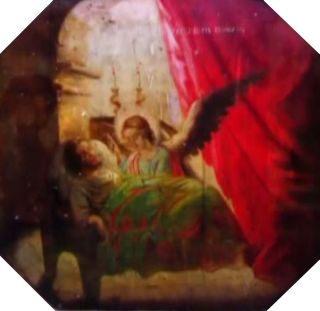
... (?)
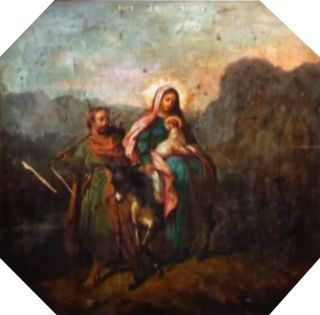
Drumul de la Betleem spre Egipt
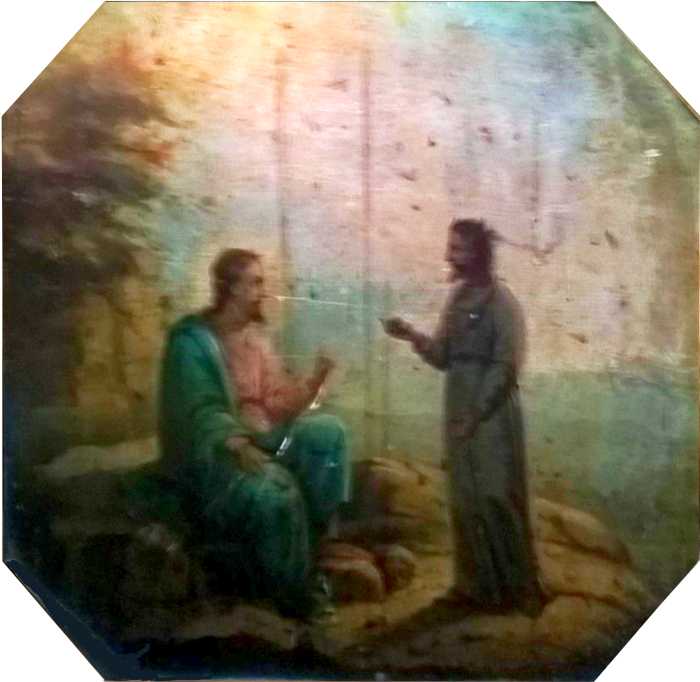
... (?)
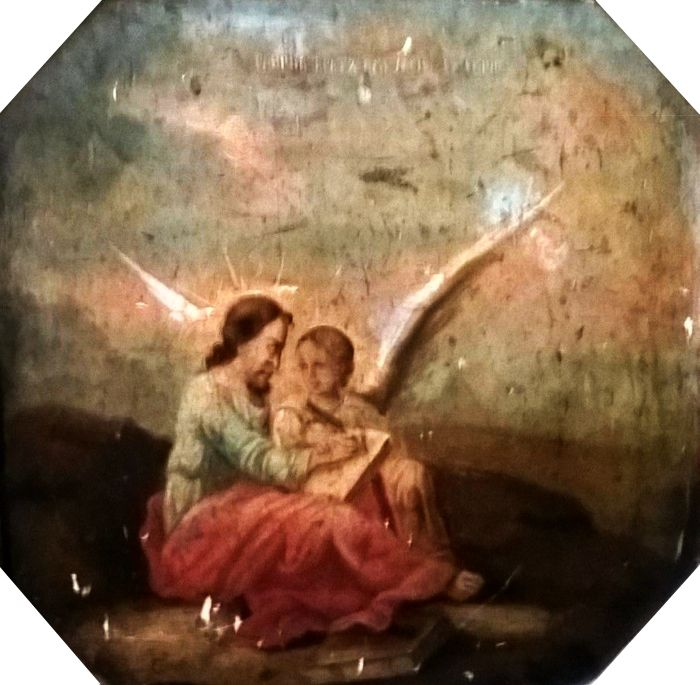
... (?)
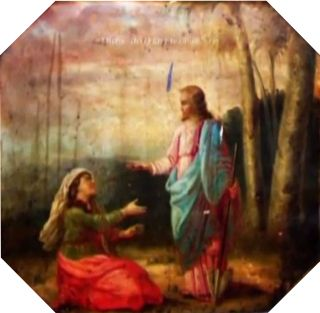
... (?)
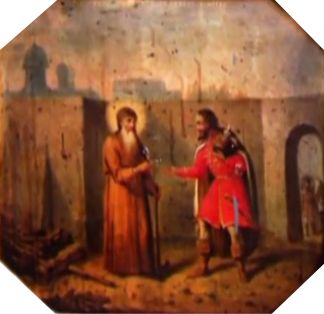
Radu cel Mare și Sfântul Nifon

Icoanele împărătești au fost executate, toate, în același an - 1857. Cu siguranță, și celelalte icoane aflate dedesubtul acestora sunt opera lui Grigorescu, deoarece acestea amintesc de icoana Sfântului Spiridon de la biserica Sfântului Alexa din București. George Oprescu a considerat că ținând cont de sporul de experiență pe care Grigorescu l-ar fi acumulat la pictarea Zamfirei, ar fi dus la realizarea icoanei de la Alexa, fapt care s-ar fi produs cu siguranță imediat după terminarea picturilor catapetesmei de aici. Tot Oprescu a opinat că fratele pictorului, Gheorghe Grigorescu, nu ar fi avut nicio contribuție artistică la Zamfira.
Semnificative pentru Zamfira, au rămas cele zece fragmente tăiate din praporul de mătase al bisericii și mai ales așa-numitul Epitaf de la Zamfira, toate, astăzi, aflându-se la Galeria Muzeului Național de Artă al României. Cele zece fragmente din praporul bisericii conțin scene din patimile lui Isus, precum și cei patru evangheliști. Alexandru Satmari a montat pe carton fragmentele după cum urmează: Ghetsemani, Isus în fața lui Caifa, Isus înaintea lui Pilat, Batjocorirea, Biciuirea lui Isus, Răstignirea, Tăgăduirea lui Petru și chipurile lui Ioan, Luca și Matei.

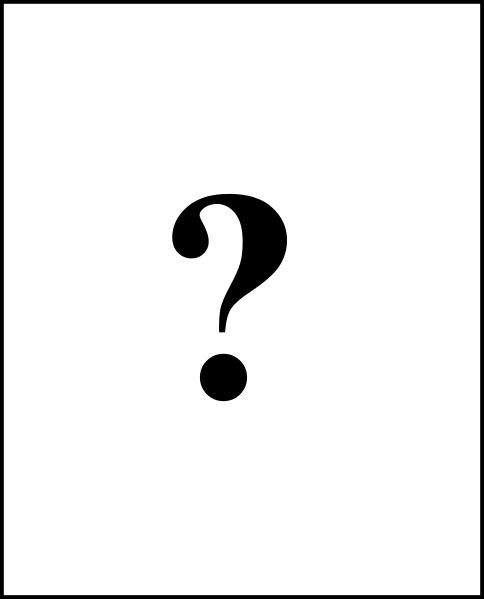
Praporul Mănăstirii Zamfira (zece fragmente) - la Muzeul Național de Artă al României - (ajutați Wikipedia și găsiți imaginile)

Cum, praporul este folosit în procesiuni religioase rarisime, el fiind arătat credincioșilor doar în împrejurări speciale, acesta trebuie să iasă în evidență mai ales prin colorit decât printr-o precizie a desenului. Astfel, Grigorescu a pus accentul în scenel pictate pe vibrația puternică a tonurilor pe care le-a îmbinat genial în armonii sonore care să fie vizibile de la distanță. Realizarea praporului este în stilul folosit la icoanele de la Băicoi, cu marea deosebire că aici a abordat o simplificare a formelor a cărei țintă a fost de natură estetică. În toate cele zece lucrări, veșmintele sunt ample și au falduri pe care zboară liniile curbe, similar draperiilor din picturile de factură barocă. Coloristica este intensă, cu verde, cu roșu, cu roz-violaceu, cu griuri-albăstrui și cu brunuri luminoase sau sumbre, toate așezate cu trăsături de penel energice pentru a da impresia de viață ritmului cromatic. Prin această abordare, transpare o înțelegere și asumare de către artist a propriilor însușiri pe care le-a etalat într-o operă total diferită de a altora, care ar fi recurs la uscatele tipare tradiționale.
Realizarea acestui deziderat s-a întrupat fără nicio urmă de îndoială în Epitaful de la Zamfira. Privind realizările pictorului la Mănăstirea Agapia, în special icoanele de la catapeteasmă, nu se constată o schimbare în comportamentul de executant, ci doar o accentuare a concepției neoclasice și o perfecționare a unui stil pe care l-a mai folosit până atunci, inițial cu timiditate și stângăcie și mai apoi din ce în ce mai stăpân pe sine. Epitaful apare prin comparație, ca un ecou al trecutului, o inspirație datorată vechilor noștri iconari, care-și face auzit mesajul pentru ultima oară în opera lui Nicolae Grigorescu. Comparând cele două stiluri practicate la Zamfira și la Agapia, se poate spune că Agapia este superioară în execuție, dar mai puțin spontană, mai puțin sinceră și mai săracă în conținutul uman. Pictura murală de la Agapia  vorbește prea puțin despre aspirațiile, sentimentele și sufletul artistului. Același fenomen se produsese și la icoanele din catapeteasma Zamfirei, dar acolo acest lucru era mai puțin manifest.
Lucrările de pictură religioasă au devenit acum tablouri și nu icoane; pe artist nu l-a mai interesat subiectul înfățișat, ci execuția. Epitaful de la Zamfira este o lucrare de mari dimensiuni realizată pe mătase albastră. Astăzi ea a fost lipită pe carton într-un mod similar praporului. Compoziția se desfășoară în jurul mormântului lui Isus aflat amplasat central în mijlocul unui peisaj sugerat de două turnuri roșiatice, unde ucenicii vor să coboare trupul răstignitului întins într-un giulgiu. Astfel, în jurul lui Isus sunt înfățișați Iosif din Arimateea, Maria lui Iosif, Ion, Fecioara Maria, Salomeea, Magdalena, Maria lui Iacob și Nicodim. Se constată o atitudine severă a personajelor, ele având trupurile modelate parcă dintr-o materie solidă, greu de pătruns, ce amintește de piatra policromă sépulcres care se întâlnește adeseori la operele sculptorilor medievali din Apusul Europei. Figurile sunt hieratice, fiecare din ele exprimând durerea despărțirii. Compoziția este fără doar și poate, împrumutată din iconografia ortodoxă, ea nefiind proprie lui Grigorescu. Cromatica este nuanțată, echilibrată și caldă. Ea este perfect armonizată în jurul unei palete de roșu ce-i aparține cu siguranță. Vestimentația pe dominantă roșie pâlpâie ca o flacără în jurul mortului, ea trecând de la roz întunecat până la la violaceu sau roșu vișiniu.
Este evident că pentru realizarea unei astfel de instrumentații cromatice se cerea din partea artistului însușiri speciale și o stăpânire remarcabilă a penelului.  Transpare din această lucrare o mulțumire a autorului care derivă nu numai din tehnica prodigioasă pe care o stăpânea, ci mai ales din revelația apropierii de libertatea creației, absolut necesară în exprimarea sentimentelor umane integrate în priveliștea lumii înconjurătoare. Concluzia Epitafului este că, prin iconografie și sentiment el duce privitorul spre trecut, iar prin îndrăzneala facturii de natură romantică, prin tușă și culoare, Epitaful a profilat evoluția strălucitoare de mai târziu a artistului.

### Mănăstirea Agapia
„Trei ani frumoși în acest loc retras, al cărui nume înseamnă iubire. Toată întârzierea, toată vremea asta de așteptare, petrecută în ruga cea mai curată a muncii, s-ar zice că e un noviciat — o pregătire a sufletului pentru a putea intra în tainele artei. Pentru istoricul picturii noastre bisericești — când se va scrie odată această istorie — biserica Sfinții Voievozi de la Agapia va fi ca un larg și luminos limpeziș de câmp, după o îndelungată rătăcire prin codru. Un curent de aer sănătos străbate și în arta noastră religioasă. Sfinții lui Grigorescu sunt vii, omenește vii, și destul de sfinți prin expresia de bunătate, de îndurare și de evlavie pe care pictorul a știut să le-o dea, fără să-i desfigureze, fără să-i bizantinizeze prea mult, înțelegând instinctiv că un sentiment ceresc nu poate decât înfrumuseța o figură omenească. De altfel, încă de pe atunci el nu lucra decât având înaintea lui un model viu, care să-i dea figura și atitudinea cerută. Pentru sfântul Gheorghe de pe una din dverele altarului i-a pozat profesorul de la Iași, Miltiade Țoni — un tip de frumusețe; pentru Maica Domnului, cutare femeie din Filioara; băiețașul unui dulgher — pentru copilul Isus; iar cutare măicuță, uitată de vremi, slabă, cocoșată și zbârcită ca un hrib, cată azi cu jale la sfânta Varvara, își vede tinerețea ei acolo, aidoma gura și ochii ei de-acum cincizeci de ani, și zice oftând: "Mare dar ș-aista, Doamne. Eu am să fiu oale și ulcele, ș-aici... tot așa am să stau"...”—Alexandru Vlahuță: Pictorul Grigorescu, text original la wikisursă Capitolul III AGAPIA, București, 1910

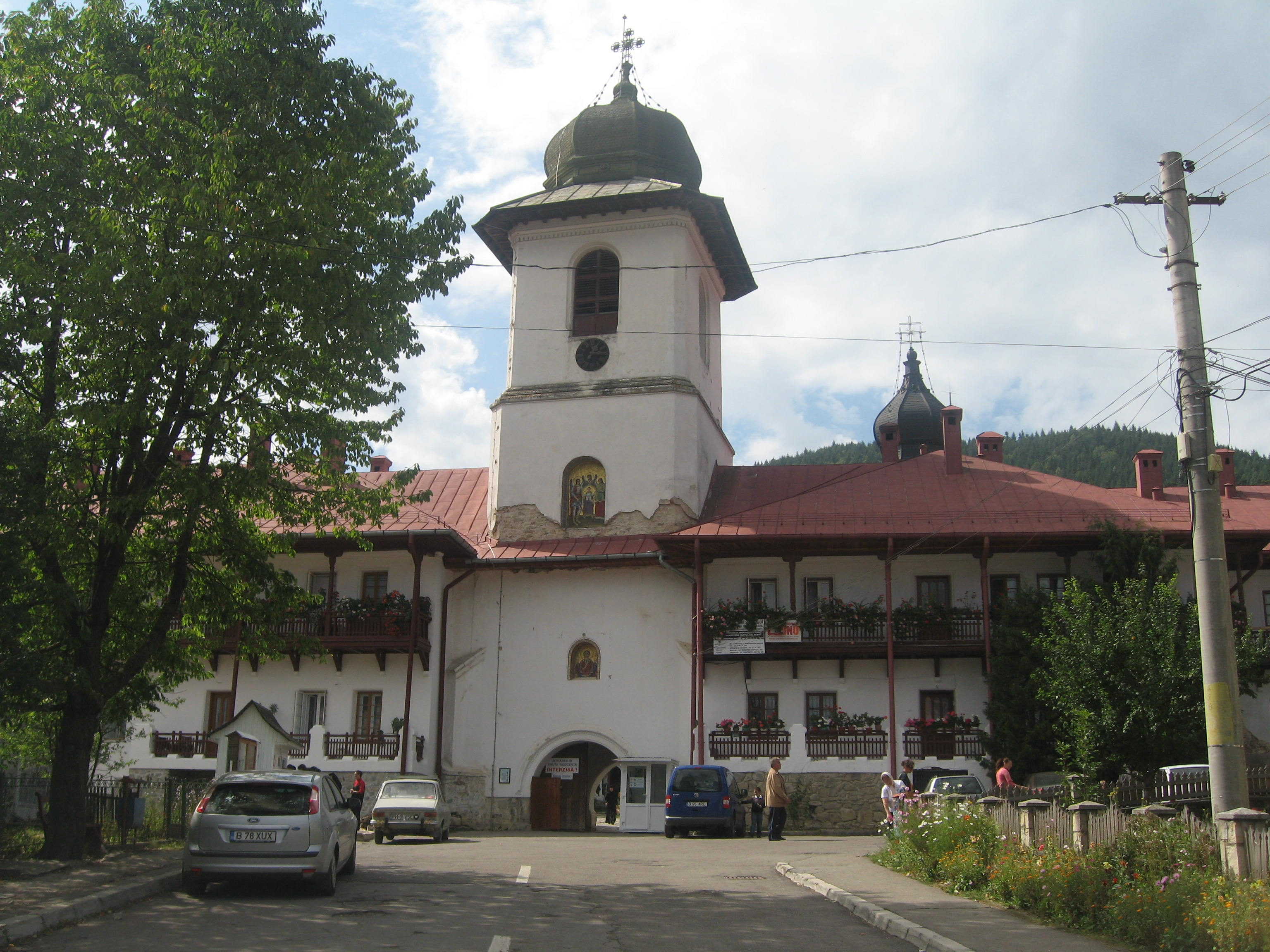
Mănăstirea Agapia

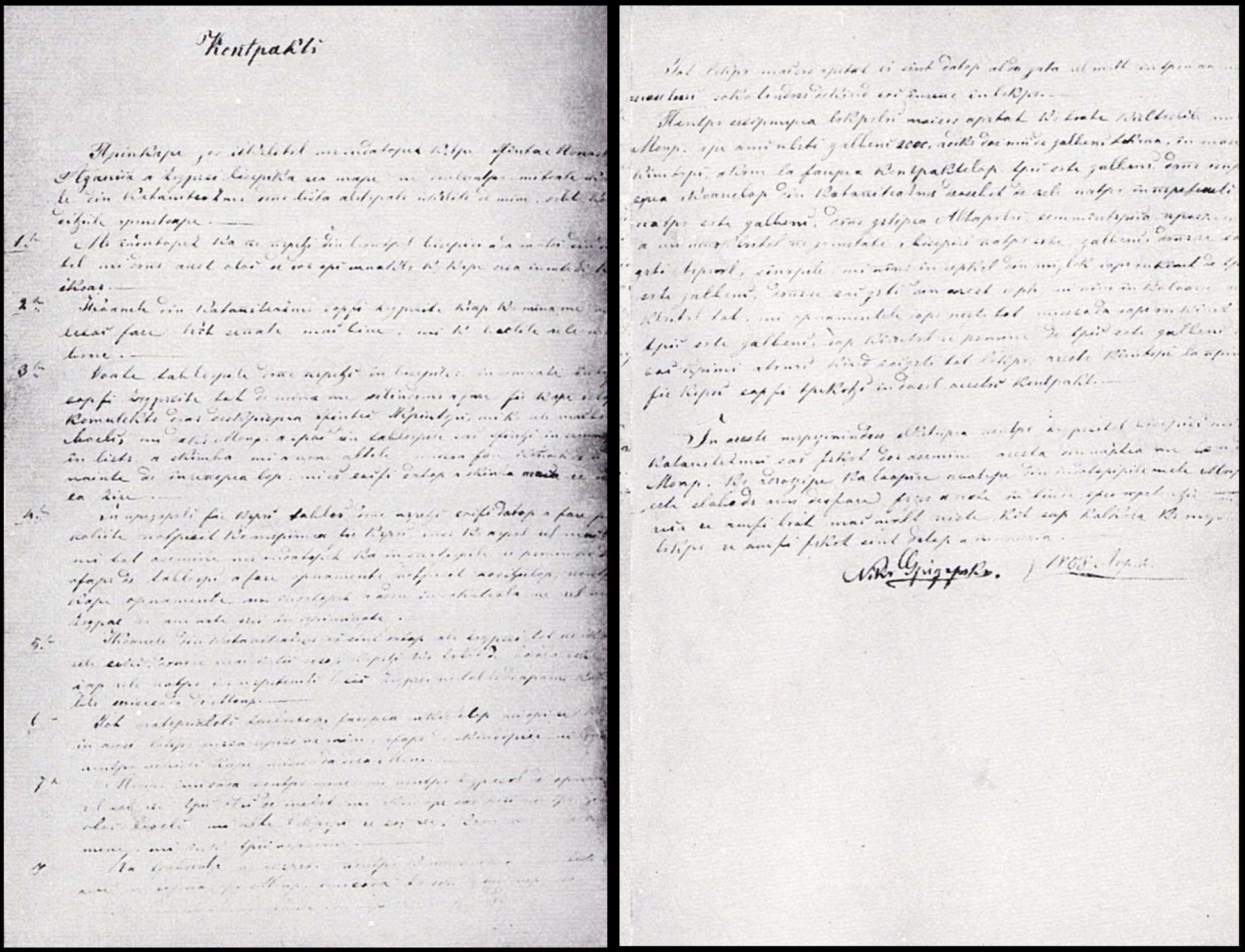
Contractul pentru zugrăvirea bisericii - 2 aprilie 1858

În data de 2 aprilie 1858, Nicolae Grigorescu a semnat contractul pentru zugrăvirea bisericii de la Mănăstirea Agapia. La originea acestui demers a fost întâlnirea pe care a avut-o artistul cu călugărul Isaiia Piersiceanu la Mănăstirea Zamfira, acolo unde lucrările de execuție a picturilor murale erau pe sfârșite. Acesta era un călugăr de la Mănăstirea Neamț, un „... om umblat, cărturar și vioi în povestirile lui”, un om de lume care avea mult timp liber prin simplul fapt că viața monahală pe care o ducea era una abordată într-un mod foarte personal. Prin felul său de a fi, era o figură caracteristică a acelor vremuri în care laicizarea  de tip apusean era un fenomen care se derula cu rapiditate.  Iasaiia Piersiceanu amintește erudițiilor cunoscători ai istoriei culturii moldovenești de la mijlocul secolului al XIX-lea, de călugărul Scarlat Vîrnav,  care era și el un monah amestecat în cele lumești, un boier și un mare amator de artă, din donațiile căruia s-a fondat de fapt Pinacoteca din Iași.
Prin contactul pe care Nicolae Grigorescu l-a avut la Mănăstirea Zamfira cu Isaiia Piersiceanu și prin povestirile pe care acesta din urmă i le-a spus despre țările îndepărtate, monumente și muzee, artistul a luat hotărârea ca împreună cu Isaiia să întreprindă o călătorie în Apusul Europei. Astfel, în toamna anului 1857, cei doi au plecat precipitat de la Zamfira la Mănăstirea Neamț pentru ca Isaiia să primească încuviințarea a acestui demers de la autoritățile monahale de acolo. În acest fel, Grigorescu nu a terminat pe deplin lucrările de la Zamfira, iconostasul rămânând până în ziua de astăzi nedefinitivat în totalitate. Cum au ajuns la Mănăstirea Neamț, Piersiceanu a căzut grav bolnav și tot proiectul imaginat de cei doi la Zamfira a rămas nerealizat.
Biograful pictorului, George Oprescu, a afirmat că Portretul lui Isaiia Piersiceanu a fost realizat în anul 1857 la Zamfira, cam o dată cu icoanele iconostasului. Acest tablou a rămas istoriei ca un document prețios al primei prietenii de tinerețe. Portretul ocupă o poziție importantă în opera lui Grigorescu, deoarece el este unul din primii pași pe care i-a făcut pe drumul magistralelor realizări în domeniul portretisticii de mai târziu.

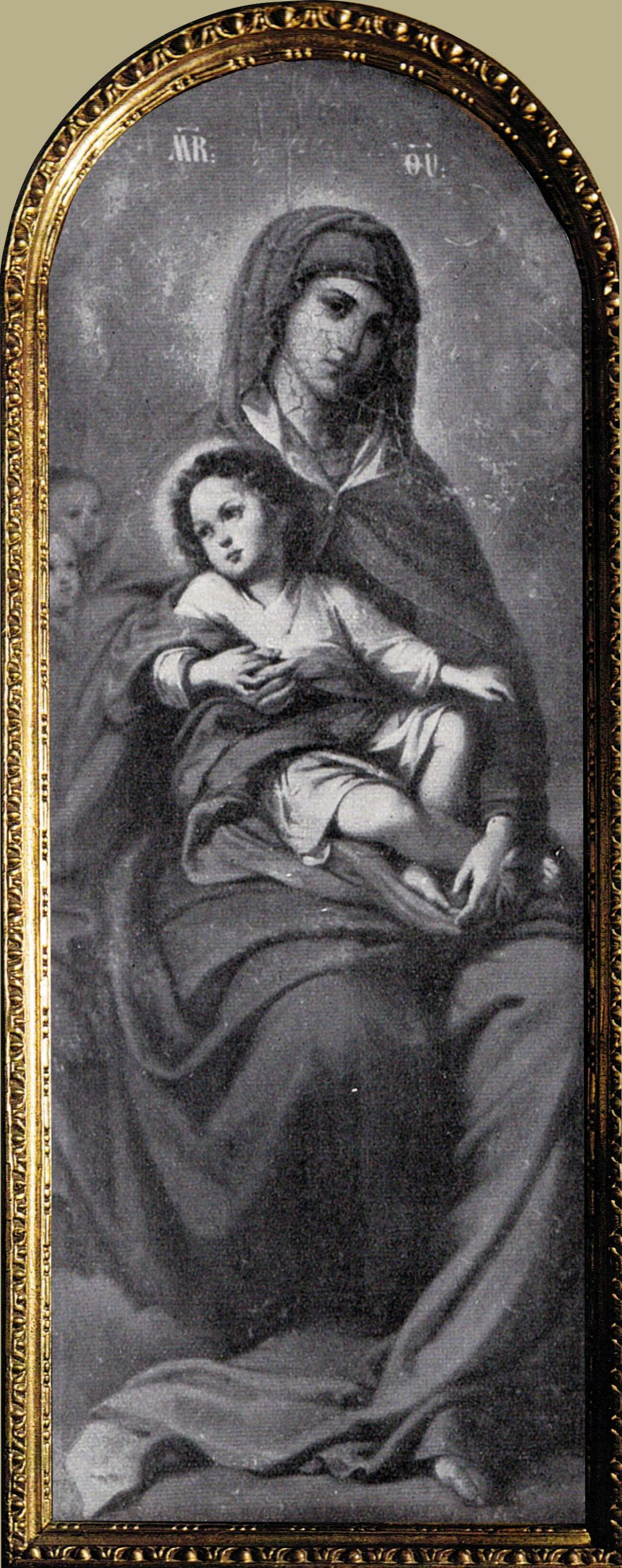
Maica Domnului - a/n

Sfântul Gheorghe

Altfel stau lucrurile cu Autoportretul de tinerețe pe care și l-a făcut Nicolae tot în acea perioadă. Viziunea execuției este mai directă. Ea având accente lirice, este strâns legată de formele tradiționale ale clasicismului. Lucrarea este încântătoare prin grația sentimentului afișat, ca și printr-un meșteșug care printr-o inabilitate salvatoare, vorbește clar și sfios de o confesiune juvenilă. Tabloul i-a fost foarte drag artistul, drept pentru care l-a păstrat în colecția sa personală până la momentul decesului său de la Câmpina. Prin comparație cu alte portrete realizate de către Constantin Lecca, Mișu Popp sau Gheorghe Tattarescu, care se foloseau de scheme verificate care aduceau sclipire unor astfel de lucrări, dar care în final au rămas doar ca documente ale unor societăți dispărute, Autoportretul lui Grigorescu și-a păstrat după atâta timp de la momentul creației sale, tinerețea adolescentină plină de toate incertitudinile și naivitățile ei.
Ajuns la Mănăstirea Neamț, Nicolae Grigorescu l-a cunoscut pe Iosif Gheorghian, care i-a devenit pentru o vreme prietenul și sfătuitorul său, în special după îmbolnăvirea lui Piersiceanu care a plecat, după unele surse bibliografice, la Muntele Athos fiind convins că nu se va mai însănătoși. Cu Gheorghian, Nicolae a luat lecții de limba franceză și a studiat un ghid al Parisului. Într-o chilie a mănăstirii a găsit o culegere de stampe după lucrări celebre. Artistul a realizat câteva copii, care se află astăzi în muzeul Mănăstirii Agapia: două compoziții după Poussin și Madona Sixtină după Rafael. Prin dimensiunile sale, prin calitatea tehnicii de execuție a chipului lui Iosif, Fuga din Egipt după Auguste Chauvin și litografiată inițial de Karl von Fischer,[L] se afla la Mănăstirea Neamț. Lucrarea a fost concepută în spirit apusean. Grigorescu a pictat în această perioadă mai multe icoane, pe care le expunea în vitrina unei dughene din Piatra Neamț. Una din icoane[M] i-a plăcut foarte mult maicii Tavefta Ursache, care era stareță la Agapia. Ca urmare, i-a dat lui Nicolae comanda de zugrăvire a bisericii de la Agapia. Datorită prețului considerabil al proiectului, Grigorescu a acceptat imediat, deoarece încasarea contravalorii lucrărilor îi dădea independență financiară și putea să plece liniștit la studii.
Contractul pentru zugrăvirea bisericii de la Agapia a stabilit foarte amănunțit toate detaliile, pornind de la cum vor fi pregătiți pereții cu „... oloiu din destul și după acest oloiu de două ori șpaclu cu care se va netezi ca icoana”, la catapeteasmă care „... va fi zugrăvită chiar cu mâna mea ca și toate tablourile după pereți în biserică, însemnate pe listă”.

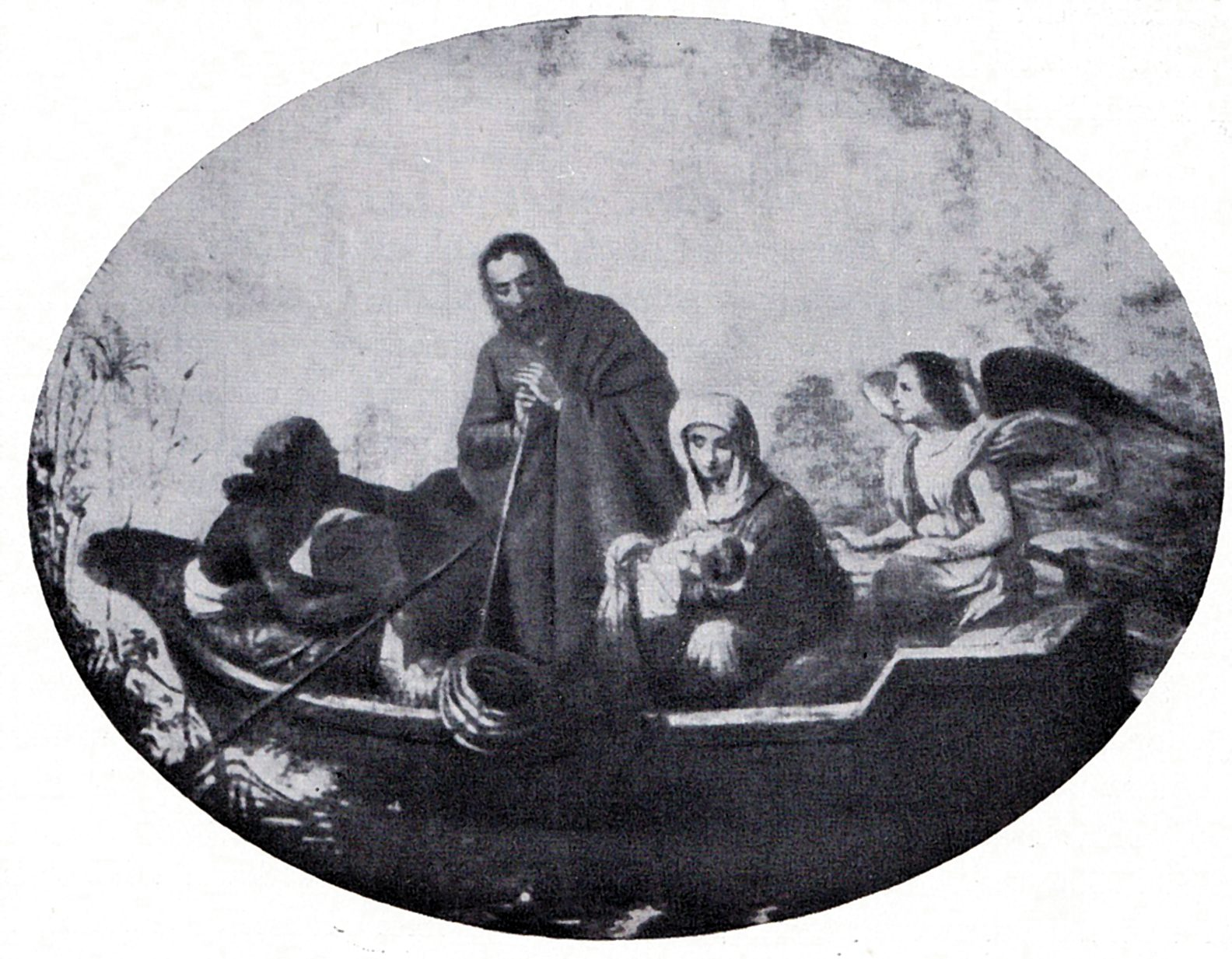
Fuga din Egipt - copie după Auguste Chauvin

Prin contract, Nicolae se obliga „... a face fiecare istorie completă după descrierea Sfintei Scripturi și a accepta orice schimbări în programul decorației, la cererea mănăstirii, sub rezerva de a fi anunțat din vreme, adică înainte de începerea lucrului”. Tot prin contract lui Nicolae îi revenea sarcina de a-și aduce trei ajutoare ale căror nume nu au fost menționate. Desigur, una din ele era Gheorghe Grigorescu,[N] fratele său, al doilea era un zugrav de ornamente „... cel mai bun... ce am putut găsi în Principate”[N] și despre al treilea nu se știe nimic. Prin contract se stipula ca zugrăveala bisericii să fie terminată în cel mult un an și jumătate, adică înainte de sfârșitul anului 1859. Pentru aceasta Grigorescu urma să fie plătit cu suma de 2000 de galbeni, valoare în care intra costul materialelor și plata tuturor ajutoarelor sale.[O] Nicolae Grigorescu a povestit el singur despre cum lucra la Agapia:
„"Toată noaptea visam numai îngeri și scene religioase. Erau zile când tot ce făceam, tot ce făcusem mi se părea trist, fără viață, fără armonie, și atunci îmi venea să las toate baltă și să plec în lume. Intra o rază de soare, și deodată se lumina și biserica, și sufletul meu.
Pe-atunci noi n-aveam nici un fel de orientare în artă. Era o carte veche, cu slove chirilice, care ne da rețete de la Muntele Athos pentru prepararea colorilor și câteva lămuriri despre vârsta, îmbrăcămintea, viața și însușirile fiecărui sfânt. Atât. Încolo, făceam fiecare cum ne tăia capul. Și-n meșteșugul ăsta al nostru, când stai și migălești mult, mult la un lucru, de la o vreme nu mai știi ce faci. Nu mai vezi. De aceea, uneori lăsam bidinelele, ș-o luam razna peste munți, cu pușca la spinare. Umblam așa câte-o zi-ntreagă; și când m-apucam a doua zi de lucru, parcă eram alt om”.
---- Alexandru Vlahuță: Pictorul Grigorescu, text original la wikisursă Capitolul III AGAPIA, București, 1910

Influențe ale marilor maeștri apuseni în picturile lui Nicolae Grigorescu de la Mănăstirea Agapia
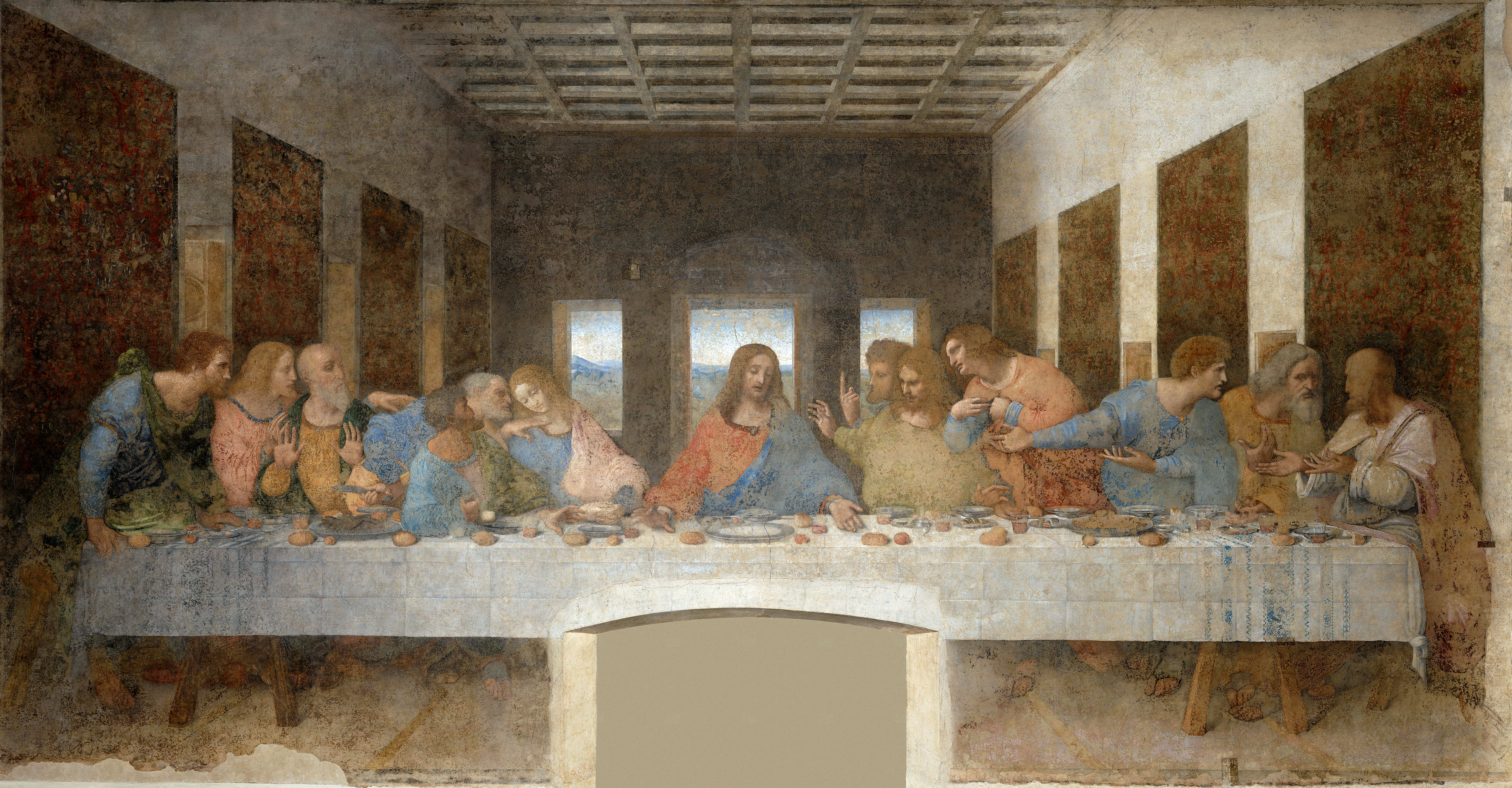
Cina cea de taină - de Leonardo da Vinci
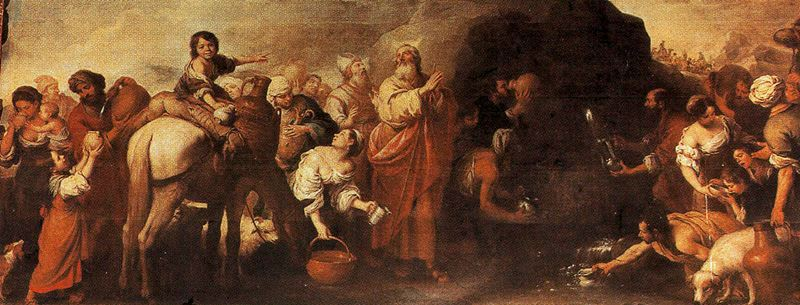
Moise dând apă evreilor în deșert - de Bartolomé Esteban Murillo
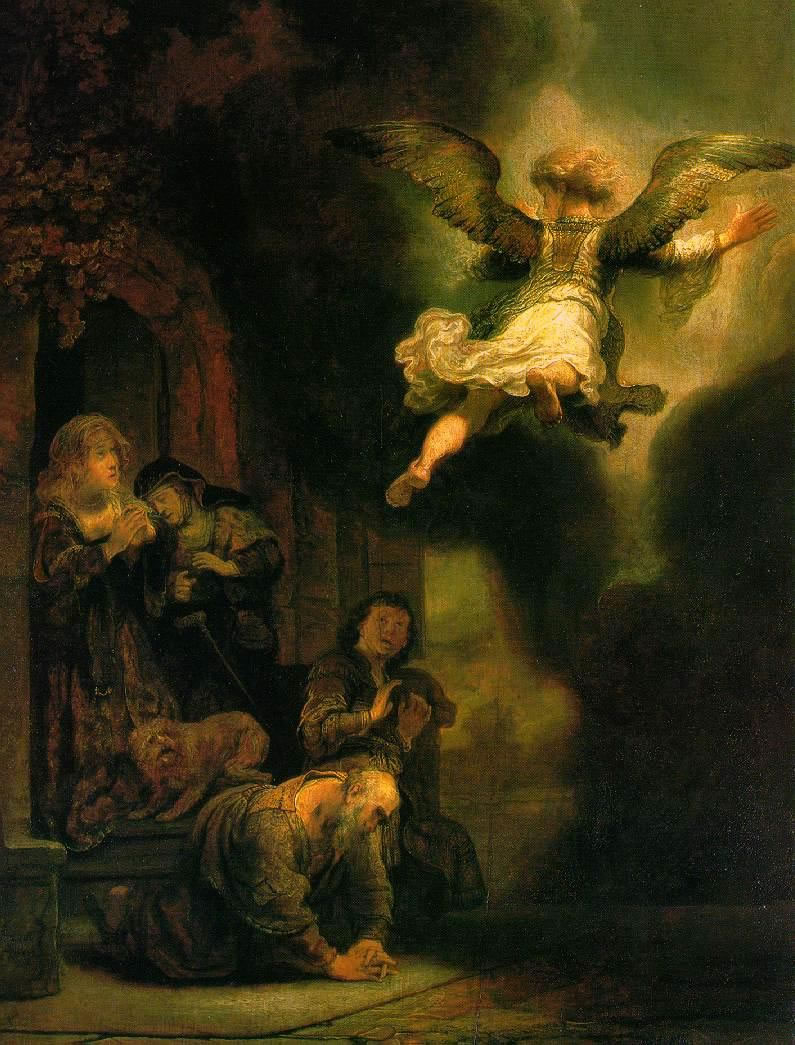
Îngerul părăsindu-l pe Tobias - Rembrandt

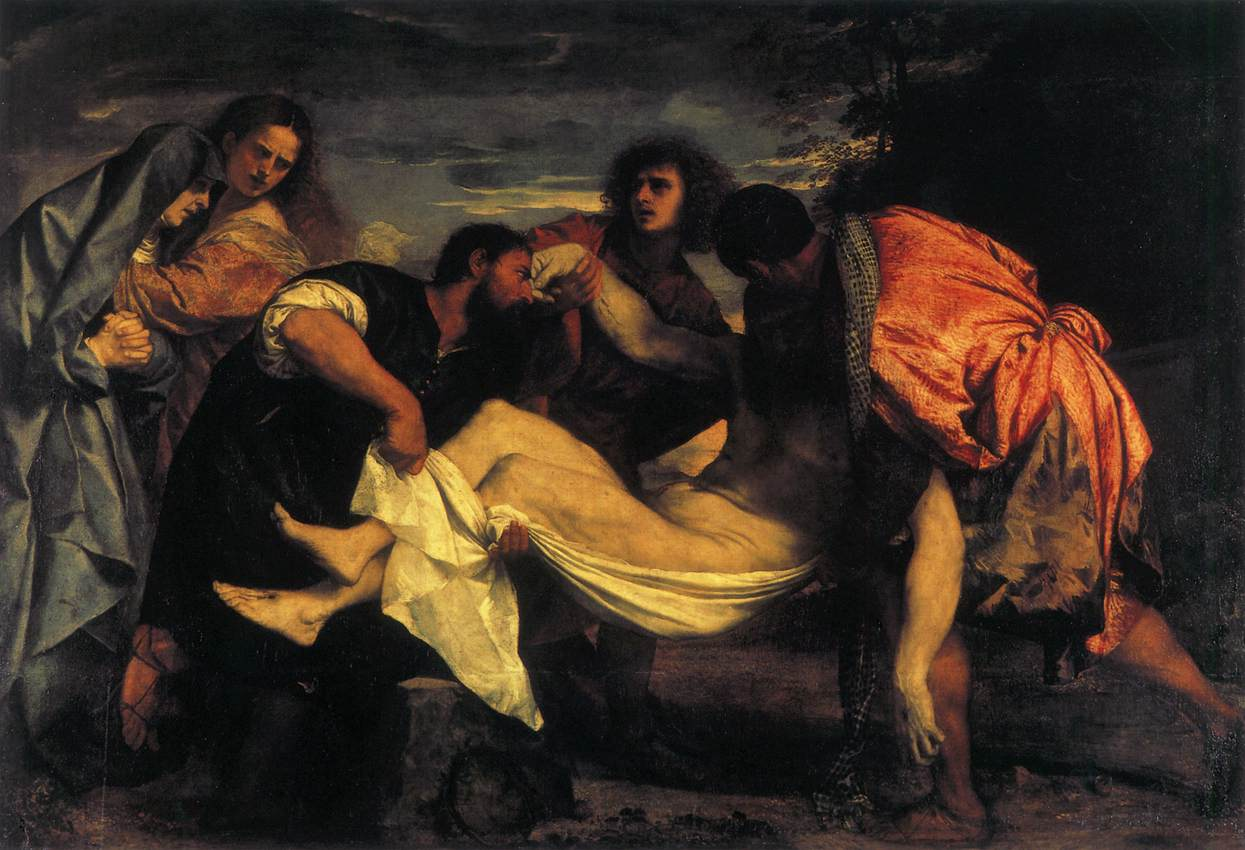
Punerea în mormânt - de Titian
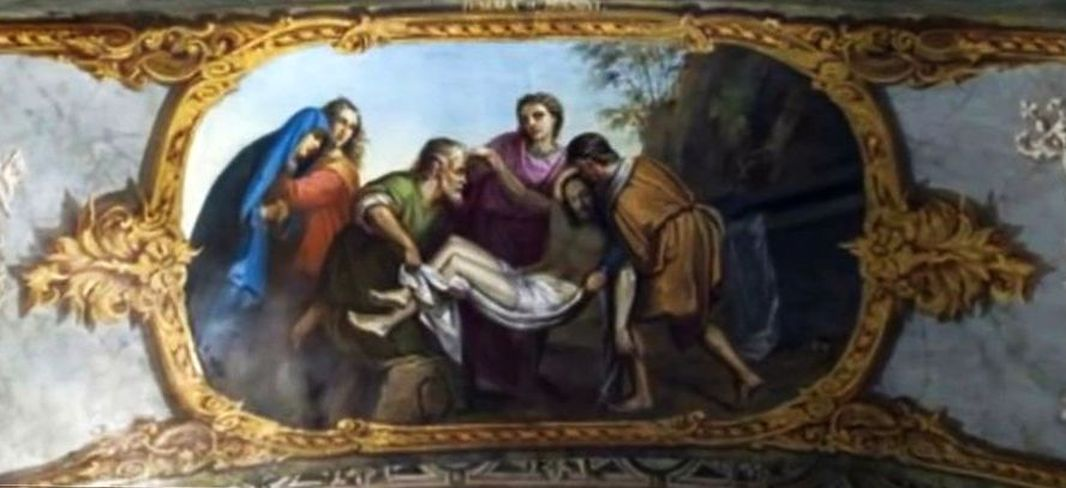
... - de Grigorescu
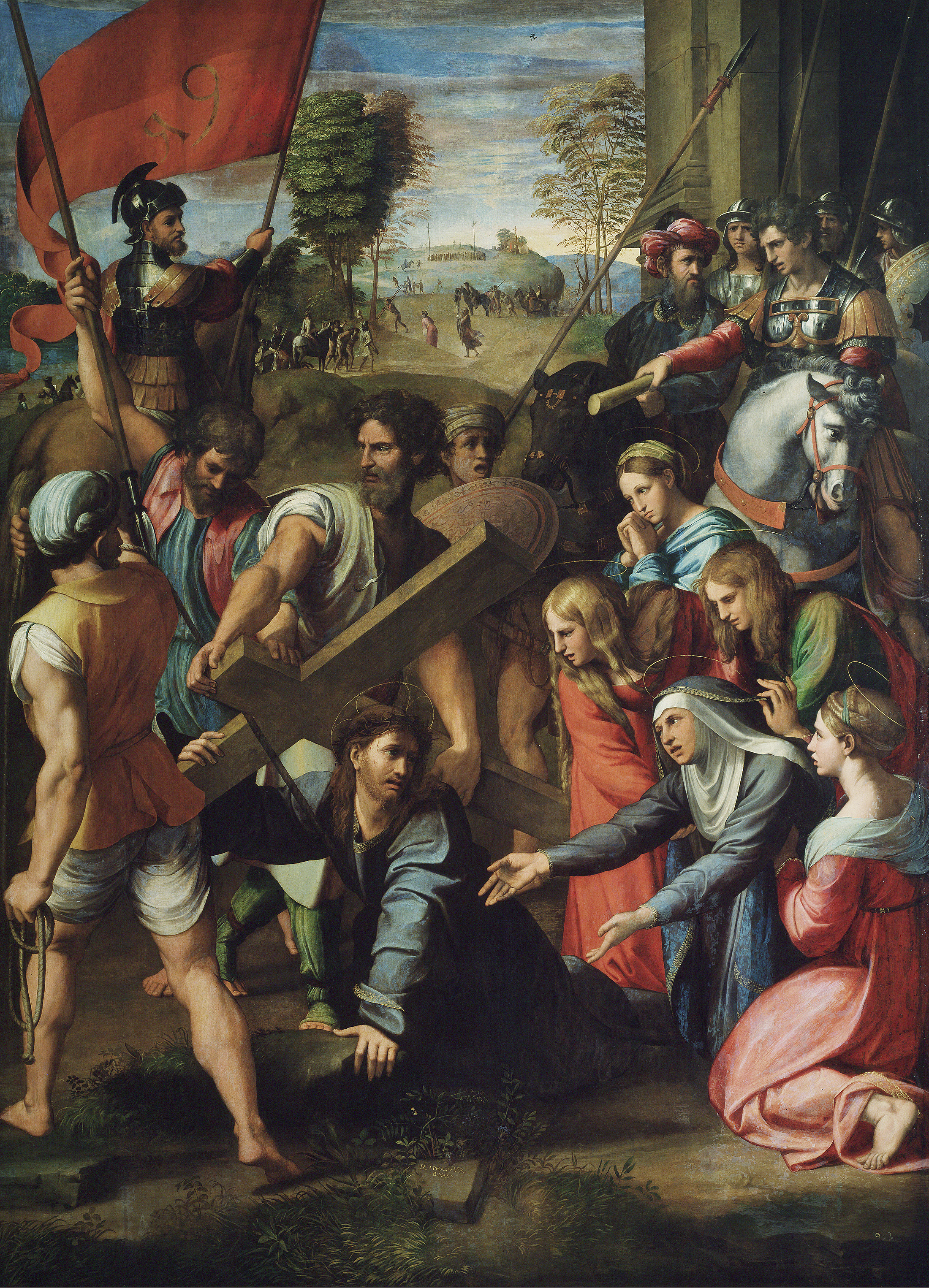
Drumul crucii - de Rafael
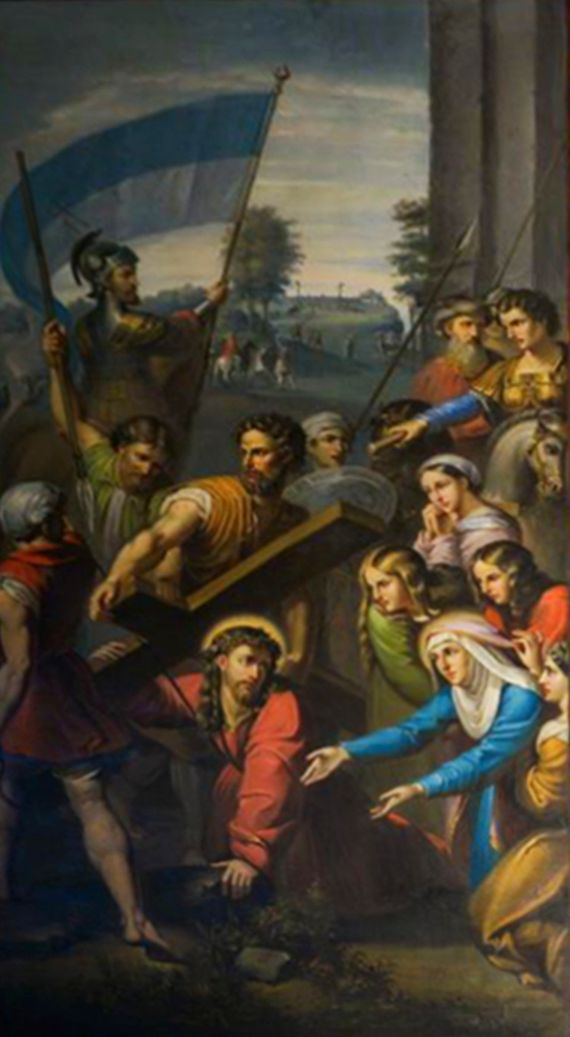
... - de Grigorescu

„Pictura de la Agapia — pictură murală în ulei — amintește, prin moliciunea liniei și prin căldura coloritului, factura maiștrilor italieni ai Renașterii, despre ale căror opere Grigorescu doar din auzite și din palide reproduceri de va fi știut ceva la vremea aceea. Dar cu siguranță că era înrudit cu ei. Da, între Grigorescu al nostru și între Tiziano, Leonardo da Vinci sau Andrea del Sarto erau legături de suflet, care sunt mai puternice decât cele de sânge. Prin sentimentul adevărului, care trebuie să fie același în toate timpurile și la toate popoarele, prin farmecul spontaneității, prin revelația pe care o dă împărtășirea directă cu natura, prin credința adâncă, aproape mistică, în puterea darului ce vine mai de departe și merge mai departe decât hotarele unei biete vieți omenești, prin acestea și prin multe alte neștiute legături, Grigorescu era frate cu uriașii aceia fără de asemănare din veacul de aur al artei creștine.”—Alexandru Vlahuță: Pictorul Grigorescu, text original la wikisursă Capitolul III AGAPIA, București, 1910

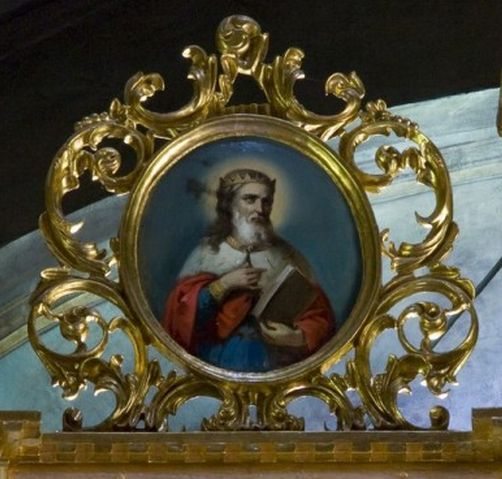
Proroc

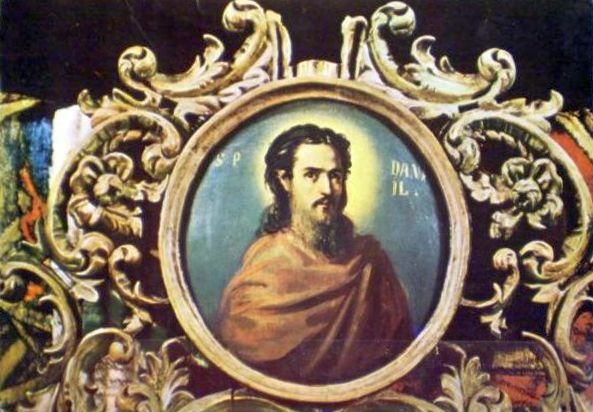
Prorocul Daniel - carte poștală - un posibil autoportret

Nicolae Grigorescu s-a inspirat în realizarea secenelor de la Agapia după operele unor mai maeștri europeni. Astfel, se poate vedea contribuția lui Titian în compoziția intitulată Punerea în mormânt care se află pe arcul care desprte naosul de pronaos. Contribuția lui Rafael cu Spasimo di Sicilia de la Muzeul Prado în compoziția Drumul crucii, precum și cea a lui Bartolomé Esteban Murillo cu a Moise dând apă evreilor în deșert. Rembrandt a fost subiect de inspirație cu Îngerul părăsindu-l pe Tobias. Multe altele ca Intrarea în Ierusalim, Ghetsemani sau Învierea lui Lazăr au fost făcute după alți pictori de factură neoclasică care nu au fost încă identificați. Multe au fost copiate ad-literam după gravurile, alb-negru, pe care le-a avut la dispoziție. Coloritul compozițiilor pe care le-a realizat nu putea să fie cunoscut de către artist prin intermediul gravurii, dar fără îndoială, gravurile l-au ajutat.
Zugrăvirea bisericii de la mănăstirea Agapia a durat mai mult decât contractul sau chiar artistul a putut să estimeze. Astfel, ultima tranșă de 250 de galbeni ca plata a contravalorii contractuale, s-a definitivat în data de 7 mai 1860, adică aproape la doi ani de la începerea lucrărilor. La această ultimă plată, raportul comitetului economic al mănăstirii către Ministerul Cultelor de la acea dată a menționat că „... deși n-au săvârșit în tot lucrul ce trebuia să fie gata mai înainte de primirea cîștului al 5-lea... prea puțin lucru a mai rămas, cu care au pus toată silința ca să-l săvârșească fără întârziere”.
Cum arhitectura bisericii a impus prin construcție o tâmplă mai înaltă decât cele care se regăsesc la bisericile muntenești, ordinea icoanelor nu a putut fi schimbată. Grigorescu a găsit soluția prin modificarea dimensiunilor, înălțând icoanele împărătești și desenând figurile în picioare, așa cum a mai făcut o dată în cazul icoanelor de la biserica din Băicoi. Astfel, iconostasul are pe axa lui de sus, de la crucea pe care este răstignit Isus, până aproape jos la ușile împărătești, o serie de opere care prin grija cu care au fost pictate și prin dimensiunile lor, atrag privirile: sub crucifix este Maria înălțându-se la cu ajutorul heruvimilor și al îngerilor, urmează mai jos Isus binecuvântând și mai jos Cina cea de taină într-o formă ovală, inspirată din opera a lui Leonardo da Vinci. În aceasta din urmă, stânga - dreapta, apar  apostolii care amintesc aproape toți de da Vinci, deosebirea față de opera lui Leonardo fiind faptul că doi dintre ei, printre care unul este Iuda, sunt despărțiți de ceilalți, fiind dispuși la capetele mesei, dincoace de ea.

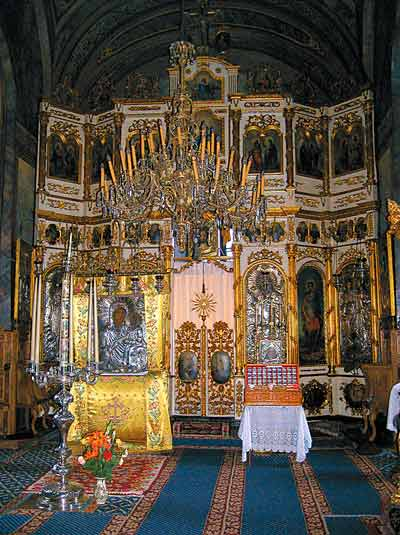
Catapeteasma bisericii
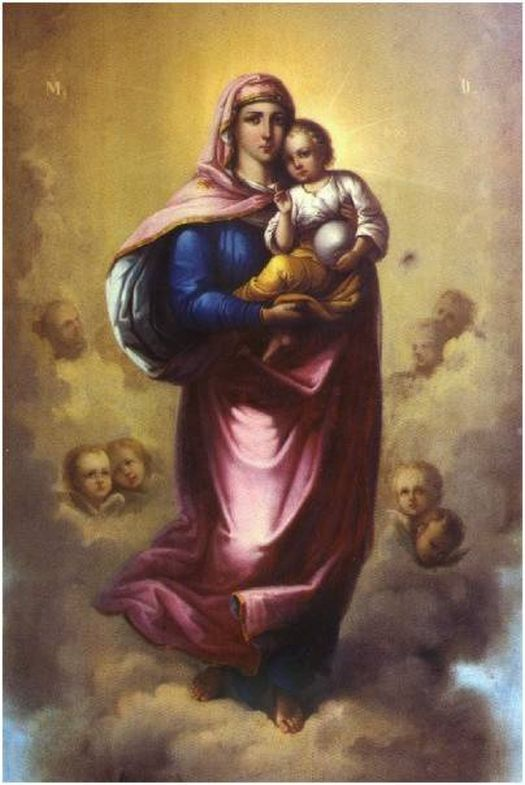
Maica Domnului
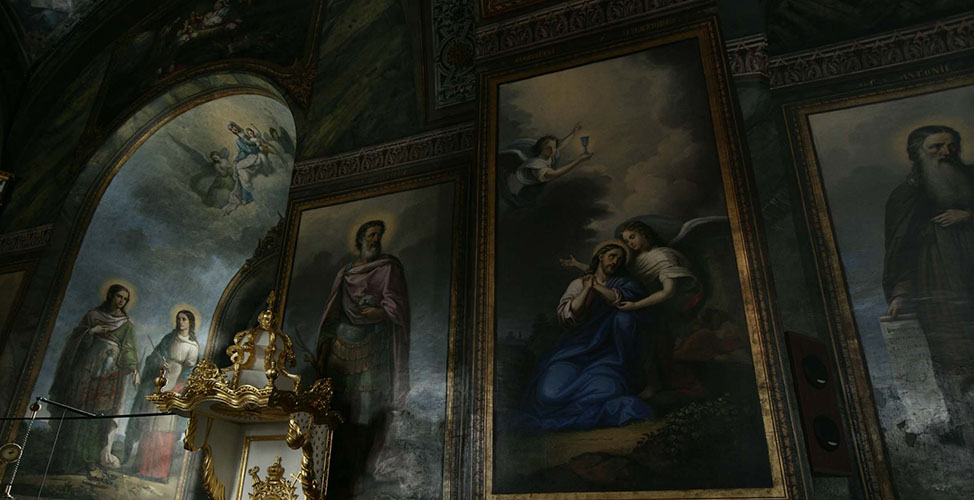
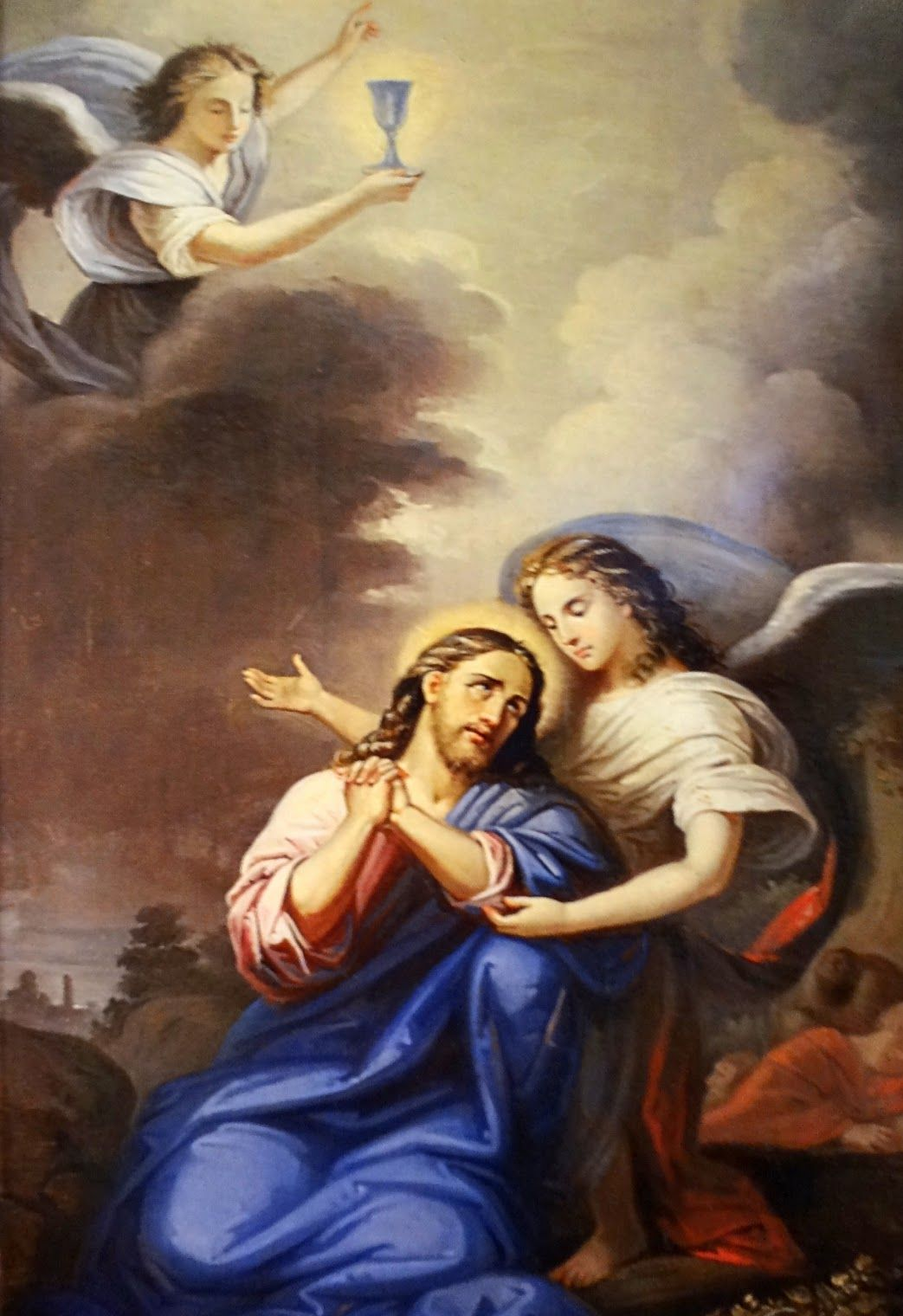
Ghetsemani
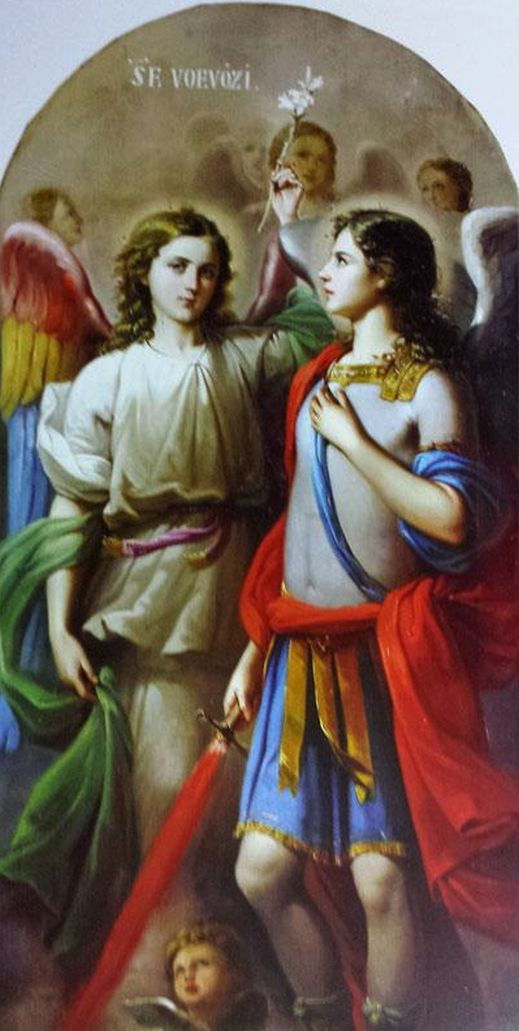
Sfinții Voievozi

Seria apostolilor așezați în partea de sus a catapetesmei, au fost cam neglijați de către Grigorescu. Cum ochiul nu-i poate urmări din cauza poziției prea înalte a lor, realizarea lor a fost mai neglijentă, astfel încât, câteva capete seamănă foarte mult, până aproape de a le confunda. Din acest motiv, se pare că artistul nu a vrut o individualizare a lor prin gesturi teatrale, iar draperiile atât de bine redate în icoana împărătească a Fecioarei, aici sunt dizgrațioase, greoaie, ele părând a fi făcute din stofe aspre, rebele, care nu parcă nu vor să se mlădieze. Nici proporția brațelor nu este una naturală, fapt care duce la o deformare datorată înălțimii  la care sunt văzute. Opozant acestor apostoli, este de remarcat realizarea remarcabilă a Sfinților Luca și Pavel. În partea de sus a catapetesmei mai sunt așezate chipuri de proroci, așa cum este prorocul Daniel care a fost considerată de către unii analiști ca fiind un autoportret al artistului. Ipoteza nu are însă o susținere solidă din cauza asemănării a aproape tuturor sfinților tineri pe care Grigorescu i-a zugrăvit. Cele mai bune realizări de la Mănăstirea Agapia sunt Maica Domnului, Sfinții Arhangheli, Sfântul Gheorghe, Ioan Botezătorul și Isus de la icoanele împărătești.

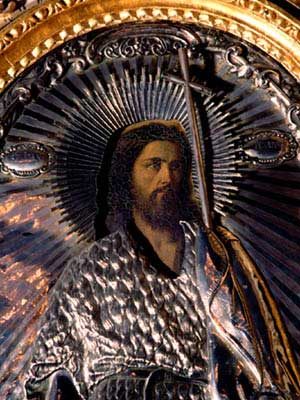
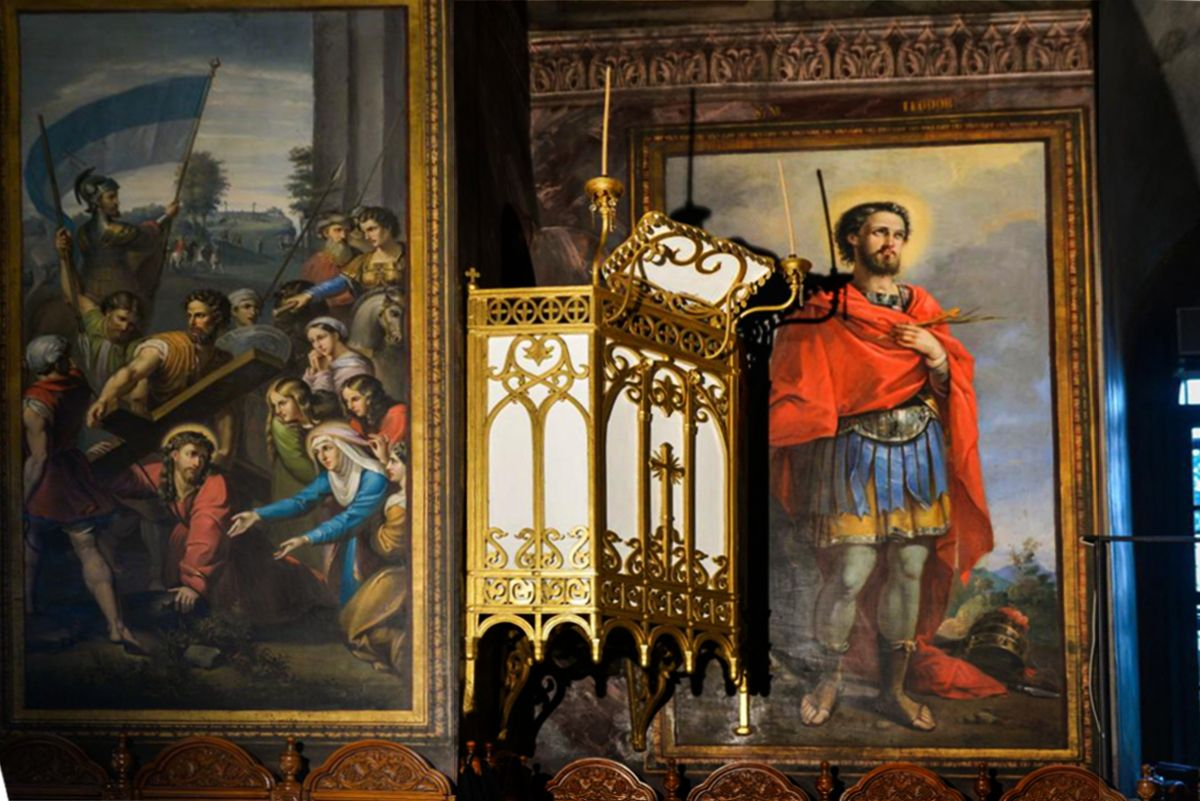
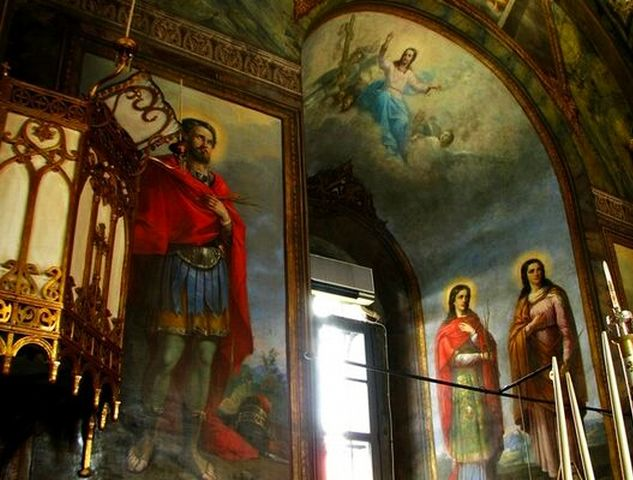
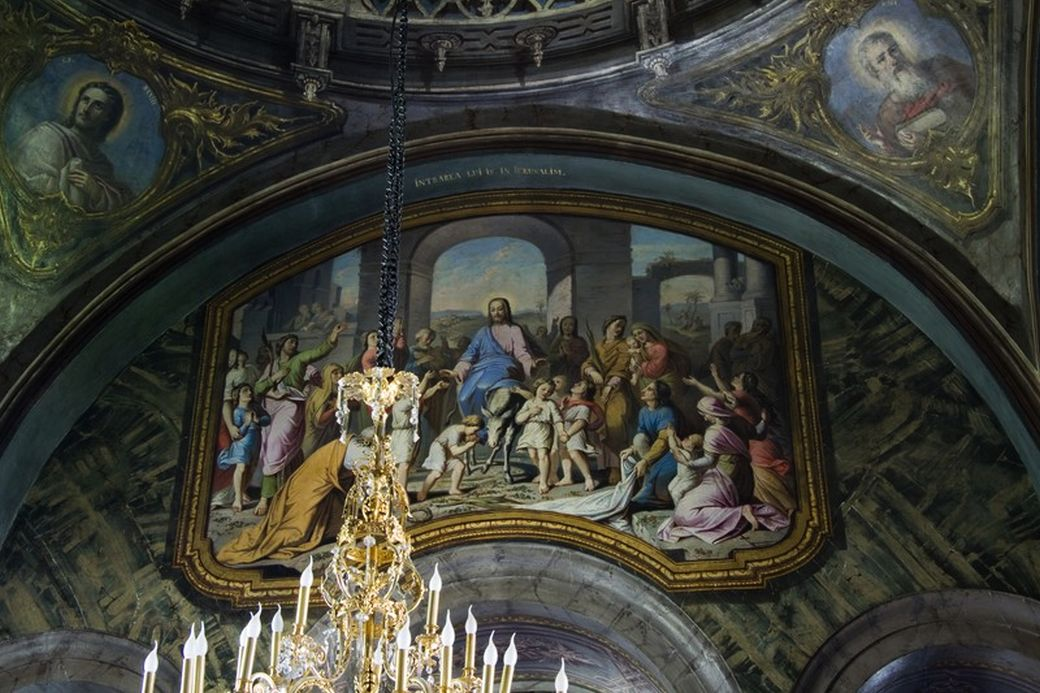
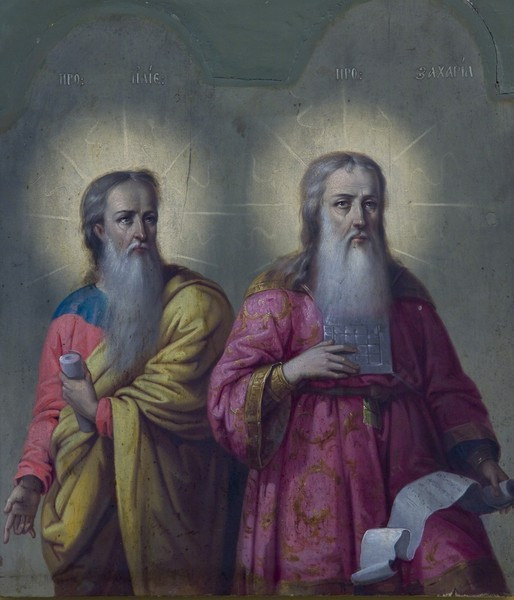
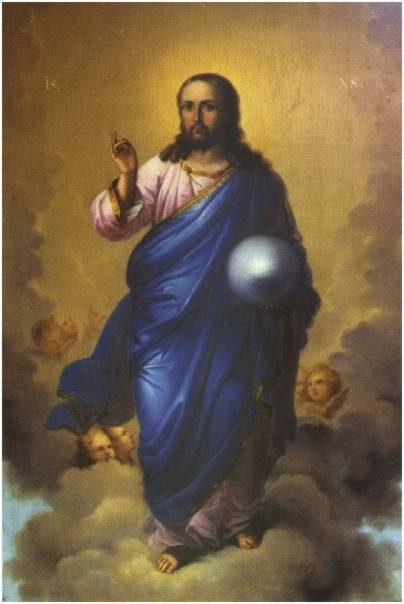
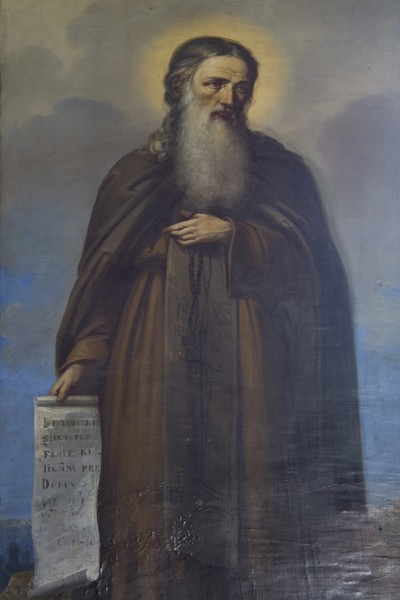
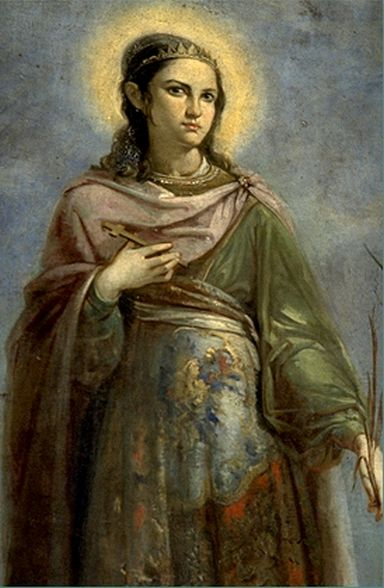
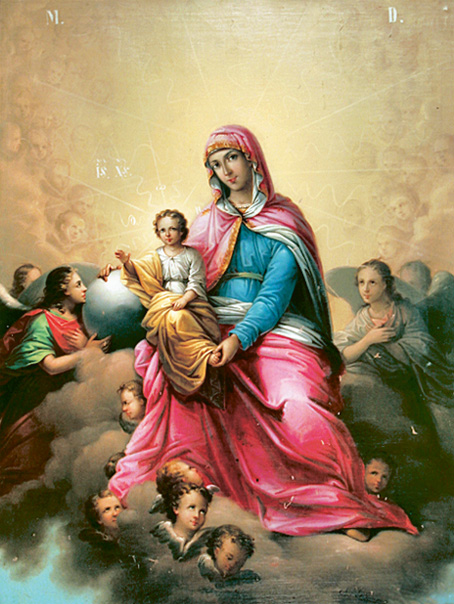
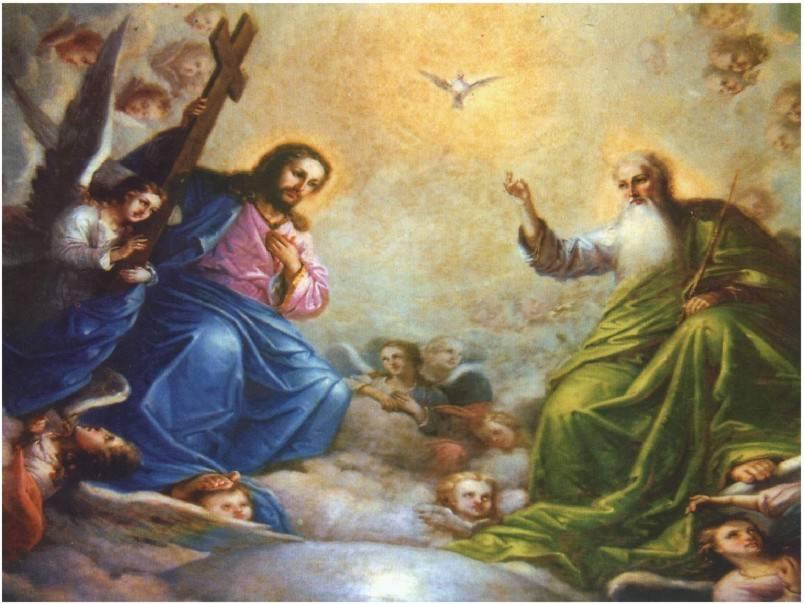
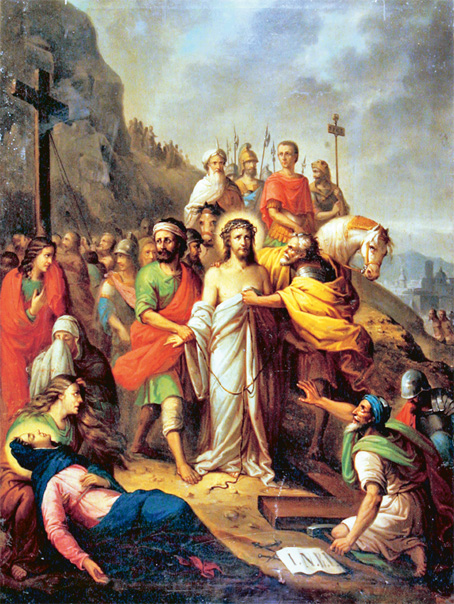

Este de menționat ca un plus al activității lui Grigorescu la Agapia, înființarea de către acesta a unei școli de pictură la mănăstire pentru călugărițele cu aptitudini artistice, sub directa conducere a stareței Tavefta Ursache. Astfel, în data de 8 februarie 1860 școala de la Agapia funcționa „... cu un număr de câteva copile... care... au și înaintat pre cât au fost cu putință, una din ele însă cu osebire”. Există în arhivele mănăstirii documente pentru achiziționarea celor trebuincioase desfășurării cursurilor de pictură. O dată cu terminarea lucrărilor de la Agapia și cu plecarea lui Nicolae Grigorescu, școala de pictură și-a încetat existența.

### Biserica din Puchenii Mari
După terminarea lucrărilor de la Mănăstirea Agapia, Nicolae Grigorescu a mai rămas în țară din primăvară până în luna octombrie anului 1861. Artistul a pictat în acest răstimp ctitoria lui Iorgu Niculescu Dorobanțu din comuna Puchenii Mari. localitate care se află marginea șoselei ce duce de la București la Ploiești.  Cel mai vechi document care menționează că biserica din Puchenii Mari a fost pictată de către Nicolae Grigorescu este raportul ecleziastic al mitropolitului UngroVlahiei semnat de Grigore N. Popescu în anul 1900, prin care acesta constata că:
„... deși nu veche rău, dar după timpuri n-a mai fost îngrijită, căci se constată că mai înainte a plouat înăuntru, din care cauză pictura după bolți s-a stricat în unele locuri, pictură care de altfel pentru o biserică rurală e foarte bine făcută de d-ul artist Grigorescu...”
În anul 1914, parohul bisericii Grigore Moisescu a intervenit pe lângă minister pentru refacerea picturilor murale „... executate de neîntrecutul nostru pictor Grigorescu, după informațiile date de fosta proprietăreasă, d-na Ana Aman, fosta soție a fondatorului acestei biserici”. Raportul a mai pomenit că pictura bisericii a fost realizată în anul 1860. Fosta soție a lui Theodor Aman fusese căsătorită întâi cu ctitorul bisericii și ea apărea în pictura din biserică alături de acesta în pronaos. Ana Aman declara mai târziu că pictarea bisericii s-ar fi produs în anul 1860. Pe unul din prăznicarele de la altar care reprezintă pe Sfinții Petru și Pavel. se poate citi anul 1861, icoana nefiind semnată se consideră ca neaparținându-i lui Grigorescu. Astfel, picturilor din Puchenii Mari nu li se poate stabili cu certitudine o datare precisă. Mai dificilă este atribuirea picturilor, deoarece la Puchenii Mari artistul a lucrat și cu ale ajutoare, posibil și cu Gheorghe Grigorescu, pentru a termina mai repede lucrările în vederea plecării sale în străinătate. În aceeași ani a decedat și Ruxandra Grigorescu.
Istoricul George Oprescu a considerat că din cauza calității mai mult decât mediocră a picturilor de la această biserică, se poate spune că prezența lui Grigorescu este într-o măsură restrânsă, doar la unele părți din pictura murală și la cel mult câteva chipuri aflate la catapeteasmă. Făcând o analiză comparativă între icoanele mari împărătești de la Zamfira sau Agapia cu cele de aici, acestea din urmă uimesc prin stângăcia desenelor și a stridențele cromatice ale unui colorit sărac și lipsit de gust. Este improbabil ca Sfântul Gheorghe înfățișat călare cu mijloace aproape infantile să fi fost realizat de marele artist. În mod similar este și Sfântul Nicolae aflat într-una din icoanele împărătești, care pare o banală repetare a icoanei de la Zamfira. Dintre toți apostolii de la Pucheni, doar Petru, Pavel și Simeon amintesc de spiritul viu al lui Grigorescu.

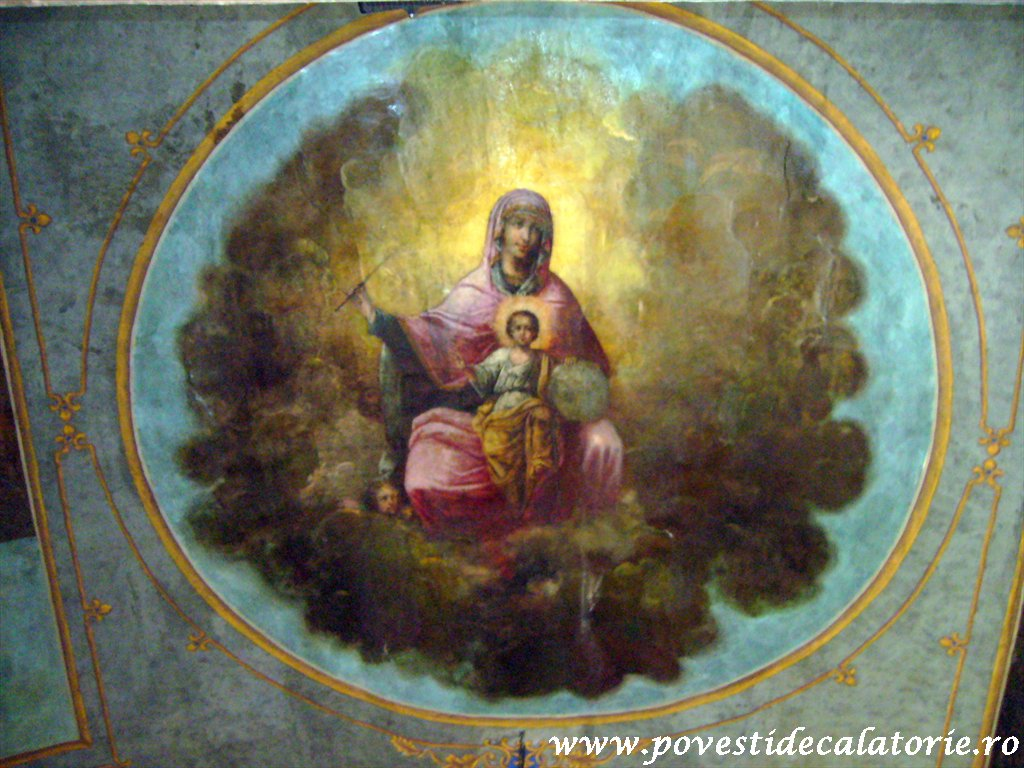
Maica Domnului cu pruncul - din altar

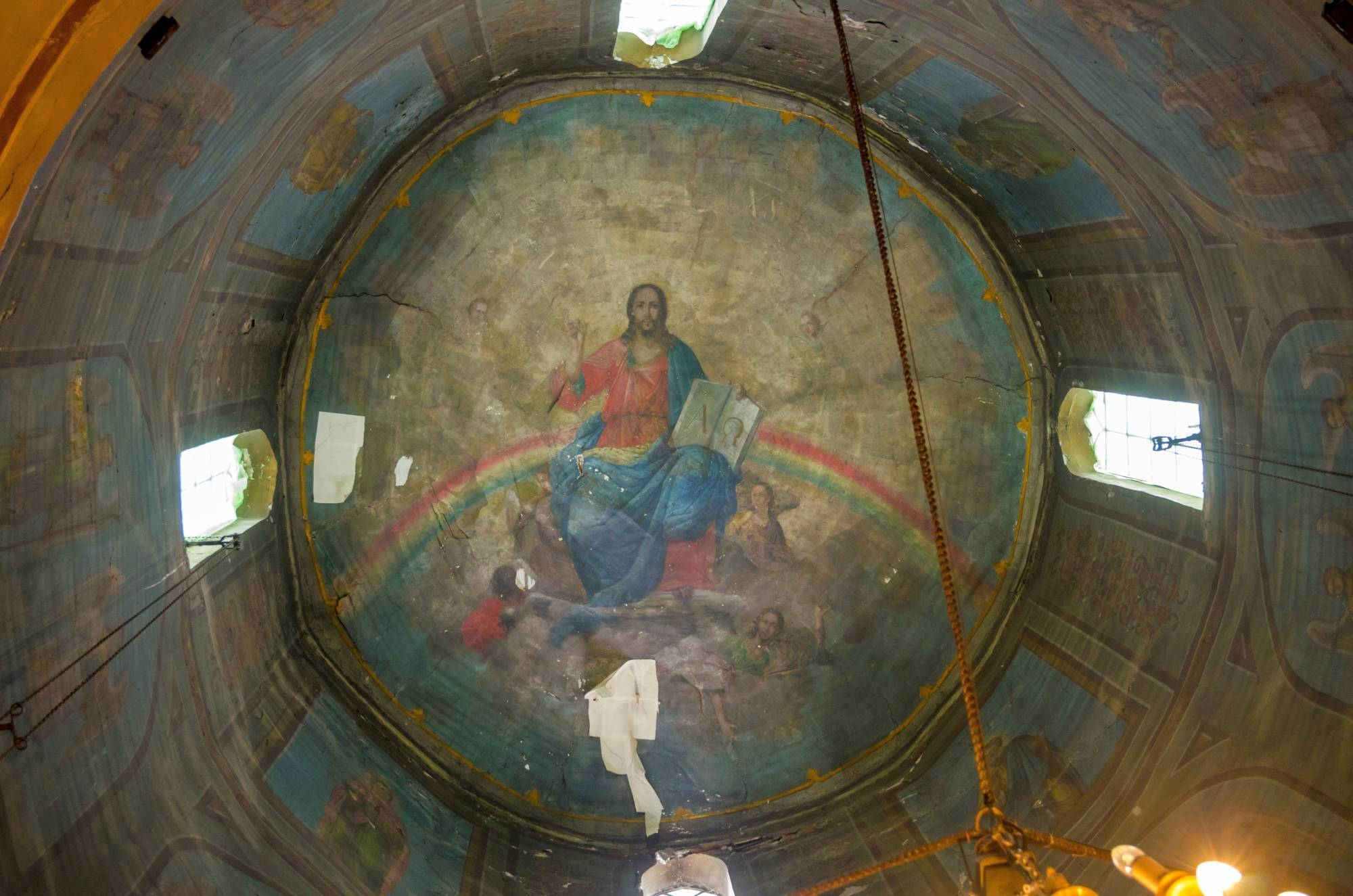
Pantocrator - de pe cupola naosului

Dacă icoanele au rezistat timpului și au ajuns în contemporaneitate, pictura murală a rămas decenii întregi în ruină totală și s-a degradat aproape în întregime. Lovitura de grație a dat-o așa zisa restaurare executată de pictorii Dimitrie Belizarie și Musceleanu. A mai rămas doar pe ici pe colo câte ceva din aspectul inițial. Trecând peste toate aceste nenorociri ale nepăsării și ale degradării naturale și umane, contribuția lui Nicolae Grigorescu mai poate fi văzută în decorația murală mai mult decât în catapeteasmă. Se recunoaște ca aparținându-i artistului: Maica Domnului cu pruncul care tronează în altar, Pantocratorul de pe bolta cupolei de deasupra naosului și Sfinții Ilarion și Dimitrie Basarabov de pe zidul nordic al pronaosului.
Interesante sunt tablourile votive ale ctitorului Iorgu Niculescu-Dorobanțu, a soției Ana (viitoare Aman) și ale părinților Nicolae și Smaranda din pronaos. Acestea au fost pictate în spirit laic și foarte probabil după natură dar au fost și ele deteriorate de vicisitudinile timpului. Cu greu se mai poate recunoaște câte ceva dincolo de stratul vulgar adăugat de restauratorii amintiți mai sus. Din trăsăturile Anei și din aerul ușor efeminat al lui Iorgu se constată o asemănare uluitoare cu portretele pe care le-a făcut mai târziu Theodor Aman. După opinia lui George Oprescu, emisă în anul 1961 în biografia pe care a făcut-o pictorului Nicolae Grigorescu, o restaurare pretențioasă și profesionistă prin care să se înlăture straturile de vopsea puse de Belizarie și Musceleanu, ar putea duce la scoaterea la lumină a picturii originale. Desigur că picturile de la Puchenii Mari nu reprezintă ceva nou în evoluția artistului Grigorescu, ele au fost doar un motiv financiar grăbit în așteptarea plecării sale la Paris.
Conform declarațiilor parohiei din Pucheni Mari, s-au adus informații noi cu privire la istoricul picturilor murale ale bisericii. Astfel, picturile murale au fost făcute de către Nicolae Grigorescu în perioada anilor 1859 - 1861, 1861 fiind anul în care a fost sfințită. În plus, se menționează că picturile murale s-au păstrat aproape neatinse până în anul 1940, an în care cutremurul a adus prejudicii importante bisericii. Atunci au căzut două pandantive cu chipurile Sfinților Marcu și Luca și chipurile a patru sfinți din partea de vest a absidelor laterale. Cutremurul din 1977 a adus alte stricăciuni la structura de rezistență a bisericii. Ulterior s-au făcut lucrări de consolidare a structurii și s-au restaurat picturile de către pictorul Gheorghe Zidaru. Din spusele parohiei rezultă că s-a reușit recuperarea parțială a picturii lui Nicolae Grigorescu. În anul 2008, s-au început noi lucrări de restaurare a picturii murale, ce apare mai vie după îndepărtarea stratului de fum depus în timp.

## Incertitudini și controverse,

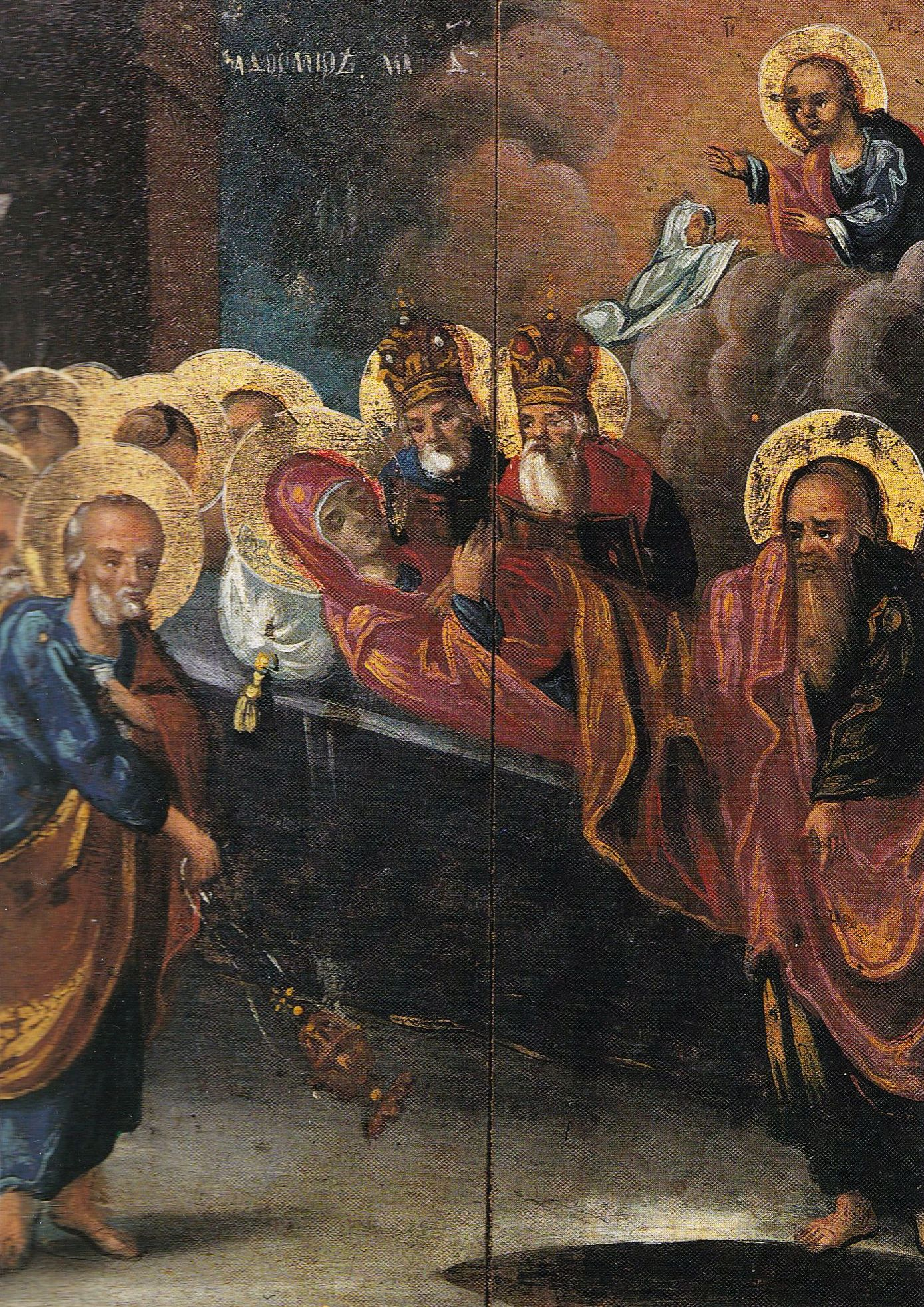
Icoana Moartea Fecioarei Maria din biserica de la Băicoi - 1853

- D Izvorul Tămăduirii - Alexandru Vlahuță[41] și Virgil Cioflec[19] au precizat că scena Izvorul Tămăduirii a fost zugrăvită pe bolta aghiasmatarului din curtea Mănăstirii Căldărușani. Ca urmare, se înțelege că această compoziție religioasă a fost o pictură murală. Tot acești biografi au amintit că Grigorescu a realizat și cele două icoane ale ușilor diaconești ale bisericii, intitulate Sfântul Dumitru și Maica Domnului. George Oprescu[54] a comentat informațiile celor doi și a pomenit faptul că icoana cu Maica Domnului, prin tradiție, nu s-a pictat niciodată pe ușile altarului și că Izvorul Tămăduirii este de fapt o icoană executată pe lemn, ea aflându-se astăzi la Galeria Muzeului Național de Artă al României.[54] Imaginile a două din icoanele de la Mănăstirea Căldărușani - Christ (fig.48) și La Trinité (fig. 49), au fost publicate de către Nicolae Iorga în anul 1934.[54][96]
- H Mihai scăpând stindardul - Tabloul Mihai scăpând stindardul a dispărut în anul 1884 într-un incendiu care s-a produs la Școala de Belle Arte din București și care a distrus o mare parte din colecțiile școlii. Tabloul a fost descris de C.I. Istrati: „... pînza nu era mare și reprezenta pe Mihai Viteazul, cu steagul în mână, trecând prin o apă, cu siguranță în lupta de la Călugăreni.”[97] Și Virgil Cioflec a pomenit de acest tablou și l-a descris pe Mihai Viteazul: „... pe un cal alb, Mihai, cu fața întoarsă, aleargă cu un steag în mână.”[98] După afirmațiile lui Cioflec, Grigorescu și-ar fi expus lucrarea în vitrina unui magazin de pe Podul Mogoșoaiei. În această vitrină l-ar fi văzut beizadeaua Mitică Ghica datorită căreia Barbu Știrbei ar fi fost interesat de Grigorescu. C.I. Istrati a afirmat că lucrarea ar fi fost expusă la Eforia Școalelor și acolo Dimitrie Grecescu l-ar fi văzut în anul 1856.[99]
- I Icoanele de la Băicoi - Din analiza comparativă a biografiilor asupra vieții și operei lui Nicolae Grigorescu, rezultă o incertitudine referitoare la lucrările pe care artistul le-a efectuat la biserica din Băicoi. În timp ce George Oprescu a menționat așa cum s-a scris mai sus, faptul că Nicolae ar fi pictat în tehnica uleiului șase icoane de dimensiuni mari și unsprezece prăznicare pictate pe față și pe verso,[14] Barbu Brezianu a menționat doar că pictorul a pictat prăznicare și câteva icoane mari. Brezianu a mai menționat și faptul că pictorul a pictat câteva icoane mari pe pânză și câteva prăznicare pe lemn, toate fiind executate în ulei.[100] Brezianu a explicat atribuirea comenzii de la Băicoi printr-o întâmplare prin care Cleopatra Trubețkoi ar fi văzut una din cele mai reușite icoane realizate de Nicolae și care i-a plăcut foarte mult.[101] Explicația este distonantă față de cea a lui Oprescu care a considerat că aceasta ar fi văzut o icoană care ar fi fost chiar Maica Domnului, cea care a fost executată la dimensiuni mari pentru biserica din Băicoi și a fost ferecată în argint.[14]

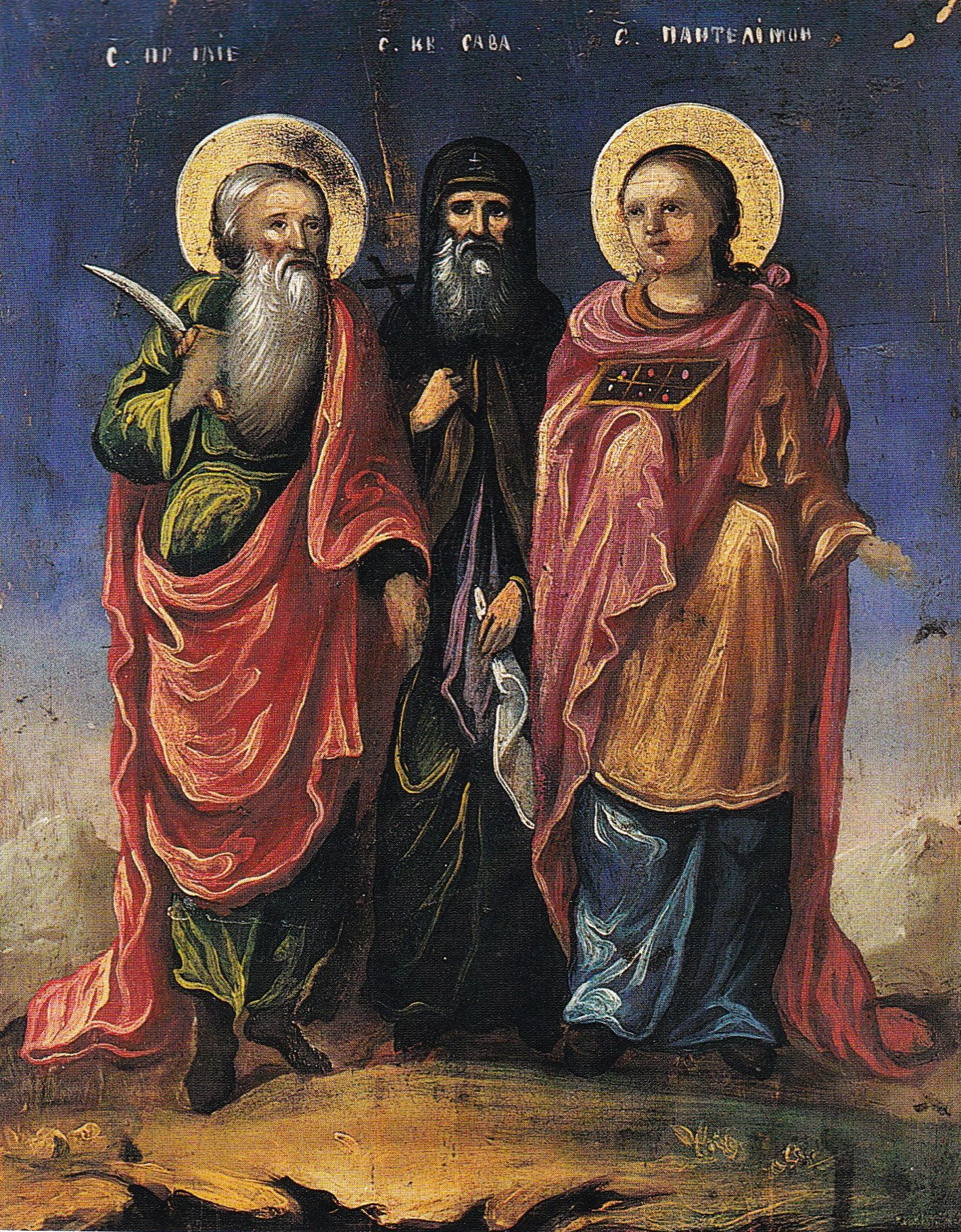
Icoana Sfinții Ilie, Sava și Pantelimon din biserica de la Băicoi - 1853

Afirmația lui Oprescu pare a fi preluată din precizările pe care Virgil Cioflec le-a făcut în biografia sa din anul 1925. Acesta a amintit că prințesa Trubețkoi l-a însărcinat pe Nicolae să zugrăvească capela domnească de pe moșia părintească de la Băicoi, ca urmare  a faptului că a văzut o icoană realizată de artist în care era înfățișată Maica Precista. Cioflec nu a mai adus nicio dată suplimentară privind activitatea pictorului la Băicoi, nici referitor la icoanele mari și nici la prăznicare. El nu a adus nicio referință documentară pentru susținerea afirmației pe care  a făcut-o.
George Oprescu a comentat afirmația lui Virgil Cioflec și pare că ar fi studiat pe teren existența unor picturi făcute de Grigorescu la capela de la Băicoi. El a precizat că la capela din Băicoi se găsesc doar niște urme neînsemnate de pictură murală care, în opinia sa, nu au nicio legătură cu Nicolae Grigorescu. Tot el a mai amintit că episodul cu prințesa Trubețkoi a mai fost menționat și de Barbu Ștefănescu Delavrancea într-un articol publicat în timpul vieții pictorului de la Pitaru, fără a indica sursa. În acest articol, a spus Oprescu, amănuntele descrise par a fi argumentate din memoria pictorului, iată o mostră:
„... Prințesa Trubțekoi îi porunci o Maică a Domnului și nu crezu ochilor văzând opera tânărului. I-o arătă lui Alexandru Ghica și-i prezentă pe autor. Alexandru Ghica zise mirat: „Adevărat are mână ușoară”. Tânărul auzise, era cât p-aci să-i răspundă: „Aș fi fost mai bun de bărbier”. Neapărat el simțea mai sus de umeri chemarea lui.”
Barbu Brezianu a mai specificat în plus de toate acestea că la târnosirea bisericii din Băicoi, atunci când toate icoanele ar fi fost gata, Cleopatra ar fi invitat și înalte fețe bisericești la eveniment. În acest mod a explicat Brezianu traseul pe care artistul l-a avut prin primirea comenzilor de la Căldărușani, Zamfira și Agapia.
Alexandru Vlahuță nu a amintit nimic despre icoanele de la Băicoi (vezi la wikisursă textul original al biografiei intitulată Pictorul Grigorescu). Alexandru Cebuc în albumul publicat în anul 2008 a amintit doar că Nicolae Grigorescu a pictat icoanele și prăznicarele de la Băicoi, fără să dea referințe sau alte detalii. Din toate cele spuse până acum, rezultă o interpretare proprie autorilor biografiilor, fără a lua în considerare că toate afirmațiile aduse nu au fost susținute de surse de informare primare sau secundare.
Peste toate acestea, se suprapun informațiile furnizate de Protoeria Câmpina. Aceste informații spun că dovada că biserica a fost pictată de Nicolae Grigorescu s-ar regăsi în pisania bisericii scrisă în anul 1902 de preotul Gheorghe Mihail, cel care a păstorit aici între 1880-1932. El ar fi fost adus la această biserică de însăși prințesa Cleopatra. În plus, protoeria confirmă semnătura lui Grigorescu pe icoana Sfântului Gheorghe precum și pe icoana-bust a Mântuitorului din Sfântul Altar. Un amănunt foarte important este că același site precizează că pictura originală nu s-a mai păstrat, deoarece biserica a fost repictată de Toma Vintilescu în anul 1902 și mai apoi de pictorul Umberto Marchetti în anul 1929. În anul 1988 pictura a fost restaurată de o echipă condusă de doamna Elena Vasilescu, preot paroh fiind părintele Iarca I. Daniel. Protoeria nu a menționat nimic despre existența prăznicarelor. Cum toate analizele făcute de Barbu Brezianu în anul 1959 și mai apoi de George Oprescu în 1961 spun că pictura lui Grigorescu există încă la Băicoi, ca și prăznicarele, afirmațiile protoeriei vin cu date discordante total opuse și în același timp lacunare cu privire la prăznicare. Singura afirmație fără echivoc a protoeriei ar fi că, picturile religioase realizate de Nicolae Grigorescu la Băicoi nu mai există, exceptând, desigur, cele care au semnătura artistului.
- NAjutoarele de la Agapia - Despre prima persoană care l-a ajutat pe artist la Agapia, fata lui Gheorghe Grigorescu (fratele lui Nicolae) a afirmat că tatăl ei și-ar fi ajutat fratele la zugrăvirea bisericii de la Mănăstirea Agapia. C.I. Istrati a amintit și el acest episod, bazându-se pe afirmația mitropolitului Iosif Gheorghian care era pe atunci călugăr la Mănăstirea Neamț, spunând că „... el (Grigorescu - n.r.) era însă totul, deoarece fratele său îl ajuta numai la facerea văpselelor, care pe atunci se făceau cu greutate, frecându-se între pietre...”[103] Pe de altă parte, opozant al lui Istrati, Barbu Ștefănescu Delavrancea a fost de părere că Nicolae Grigorescu a lucrat aproape singur la Agapia, zugrăvirea bisericii fiind „... mai toată de mâna lui”.[99]

Al doilea ajutor al lui Grigorescu este posibil să fi fost italianul Girardelli. Despre el a vorbit Virgil Cioflec spunând „... Griradelli, un eclectic care a fost mâna dreaptă a lui Tattarescu la zugrăvirea Mitropoliei din Iași, face și aici lucrări de adaptare: atitudini, mișcări, gesturi sunt împrumutate și e destul să privești coiful de la picioarele sfântului Teodor ca să știi ce paletă ținea în mână pictorul italian.” Este posibil ca italianul să fi fost Luis Ghilardelli care s-a născut la Lugano și care a expus în anul 1870 tabloul Interiorul unui salon în zi de vară. George Oprescu a precizat, în schimb, că tocmai acel coif este un detaliu care denotă stilul la care a ajuns în aci ani Grigorescu.